# تاريخ السكك الحديدية الجزائرية

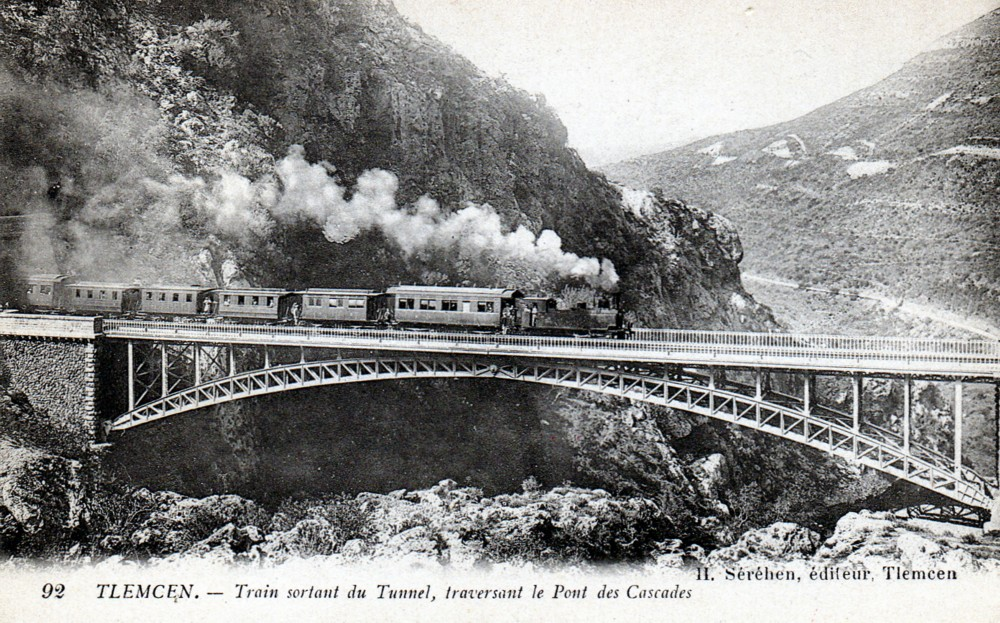
قطار بخاري على جسر شلال الأوريت، في عين فزة (ولاية تلمسان) عام 1905.

يعود تاريخ إنشاء شبكة السكك الحديدية في الجزائر إلى عام 1857، حيث وُضعت أولى الخطوط الحديدية خلال فترة الاستعمار الفرنسي. كانت الجزائر آنذاك من أوائل البلدان في المنطقة التي شهدت تطوير هذا النوع من البنية التحتية، لتصبح الشبكة ثاني أقدم شبكة سكك حديدية في أفريقيا والشرق الأوسط بعد سكك حديد مصر. جرى التخطيط لإنشاء شبكة تمتد على مسافة 1,357 كيلومترًا، بصدور مرسوم عن الإمبراطور الفرنسي نابليون الثالث الذي حدد المسارات الأساسية لهذا المشروع. شهدت الشبكة تطورًا ملحوظا في النصف الثاني من القرن التاسع عشر، سواء من حيث الامتداد الجغرافي أو البنية الهندسية، ما ساهم في تعزيز وسائل النقل وربط المناطق المختلفة.
تضمنت المرحلة الأولى إنشاء خطوط لربط المدن الكبرى والموانئ لنقل المواد الخام والسلع. مع بداية القرن العشرين، تركزت الجهود على توحيد الشبكة وتوسيعها، وبلغت ذروتها قبيل الحرب العالمية الثانية. بعد الاستقلال، واجهت الشبكة تحديات كبيرة تتعلق بالصيانة والتحديث، لتشهد في القرن الواحد والعشرين نهضة شاملة، مع بناء خطوط جديدة وتوسيع نطاقها لربط مختلف مناطق الجزائر ودول الجوار.

## مراحل التطور
بدأ إنشاء شبكة السكك الحديدية في الجزائر عام 1857 خلال فترة الاستعمار الفرنسي، تمثلت في خط رئيسي يربط بين المدن الأساسية للمقاطعات الثلاث في المستعمرة: الجزائر، قسنطينة، ووهران، مع خطوط فرعية تصل إلى الموانئ الجزائرية. كان الهدف الأساسي نقل المنتجات الزراعية والمواد الخام إلى فرنسا، مقابل توريد السلع المصنعة من الخارج إلى الداخل الجزائري.
واجهت الشبكة تحديات عدة، منها تعدد الشركات الخاصة وغياب الإنسجام في الخطوط، ما تسبب في تفاوت المعايير التقنية. مع مطلع القرن العشرين، عملت الحكومة الفرنسية وحكومة الجزائر العامة على توحيد الشبكة وتقليص عدد الشركات المشغلة، مما حسّن إدارتها.

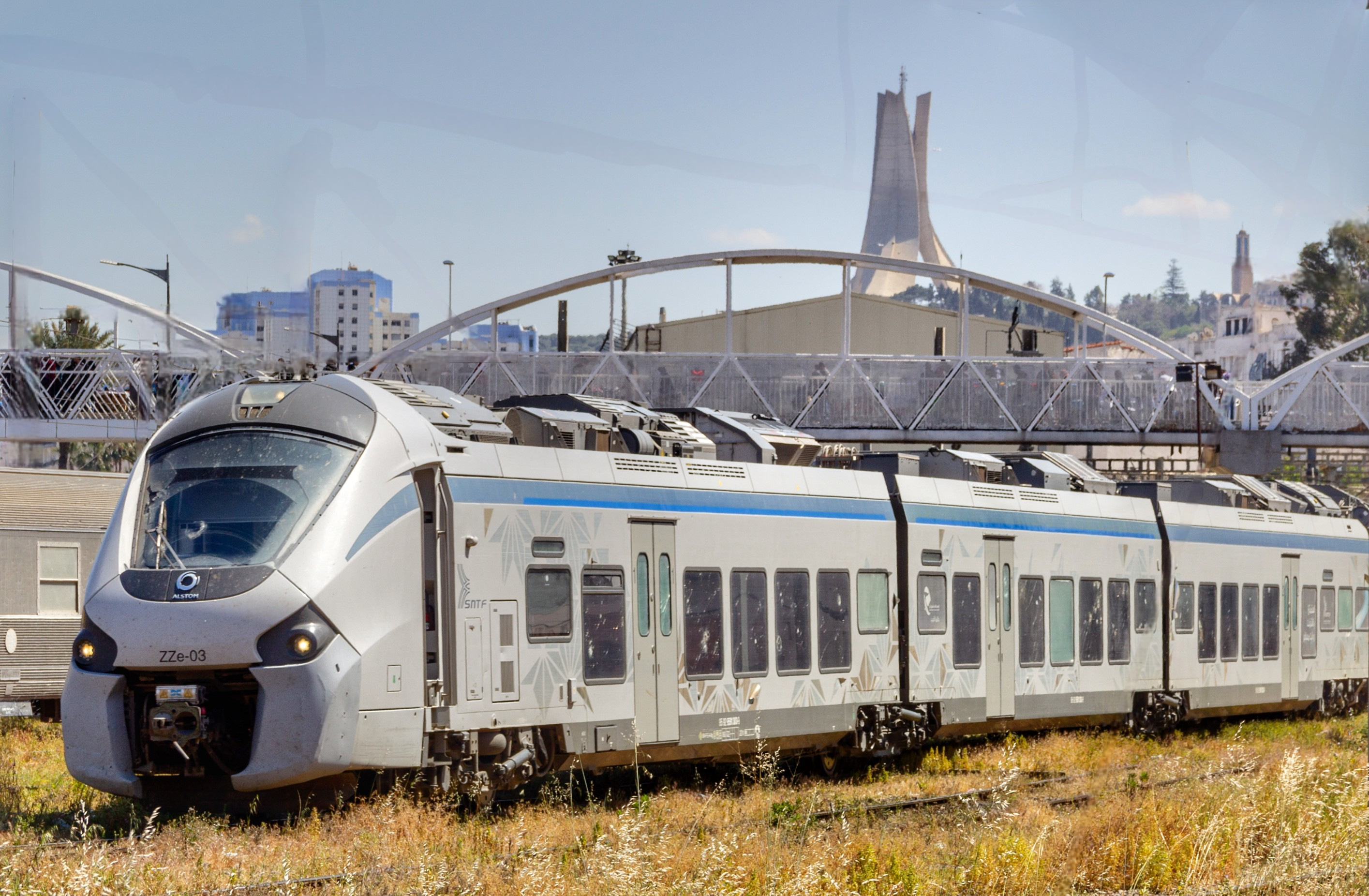
قطار ألستوم كوراديا في محطة آغا، في الخلفية مقام الشهيد.

بحلول النصف الأول من القرن العشرين، بلغت الشبكة أكثر من 5,000 كيلومتر قبيل الحرب العالمية الثانية، لكنها تراجعت لاحقًا بفعل منافسة النقل البري، ما أدى إلى إغلاق العديد من الخطوط الفرعية، خلال العقود التي سبقت استقلال الجزائر.
بعد استقلال الجزائر، ورثت الدولة الحديثة شبكة بحاجة إلى تطوير. وركزت الجهود خلال الثمانينيات على تحديث الخطوط، مثل تحويل بعض الخطوط إلى المسار القياسي أو تمديدها  لكن لتأثيرات الأمنية خلال العشرية السوداء في التسعينيات  أثرت سلبًا على تطور شبكة السكة الحديدية وعرقلت تقدمها كثيرًا.
لم تشهد شبكة السكك الحديدية في الجزائر تطورًا ملحوظًا إلا في بداية القرن الحادي والعشرين، حيث أُنشئت خطوط جديدة، وتمت ازدواجية بعضها وكهربة خطوط أخرى. توسعت الشبكة تدريجيًا لتغطي مختلف مناطق البلاد، بما في ذلك إنشاء طريق اجتنابي في الهضاب العليا، والعمل جارٍ لاستكمال شبكة الخطوط العابرة للمدن الكبرى في شمال الصحراء الجزائرية. كما تُجرى دراسات لتمديد الخطوط جنوبًا عبر الصحراء لربط الشبكة بالدول الحدودية للجزائر، مما يتيح نقل البضائع مثل المعادن والمنتجات البتروكيماوية عبر السكك الحديدية نحو بلدان الساحل الإفريقي أو الموانئ الجزائرية، ومن هناك إلى أوروبا وبقية أنحاء العالم.

## فترة الجزائر المستعمرة

### مشاريع خطوط السكك الحديدية في الجزائر قبل مرسوم عام 1857
تقدّم مجموعة من السياسيين والمستثمرين بمشاريع لإنشاء شبكة السكك الحديدية في الجزائر، وذلك بعد سنوات قليلة أعقبت الغزو الفرنسي للجزائر عام 1830.

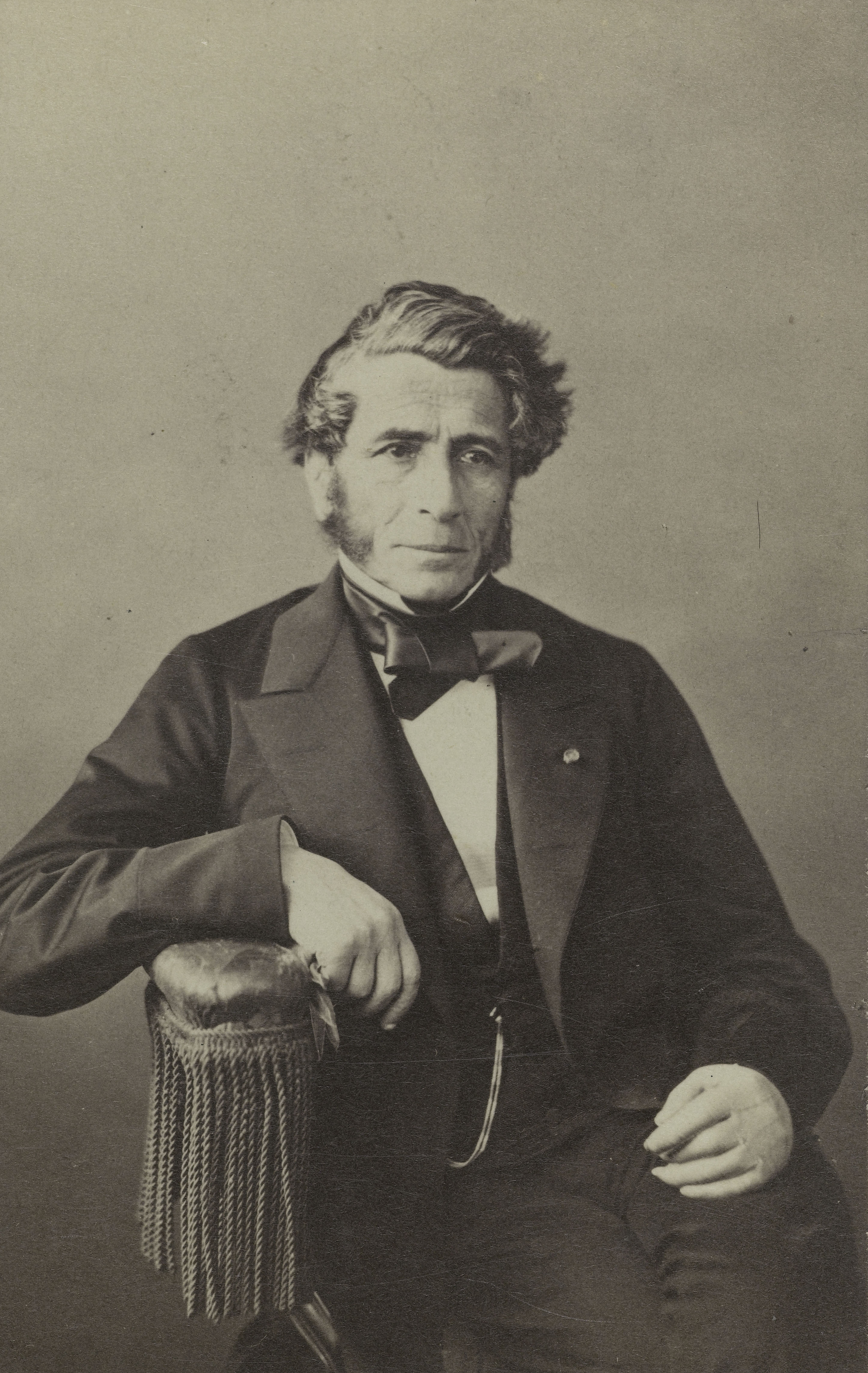
إيميل بيرير، أول شخصية سياسية تقدم في عام 1833 مشروعًا لإنشاء سكك حديدية في الجزائر.

في عام 1833، نشر الممول والسياسي الفرنسي إميل بيرير مقالًا في صحيفة لو ناسيونال، يعرض فيه أفكاره لطريقة إدارة واستعمار الجزائر، بالإضافة إلى خطة لإنشاء خط سكة حديد يربط بين بون وقسنطينة بالجزائر، وبين الجزائر ووهران. ووفقًا لما كتب إميل بيرير:
في عام 1844، قدم المهندس إدوارد دي ريدون اقتراحًا لإنشاء سكة حديدية تربط مدينة الجزائر بالبليدة، وتمتد عبر جبال الأطلس. في نفس الوقت، قدم أيضا كل من فريدريك و يوجين لاكروا مشروعهما لإنجاز خط يربط فيليبفيل (سكيكدة) بقسنطينة مع بناء ميناء في ستورا (منطقة بحرية في سكيكدة). كما اقترح كذلك المستثمر غاربس إنشاء خطي سكة حديد في القطاع الوهراني (غرب الجزائر): خط واحد يربط وهران بمستغانم ويلل، والآخر يربط وهران بتلمسان.
في عام 1854، طور مجموعة من المستثمرين مشروع كامل لإنشاء شبكة متكاملة مكونة من عدة خطوط. تضمنت هذه الخطوط خط الجزائر إلى وهران، وخط الجزائر إلى قسنطينة، وخط قسنطينة إلى بون (عنابة حاليا) مع فرع يتفرع نحو فيليبفيل (سكيكدة)، وخط تلمسان إلى معسكر عبر سيدي بلعباس، بالإضافة إلى مجموعة من التفرعات نحو مستغانم وتنس وبوجي (بجاية حاليا).
أظهر تحليل هذه المبادرات قناعة راسخة بأهمية إنشاء شبكة سكك حديدية لدعم التوسع الاستعماري في الجزائر، غير أن التقييم الأولي لهذه الخطط واجه معارضة. التي اعتبرت غير كافية ولا تخدم المصلحة العامة إما بسبب أنها محصورة في مناطق معينة، أو تخدم فقط المصلحة الخاصة للمستثمرين وذلك لنقل منتجاتهم الصناعية وتسويقها، أو نقل المواد الخام من المناجم التي رُخص لهم بإستغلالها.
بالنسبة لحكومة الجزائرالمحلية، أصبح من الضروري إجراء مشروع أولي لتقييم تكاليف وجدوى هذه الخطوط من أجل إستعمار كامل للجزائر. وقد أسند الحاكم العام جاك لويس راندون هذه المهمة إلى الجنرال فرانسوا دو شابو لاتور لإجراء الدراسات اللازمة لوضع خطة شاملة لشبكة السكك الحديدية في الجزائر. وهذه الدراسات هي التي ستؤدي لاحقا إلى إصدار المرسوم الإمبراطوري لعام 1857، والذي يشكل أول برنامج رسمي لتزويد الجزائر بشبكة سكك حديدية.

### أول خط سكك حديدية

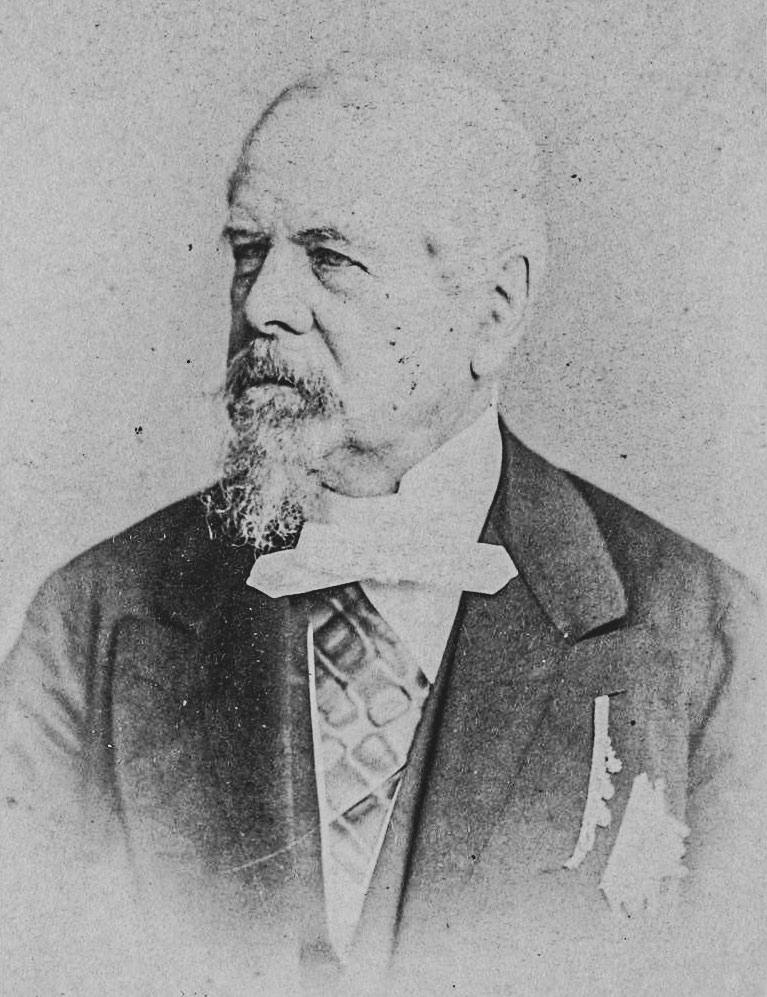
فرانسوا دي شابو لاتور، صاحب التقرير الذي ينص على الحاجة إلى تطوير السكك الحديدية في الجزائر.

يعتبر خط سكك حديد من الجزائر إلى البليدة الذي شُغل عام 1862 أول خط سكك حديدية رسمي في الجزائر، أُنشِئَ هذا الخط لتسهيل نقل الركاب والبضائع بين المدينتين، لكن أول خط فعلي شُغل في الجزائر كان عام 1858 وذلك من طرف شركة المناجم والأفران العالية لخرازة الفرنسية، وكان ذلك لربط منجم حديد خرازة بالميناء الداخلي في وادي سيبوس في ضواحي مدينة عنابة، كان الخط يمتد على مسافة 11 كيلومترًا. شُغل هذا الخط القصير ذو المسار الضيق في 1 سبتمبر 1859، وكان مخصصًا حصريًا لنقل المواد الخام. بعد ذلك، طُور ليصبح الخط الأول للقطارات بين بون وسانت شارل، والذي سيعرف لاحقا بعد إستقلال الجزائر بخط سكة حديد من عنابة إلى رمضان جمال.

### المخطط الأول للسكك الحديدية في الجزائر: برنامج 1857

#### المرسوم الصادر في 8 أبريل 1857 بإنشاء شبكة للسكك الحديدية في الجزائر
في السنوات التي أعقبت استكمال الغزو الفرنسي للجزائر عام 1830، قدمت مقترحات مختلفة لتزويد البلاد بشبكة من السكك الحديدية من أجل تعزيزالإستعمار، لكن هذه المقترحات لم تجسد على أرض الواقع حتى منتصف عقد 1850 حين كُلف الجنرال فرانسوا دو شابو لا تور، الذي كان قائدًا أعلى للهندسة في الجزائر آنذاك، بمهمة من حاكم الجزائر جاك لويس راندون لدراسة جميع المقتراحات السابقة وتقديم تقرير عنها، وفي إحدى استنتاجاته، أكد:

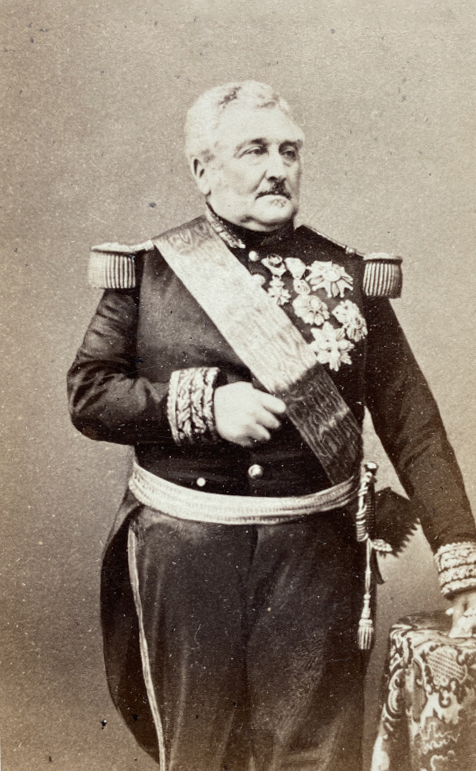
المارشال فيلانت، صاحب أول مخطط مقترح لإنشاء شبكة سكك حديدية في الجزائر.

وفي عام 1857 قدم المارشال فايانت، الذي كان وزير الحرب آنذاك، خطة شاملة لتنفيذ شبكة السكك الحديدية في الجزائر إلى الإمبراطور نابليون الثالث. تتضمن هذه الخطة محاور رئيسية ممثلة في:
لقد رأى جلالتكم أن الوقت قد حان لتزويد الجزائر بخطوط السكك الحديدية، وذلك لتلبية مصالح الزراعة القائمة بالفعل، ولتعجيل التطور التدريجي لهذه البلاد. إذ ينبغي اعتبار السكك الحديدية من أقوى العناصر لإزدهار توسعاتنا الكبيرة في المستقبل؛ حيث ستجلب شبكة من الخطوط الحديدية، التي تغطي المقاطعات الثلاث، الحياة والثروة من خلال النقل السريع والملائم لمنتجات الأرض والصناعة، وكذلك بتسهيل حركات الاستيطان للسكان المتزايدين.
[...]
قمت بإعداد مشروع لشبكة عامة من السكك الحديدية الجزائرية. ستتكون هذه الشبكة من:
1. خط رئيسي موازٍ للبحر، يربط بين عواصم المقاطعات الثلاث، ويخدم المناطق الرئيسية في الشرق بين الجزائر وقسنطينة، وفي الغرب بين الجزائر ووهران، مع وجود فرع يتجه إلى تلمسان عبر سيدي بلعباس.
في 8 أفريل 1857 وقّع الإمبراطور نابليون الثالث مرسومًا ينص على إنشاء شبكة للسكك الحديدية في الجزائر بعدما أُقنع بالخطة وبسبب ضغط المستوطينين في المستعمرة. يُعرف هذا المرسوم (ب[décret de classement de 1857] خطأ: {{اللغة-؟؟}}: وسيط غير صالح: |4= (مساعدة))، ويحدد خطوط برنامج السكك الحديدية الرئيسية في الجزائر ويتضمن بناء شبكة مكونة من 1 357 كيلومترا، و تتكون هذه الشبكة من:
بعد الموافقة على هذه الخطة، وقع الإمبراطور مرسوم في 8 أبريل 1857 ينص على إنشاء شبكة للسكك الحديدية رسميا في الجزائر. يُعرف هذا المرسوم باسم "مرسوم التصنيف لعام 1857" ويحدد خطوط البرنامج السككي الرئيسي في الجزائر، ويتضمن بناء شبكة مكونة من 1 357 كيلومترًا مكونة من الخطوط التالية :
- من جهة: خط رئيسي مواز للبحر الأبيض المتوسط يربط عواصم المقاطعات الثلاث : قسنطينة، الجزائرو وهران، ويمر عبر أو بالقرب من أومَال (سور الغزلان حاليا)، سطيف، البليدة، أورليان فيل (الشلف حاليا)، سان دوني دو سيڨ (سيڨ حاليا) و سانت بارب دو تليلات (وادي تليلات حاليا) وبالتالي سيكون إجمالي طول الخط تقريبًا 881 كيلومترًا.
- ومن جهة أخرى: 6 خطوط فرعية تربط الموانئ الرئيسية أو المدن القريبة من الشريط الساحلي البحري:
- من فيليبفيل (سكيكدة حاليا) إلى قسنطينة (87 كم) ؛
- من بوجي (بجاية حاليا) إلى سطيف (110 كم) ؛
- من بون (عنابة حاليا) إلى قسنطينة (202 كم) ؛
- من تنس إلى أورليانفيل (الشلف حاليا) (58) كم ؛
- من أرزيو ومستغانم إلى غليزان (68) كم ؛
- من وهران إلى تلمسان عبر سانت بارب دو تليلات (وادي التليلات حاليا) و سيدي بلعباس (120 كم).

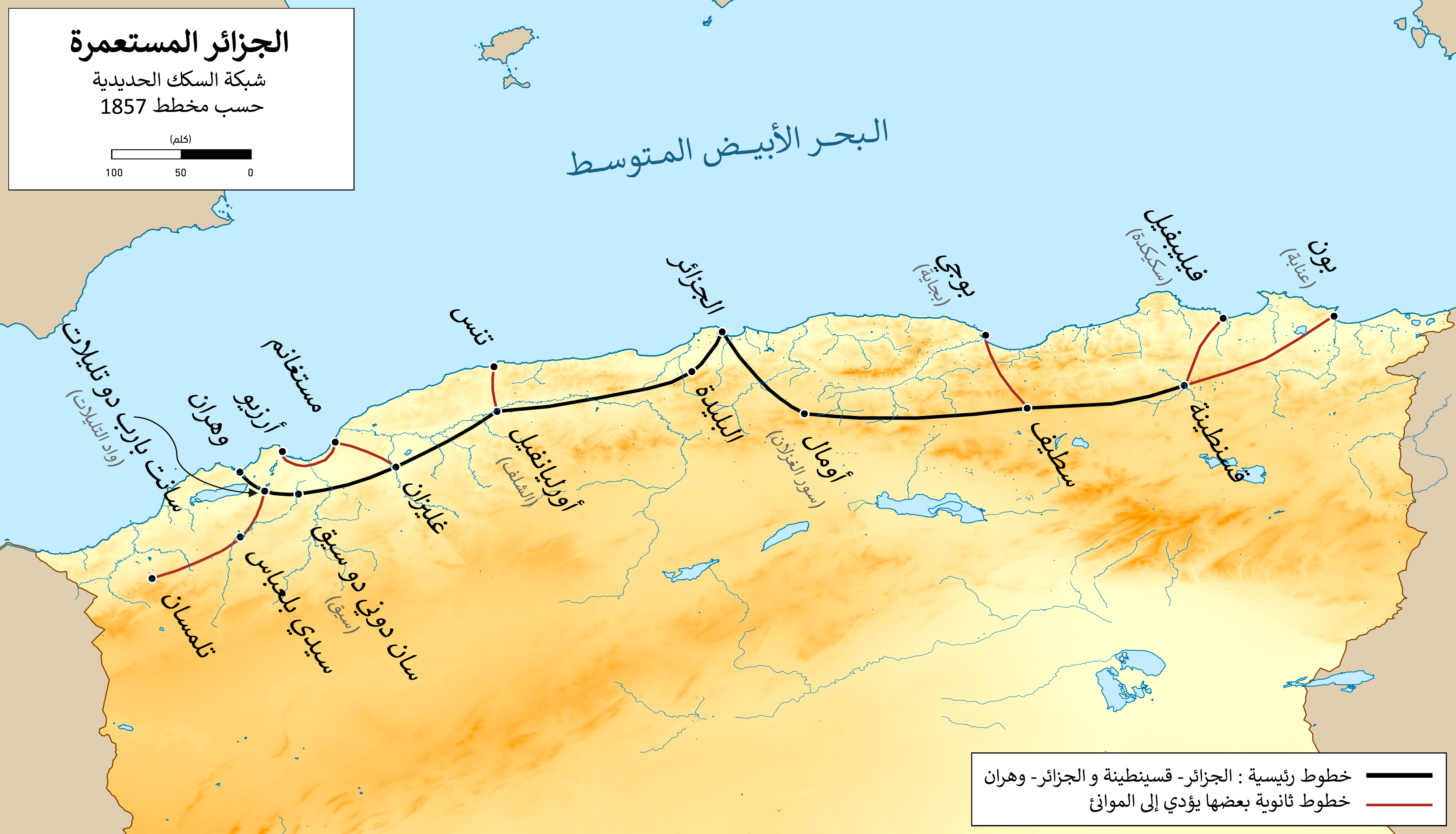
المخطط الأول لشبكة السكك الحديدية في الجزائر عام 1857.

#### عقود إمتياز الخطوط الأولى لشركة السكك الحديدية الجزائرية (CFA)
أعلن قانون 20 جوان 1860 أن 3 مقاطع من خطوط السكك الخاصة ببرنامج 1857، هي ذات منفعة عامة:
- الجزائر – البليدة (51 كم)؛
- وهران – سيق (52 كم)؛
- فليبفيل (سكيكدة) – قسنطينة (87 كم).

أي 190 كيلومتر فقط من أصل 1 357 كيلومترا من خطوط السكك الحديدية التي كان مخططًا لها في البداية.

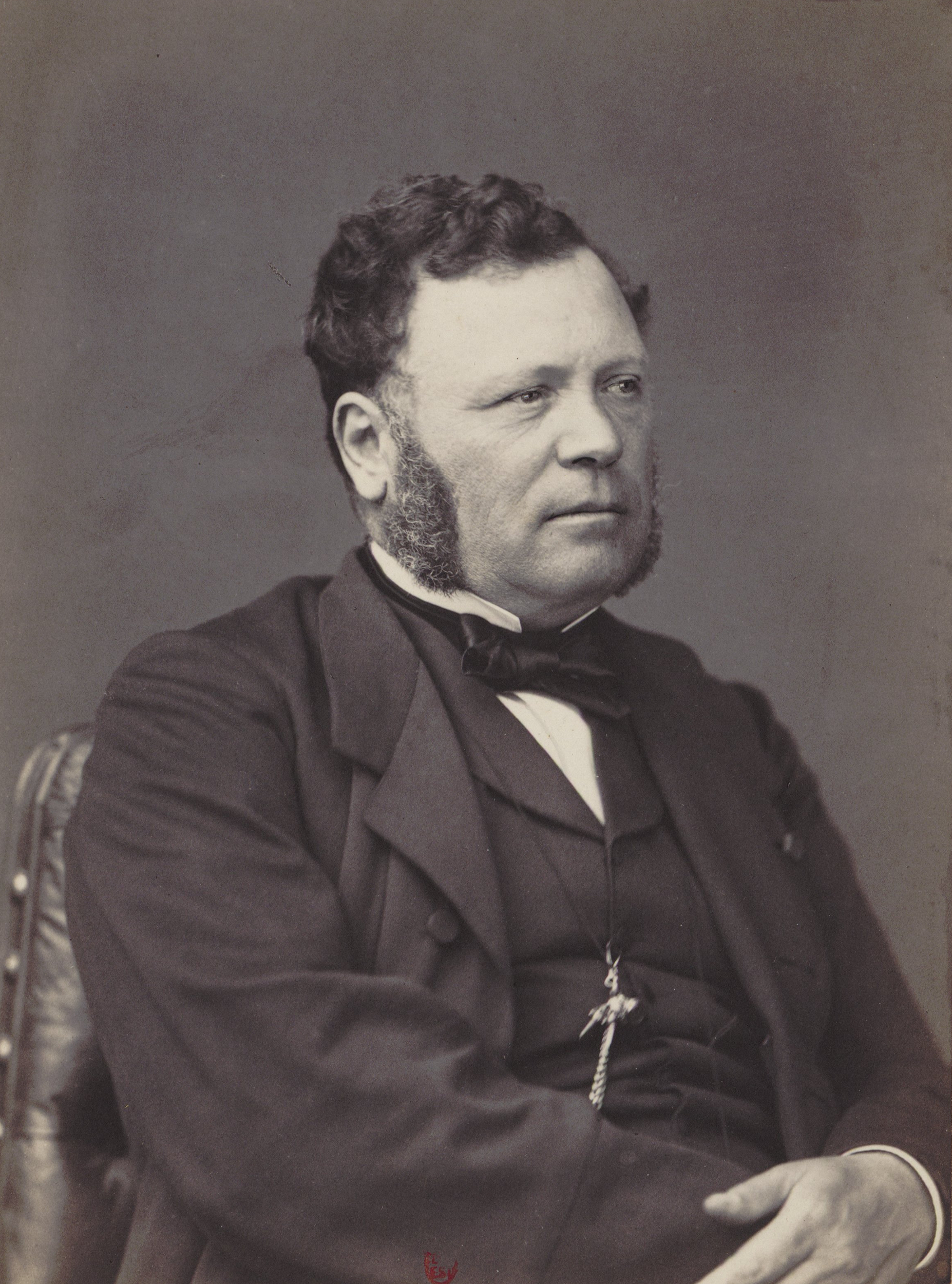
فيرديناند باروت، رئيس شركة CFA.

كان إنشاء هذه الخطوط الثلاثة التي تؤدي إلى المدن الرئيسية (الجزائر، قسنطينة، وهران) من الأولويات وذلك لإستغلال الموارد الطبيعية للمناطق المعنية وتعزيز الوجود الفرنسي في الجزائر.
كانت تعد هذه الخطوط القصيرة التي تصل إلى ثلاثة من أهم مدن الجزائر (الجزائر، قسنطينة ووهران) ذو أهمية قصوى وذلك لتمكين استغلال الموارد الطبيعية في تلك المناطق ولتعزيز الإستعمار الفرنسي في الجزائر.
مُنِحَتْ شركة (ب[Compagnie des chemins de fer algériens (CFA)
] خطأ: {{اللغة-؟؟}}: وسيط غير صالح: |4= (مساعدة)) رخصة إنشاء الخطوط الثلاثة وهي شركة مساهمة عامة (SA)، أُنشِئَتْ لِهَذَا الغَرَضِ بموجب المرسوم الإمبراطوري الصادر في 11 جويلية 1860 وانطلق العمل على إنشاء الخط في وقت مبكر نتيجة للضغوط التي مارسها المستوطنون.
الممتد من الجزائر إلى البليدة في عام 1859 أي حتى قبل منح الامتياز لهذه الشركة.

#### إعادة توزيع التراخيص إلى شركة السكك الحديدية من باريس إلى ليون والبحر الأبيض المتوسط (PLM)
شركة السكك الحديدية الجزائرية (CFA)، التي حصلت في عام 1860 على ترخيص امتياز الخطوط الأولوية الثلاثة، واجهت بسرعة صعوبات مالية وذلك لضعف رأس المال الخاص بها، نتيجة عدم توفر عدد كافٍ من الأسهم المُباعة (فقط 33 ألف سهم من أصل 100 ألف سهم معروض للبيع)، مما أدى بها إلى إعلان إفلاسها. في عام 1863، نُقِلت جميع تراخيص الامتياز إلى (ب[Compagnie des chemins de fer de Paris à Lyon et à la Méditerranée (PLM] خطأ: {{اللغة-؟؟}}: وسيط غير صالح: |4= (مساعدة)) بموجب قانون 11 جوان 1863.
قرار نقل ترخيص الإمتياز من شركة CFA إلى PLM اتخذه يوجين روهير، وزير التجارة والأشغال العامة الفرنسي آنذاك، كتعويض عن دعمه لشركة PLM خلال الصراع الذي نشب بينها وبين (ب[Compagnie des Chemins de fer du Midi] خطأ: {{اللغة-؟؟}}: وسيط غير صالح: |4= (مساعدة)) للحصول على ترخيص خط سيت – مارسيليا. ونتيجة لفوز شركة PLM في هذا الصراع، فإن الوزير قد فرض عليها استعادة امتيازات شركة CFA المفلسة. وقد قبلت شركة PLM القرار الوزاري و رحبت به. أعلنت بعدها الإدارة العليا لشركة PLM لمساهميها أن إنجاز الشبكة الجزائرية سمنحها بعض الفوائد بصفة غير مباشرة. لأنه في الواقع، ستخدم الشبكة الحضرية المنطقة المواجهة للجزائر، بالإضافة إلى جميع التدفقات القادمة من فرنسا إلى الجزائر والمنبعثة منها، وستكون مضطرة لاعتماد خطوط السكك الحديدية الخاصة بها، مما سيسهم في زيادة حركة النقل على هذه الخطوط. وبالإضافة إلى ذلك، تؤكد الإدارة أن اهتمامها بإنشاء وتطوير السكك الحديدية في الجزائر أكبر بكثير من أي شركة أخرى.
وبالتالي أصبحت شركة PLM صاحبة ترخيص الامتياز لـ 543 كيلومترًا من الخطوط في الجزائر، بما في ذلك الخط الرابط من الجزائر إلى وهران بأكمله :
- المقطع من الجزائر إلى البليدة (51 كم) من خط الجزائر – وهران ؛
- المقطع من البليدة إلى سيق (348 كم) من خط الجزائر – وهران ؛
- المقطع من سيق إلى وهران (59 كم) من خط الجزائر – وهران ؛
- الخط من سكيكدة إلى قسنطينة (85 كم).

وهكذا، وسعت شركة السكك الحديدية من باريس إلى ليون والبحر الأبيض المتوسط (PLM) شبكتها للسكك الحديدية والتي أنشأتها أيضا في فرنسا وذلك من مرسيليا التي يوجد بها الميناء الرئيسي للتوجه إلى الجزائر، ومن ثَم الولوج إلى الجزائر.

#### إنشاء خطوط السكك الحديدية: برنامج 1857

##### خط الجزائر إلى وهران
شرعت الحكومة الفرنسية في بناء المقطع الرابط بين الجزائر و البليدة، وهو الشطر الأولوي من خط الجزائر– وهران، وذلك دون انتظار إعلان المنفعة العامة (الذي أُنجز لاحقًا في عام 1860). بدأ العمل على هذا المقطع في 12 ديسمبر عام 1859، واعتمدت فرنسا على قواتها العسكرية لإقامة هذا الخط في مراحله الأولى.
افتُتح الخط الرابط بين الجزائر والبليدة لنقل البضائع في 8 سبتمبر 1862، وأُتيح لاحقًا لخدمة المسافرين في 25 أكتوبر من العام ذاته، واستغرقت عملية إنجازه نحو ثلاث سنوات.

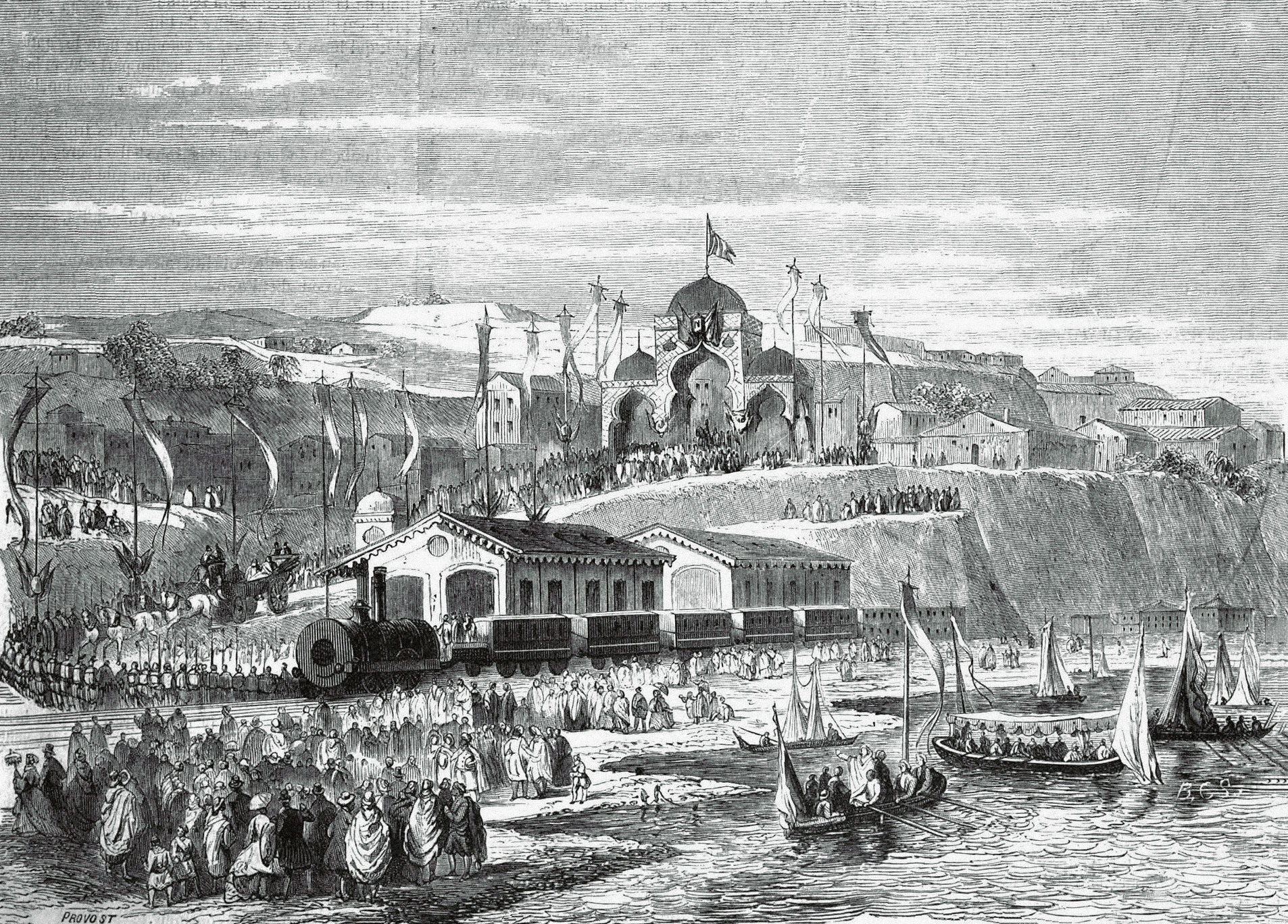
تدشين أول قطار من خط الجزائر إلى البليدة.
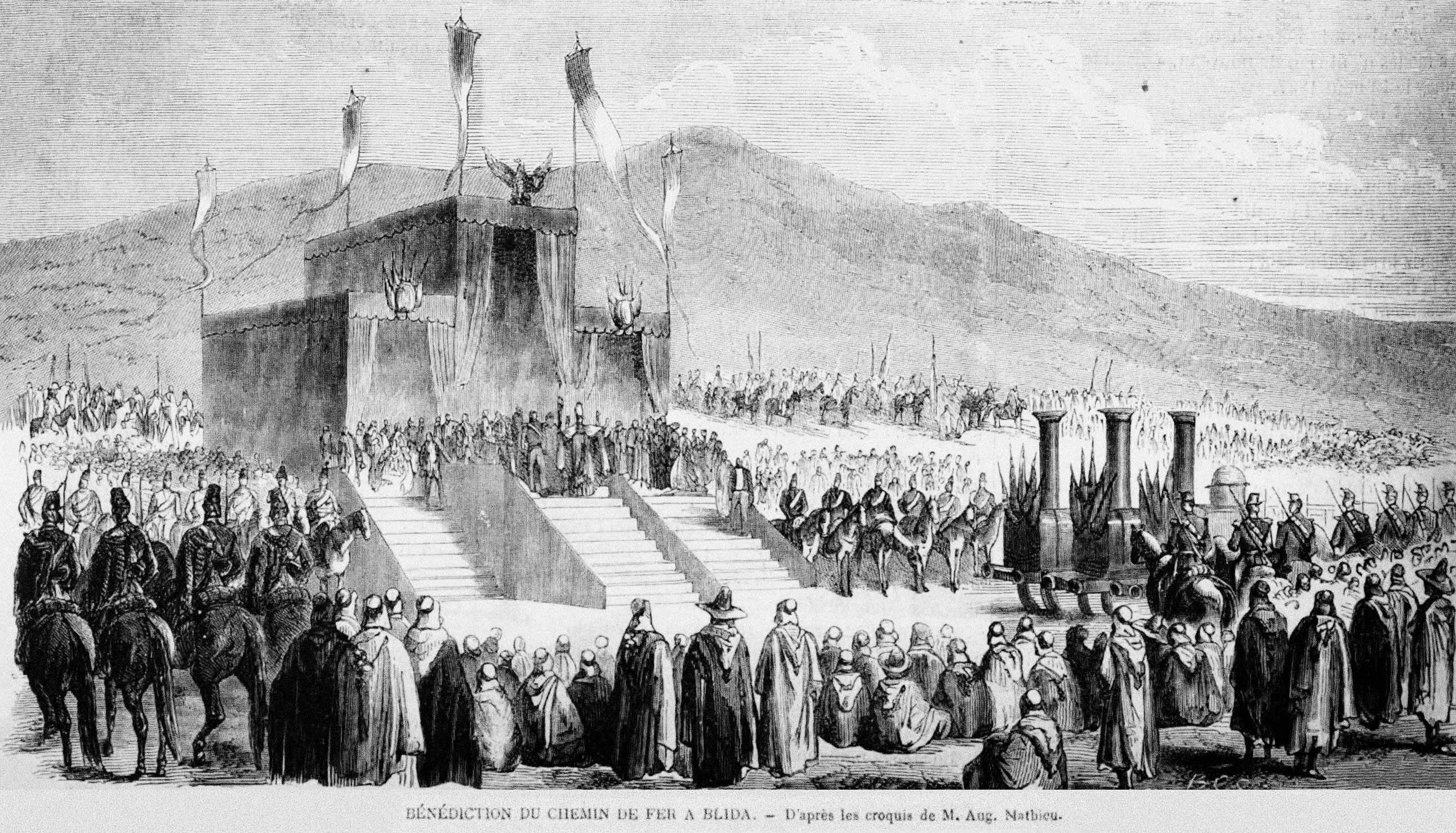
مراسيم مباركة خط  سكك حديد الجزائر إلى البليدة.
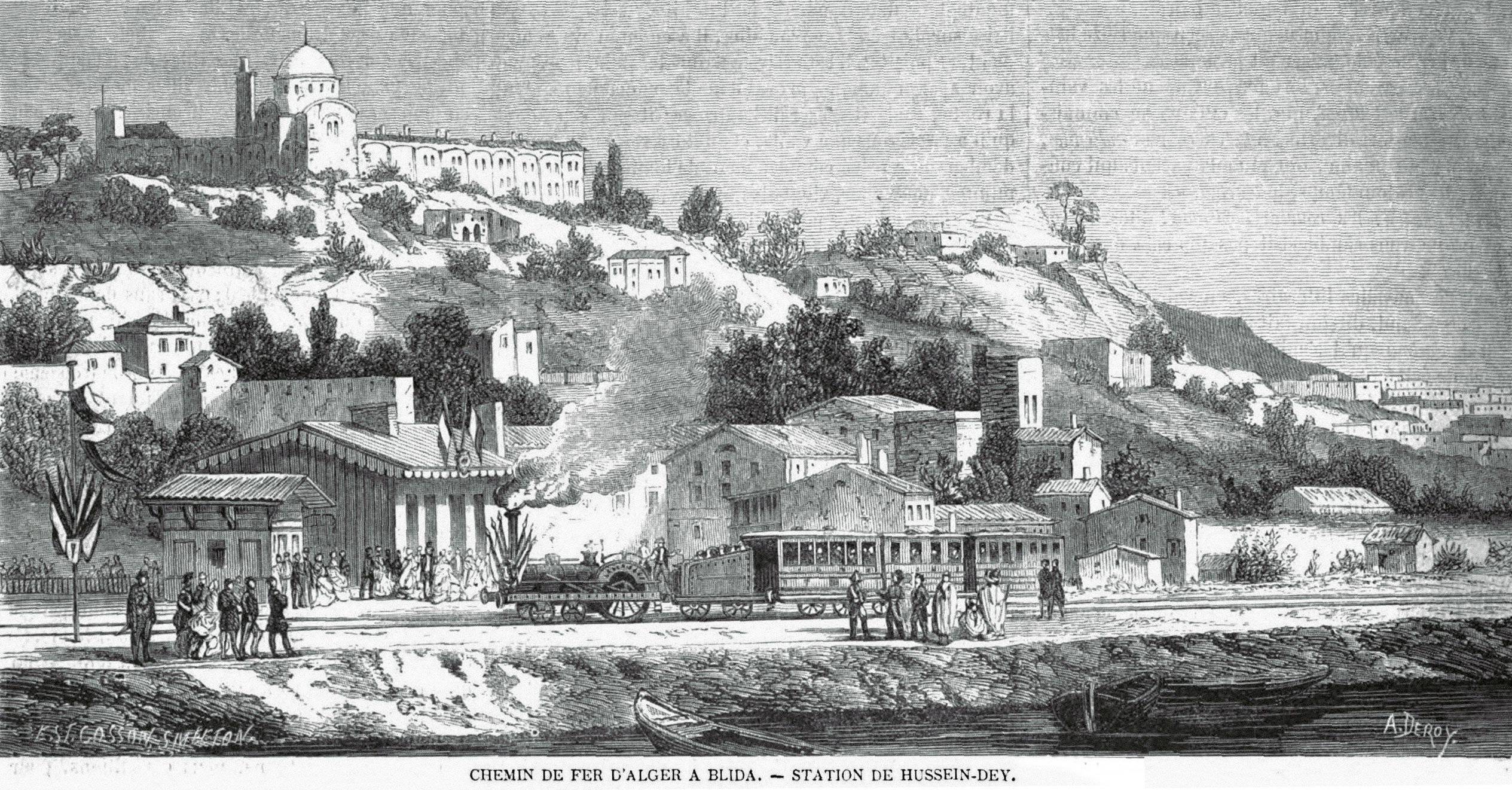
محطة حسين داي الواقعة على خط الجزائر– البليدة.

تدرجت عمليات افتتاح خط سكة حديد الجزائر – وهران عبر مراحل متعددة، بشكل تدريجي ومنظم :
- فتح مقطع الجزائر إلى البليدة في 25 أكتوبر 1862 ؛
- فتح مقطع وهران إلى غليزان في 1 نوفمبر 1868 ؛
- أُنجز مقطع الطريق من البليدة إلى بومدفع في 8 يوليو عام 1869 ؛
- وُضع خط غليزان المؤدي إلى أفرفيل (خميس مليانة حاليا) قيد التشغيل في 1 سبتمبر 1870 ؛
- وفي الأخير، افتُتح القسم الرابط بينأفرفيل إلى بومدفع في 1 ماي 1871.

وهكذا، اكتمل تشغيل الخط بطول 420 كم عام 1871 بعد اثني عشر عامًا من انطلاقه.

صور بعض المحطات على خط الجزائر– وهران
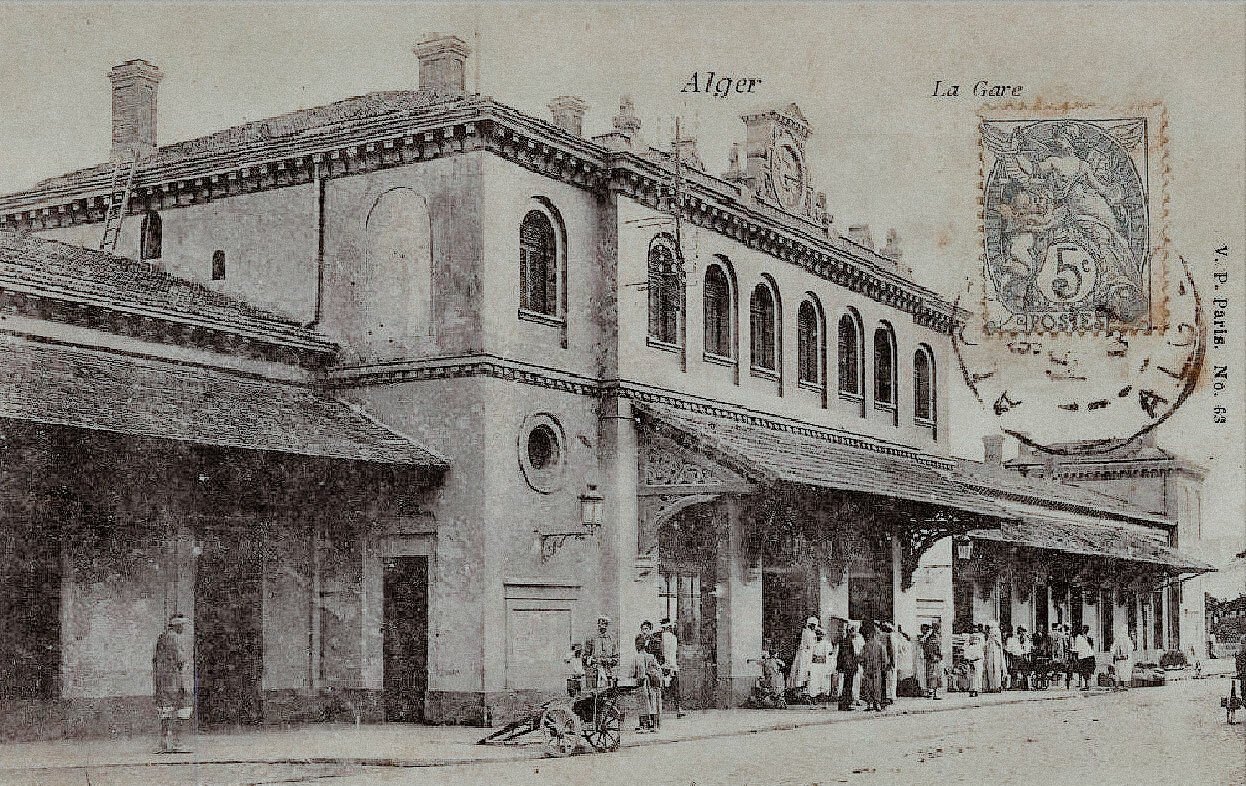
محطة الجزائر
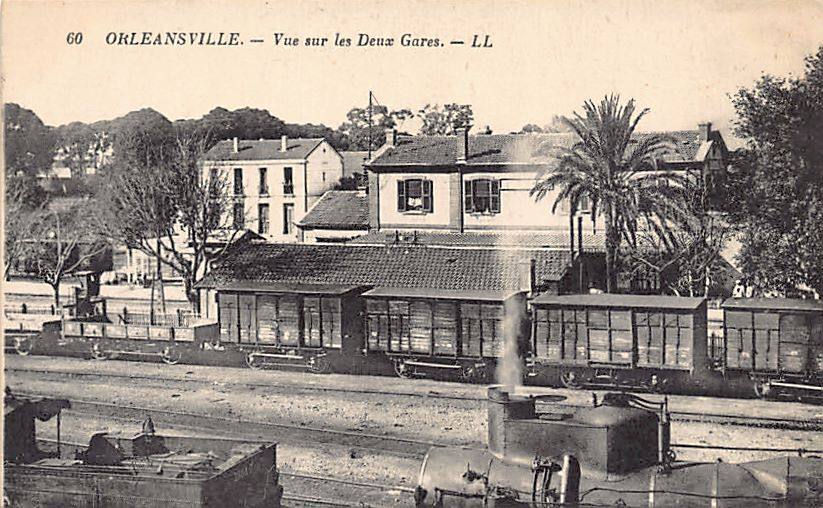
محطة أورليان فيل (حاليا الشلف)
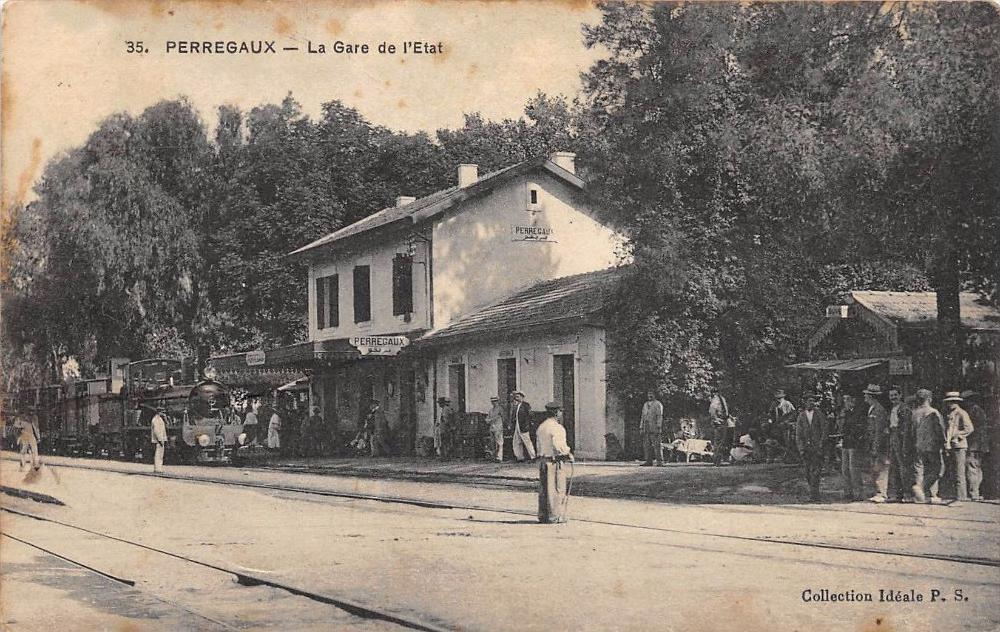
محطة بيريوقو (حاليا المحمدية) في معسكر
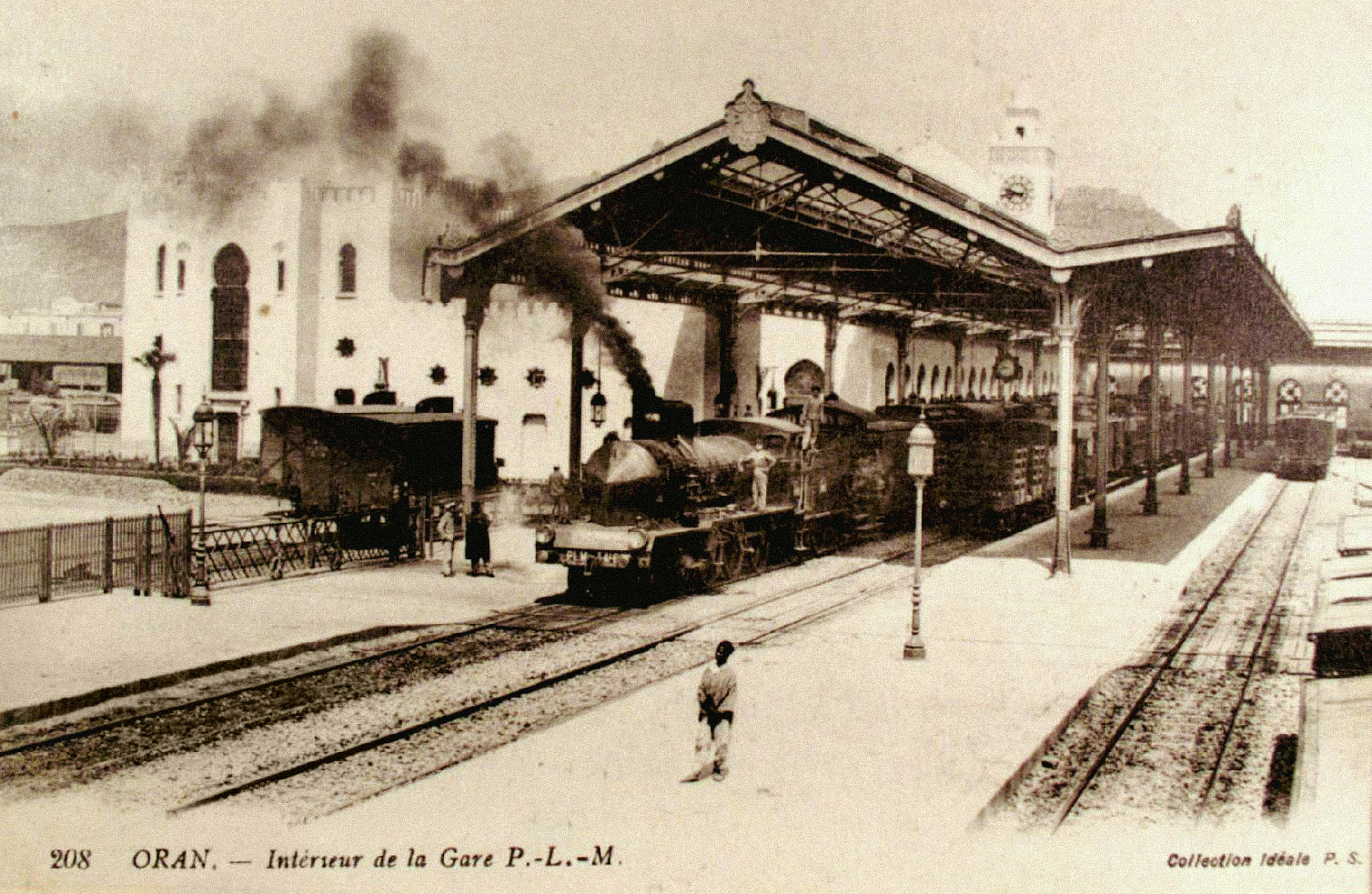
محطة وهران

#### خط فيليب فيل إلى قسنطينة
منحت شركة السكك الحديدية الجزائرية (CFA) امتياز خط فيليب فيل (سكيكدة حاليًا) - قسنطينة عام 1860، ثم نُقل الامتياز إلى شركة PLM عام 1863 بعد إفلاس CFA، لتتولى بناء الخط.
افتُتح الخط رسميًا في 1 سبتمبر 1870 بطول 87 كيلومترًا، وربط لاحقًا بخط قسنطينة- الجزائر الذي اكتمل تشغيله عام 1886، ليشكّل خط الجزائر - سكيكدة الحالي.

#### الخطوط المتبقية من برنامج 1857
لم تُنفَّذ بقية الخطوط المقترحة في البرنامج الأولي بشكل كامل، إذ تعرّض بعضها لتغييرات في المسار، بينما لم يُنشَأ البعض الآخر:
- الخط الرابط بين الجزائر وقسنطينة: صدر إعلان المنفعة العامة لهذا الخط في 15 ديسمبر 1875، ومنح أول ترخيص امتياز للمقطع الممتد بين قسنطينة وسطيف في نفس التاريخ. أما بقية الأقسام، فقد جرى تخصيص التراخيص لها بشكل متدرج خلال الفترة الممتدة بين 1877 و1880. افتُتح الخط بكامله في عام 1886، أي بعد نحو عشر سنوات من بداية المشروع.
- الخط الرابط بين بوجي (بجاية) وسطيف: لم يُنفّذ هذا الخط كما كان مخططاً، حيث فضّل المخططون إنشاء خط يربط بين بني منصور (منطقة في ولاية بجاية) وخط الجزائر–قسنطينة مروراً ببوجي (بجاية حالياً). ودخل هذا الخط حيز الخدمة في عام 1889.
- الخط الرابط بين بون (عنابة) وقسنطينة: لم يُنجز هذا المشروع وفقاً للمخطط الأصلي. بدلاً من ذلك، اختير خط يربط بين بون (عنابة حالياً) وسانت شارل (رمضان جمال حالياً)، الواقعة على خط فيليبفيل (سكيكدة) وقسنطينة. اكتملت أشغال هذا الخط في عام 1904، وأصبح يشكل المسار الحالي بين رمضان جمال وعنابة.
- الخط الرابط بين تنس و أورليان فيل (الشلف حالياً): لم يُنفّذ هذا المشروع كما خُطّط له في البداية.
- الخط الرابط بين أرزيو ومستغانم وغليزان: لم يُنفّذ هذا المشروع وفق المخطط الأصلي.
- الخط الرابط بين سانت بارب دو تليلات (وادي تليلات حالياً) وتلمسان عبر سيدي بلعباس: لم يُنفّذ هذا المشروع وفقاً للخطة الأولية.

صور بعض المحطات على خط الجزائر– قسنطينة
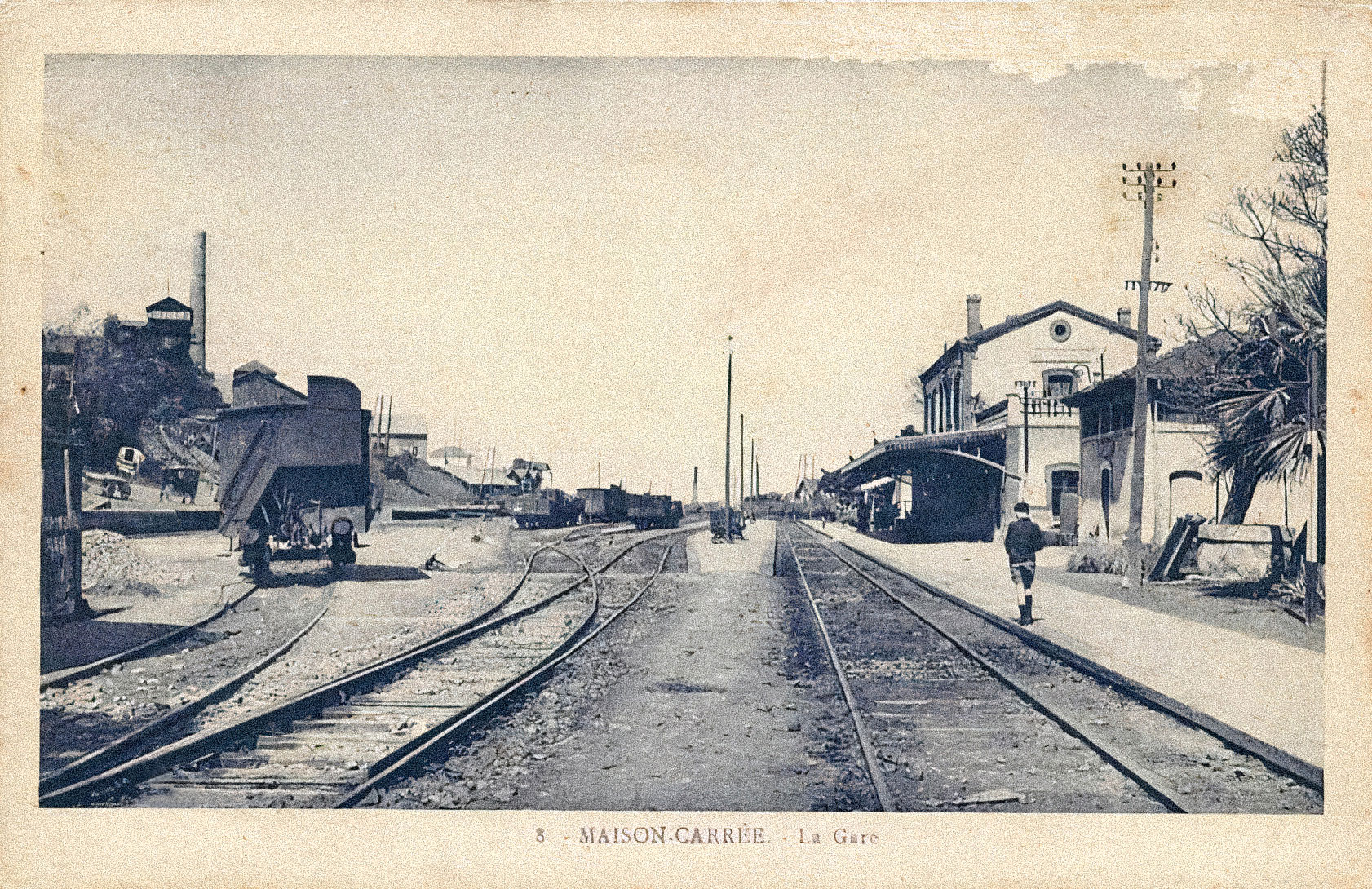
محطة ميزون كاري (حاليا الحراش)
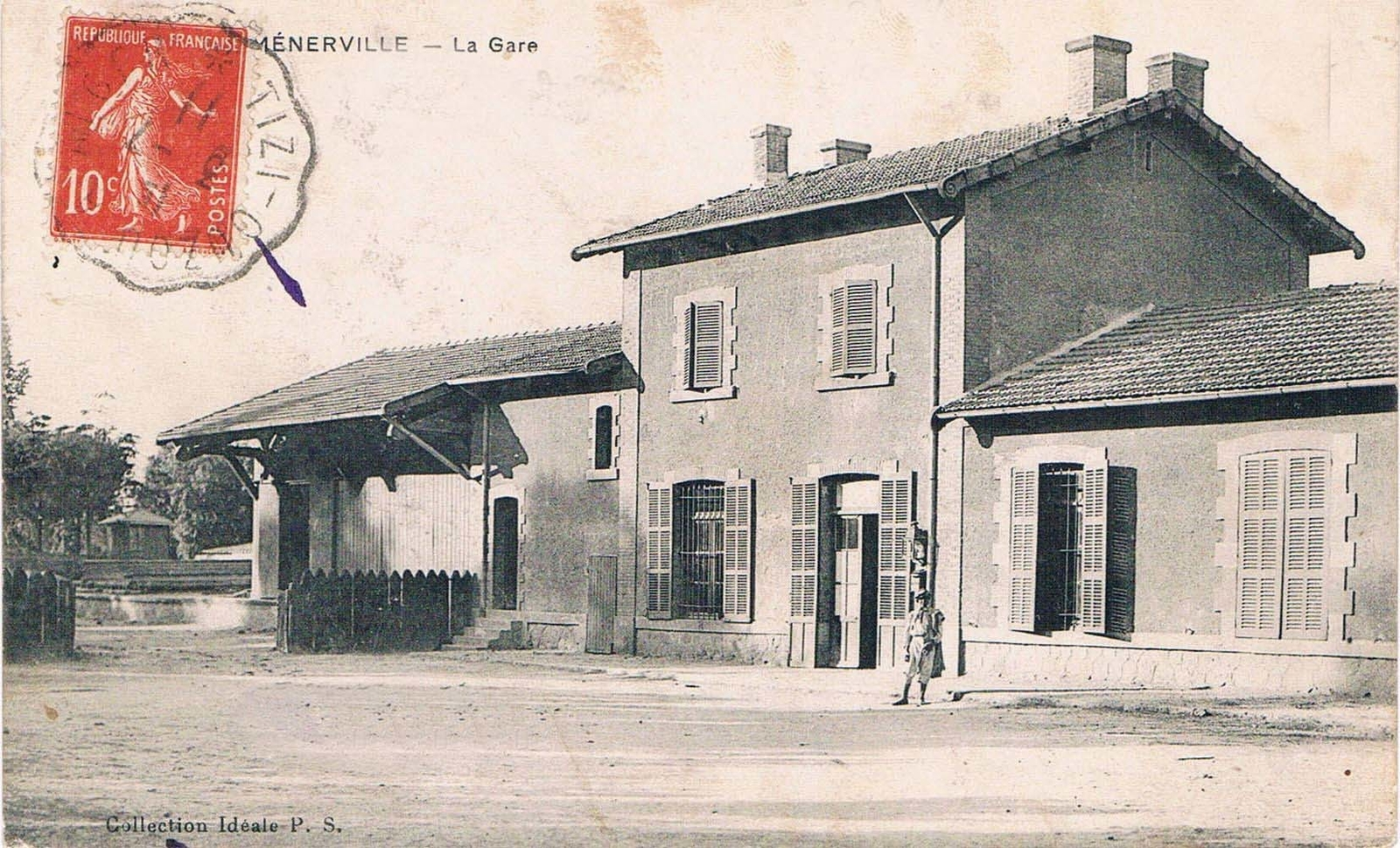
محطة مينيرفيل (حاليا الثنية)
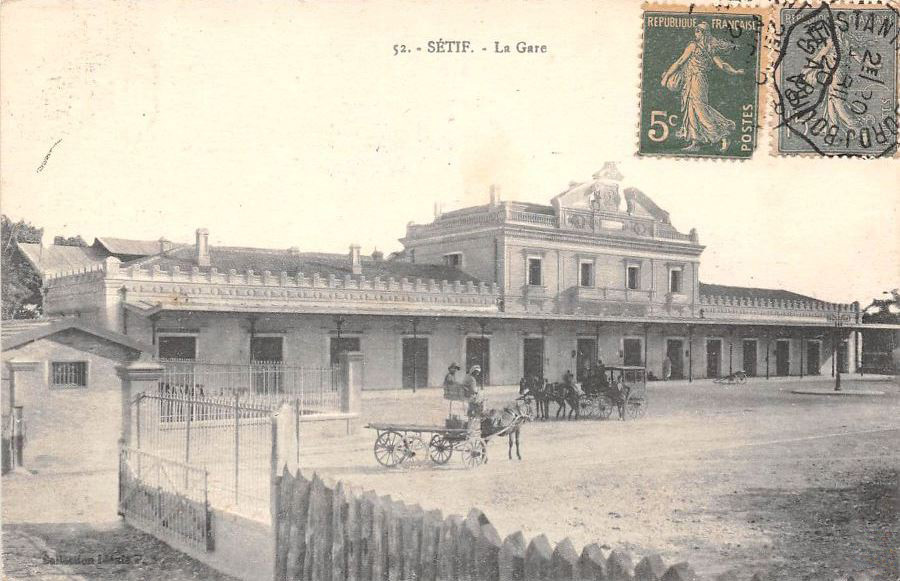
محطة سطيف
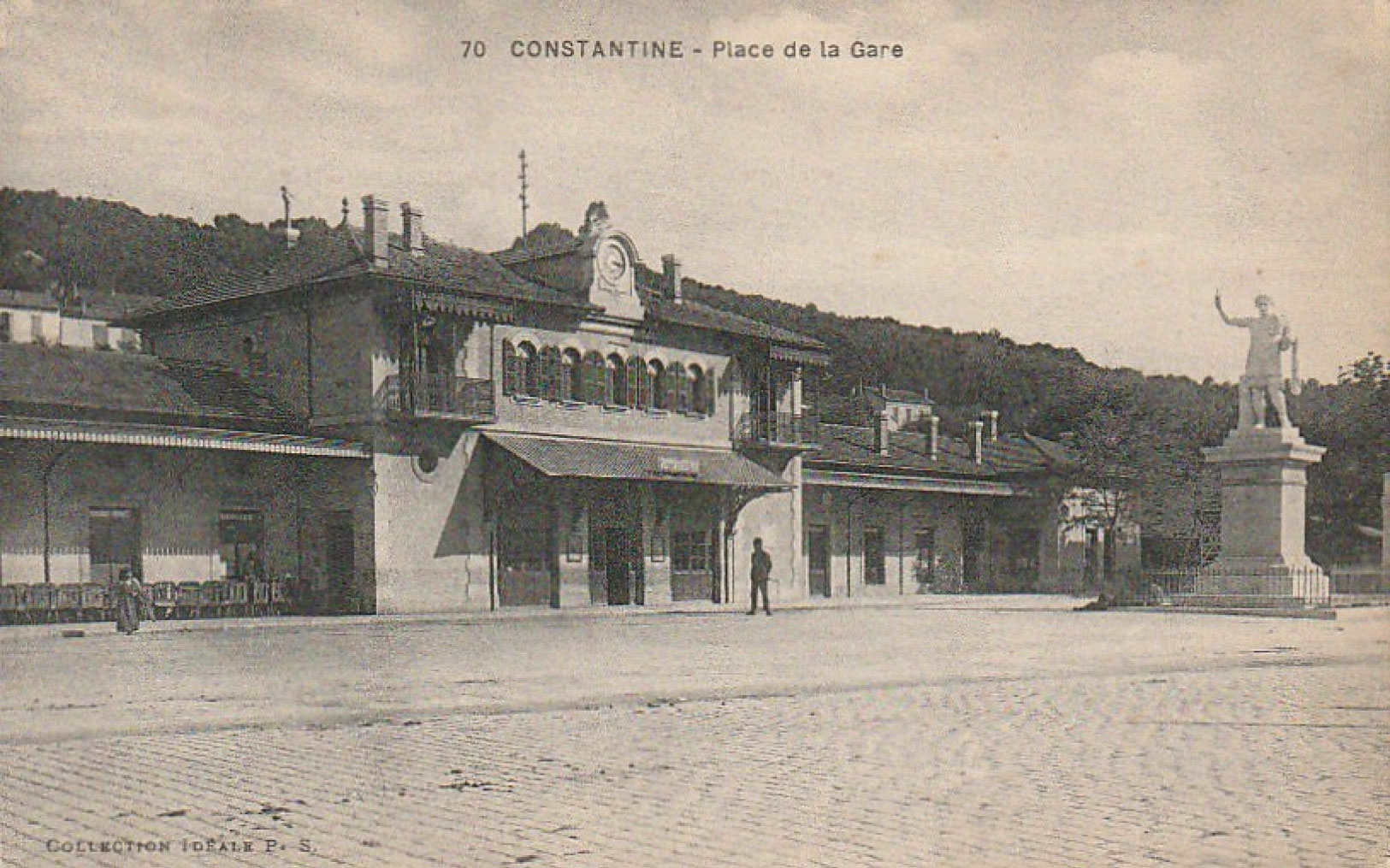
محطة قسنطينة

#### خطوط خارج برنامج 1857
سمح المرسوم الصادر في 2 جوان 1863 بتمديد خط السكة الحديدية لمنجم خرازة (mines des Karezas) إلى ميناء سيبوس في بون (حاليا عنابة)، في إتجاه الشمال والغرب، وصولا إلى منطقة عين مكرة (حاليا برحال).

### المخطط الثاني للسكك الحديدية في الجزائر: برنامج 1874

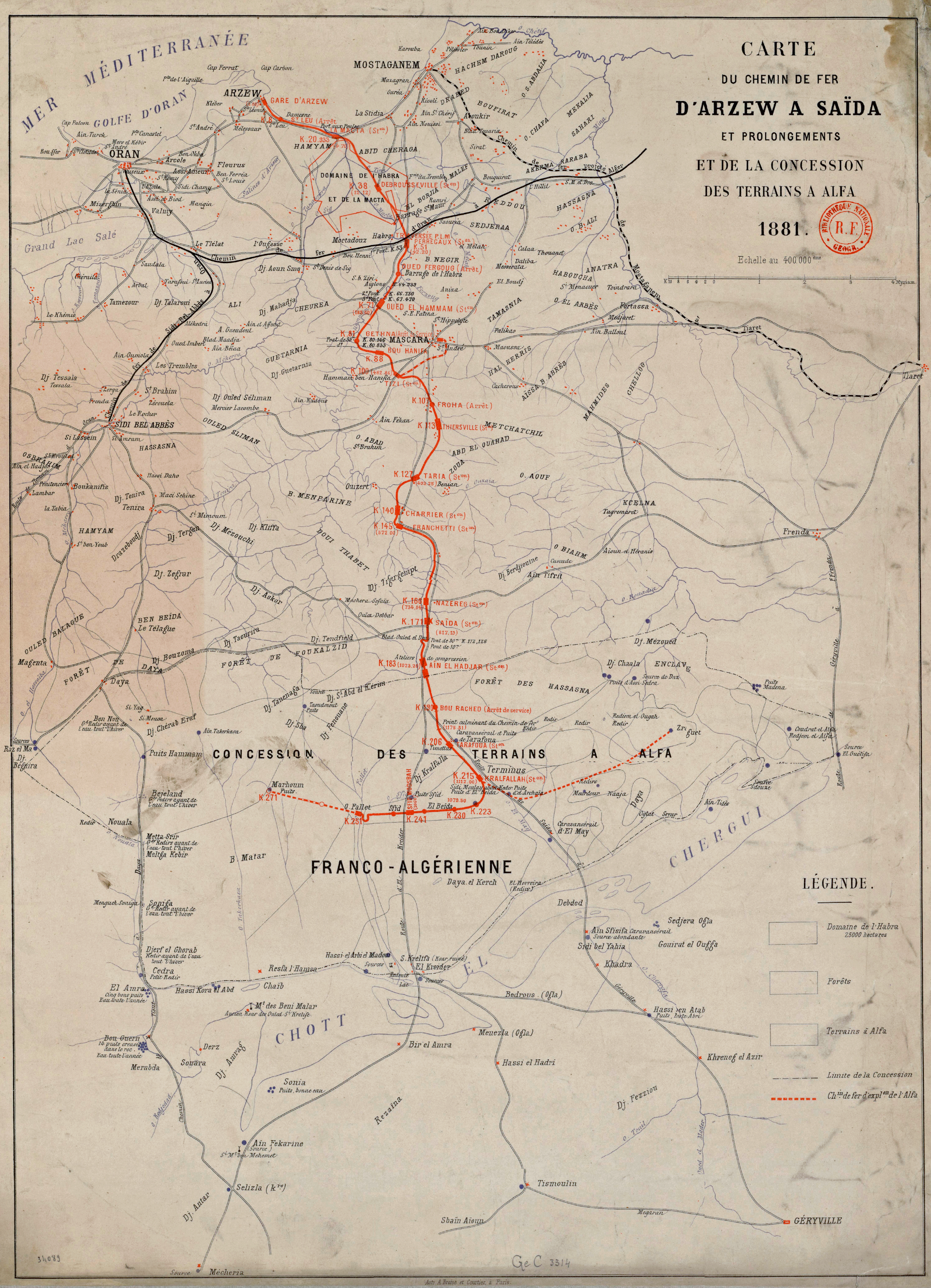
خريطة الخط الرابط من أرزيو إلى سعيدة مع مواقع زراعة الحلفة.

#### مراسيم 1874 التي تسمح بإنشاء خطوط ذات أهمية محلية
أقر المرسوم الصادر بتاريخ 29 أفريل 1874على الاتفاقيات التي تمت بين الحاكم العام للجزائر و (ب[Compagnie franco-algérienne (FA)] خطأ: {{اللغة-؟؟}}: وسيط غير صالح: |4= (مساعدة)) لمنح ترخيص امتياز لخط سكة حديدية يمتد من أرزيو إلى سعيدة، مع تمديد إضافي بطول 70 كيلومترًا في اتجاه جيري فيل (حاليا البيوض). منح الإمتياز لشركة FA دون توفير أي دعم مالي أو ضمان أي فائدة، ولكن مع منحهم رخصة حصرية لاستغلال نبات الحـَلْفاء (الحلفة) على مساحة تبلغ 300 ألف هكتار من أراضي الهضاب العليا و بهذا سيتيح هذا الخط إمكانية إرسال محاصيل نبات الحلفاء إلى ميناء أرزيو و بعد ذلك إعادة إرسالها إلى فرنسا.
المرسوم الصادر بتاريخ 7 ماي 1874 الذي يخص الجزائر، هو فقط تطبيق للقانون الذي صدر في فرنسا في 12 جوان 1865 الذي ينص على إنشاء خطوط السكك الحديدية ذات الاهتمام المحلي. حتى هذا التاريخ، لم يمنح أي خط محلي في الجزائر.

#### الخطوط في البرنامج الثاني
مرسوم 7 ماي 1874 يسمح بمنح امتيازات لثلاث شركات سكك حديد إضافية :
- شركة باتينيول للبناء (SCB) ؛
- ثم شركة سكك حديد بون– ڨالمة (BG) ؛
- شركة الغرب الجزائري (COA) ؛
- شركة الشرق الجزائري (CEA).

| الشركات | الخطوط                                                                              | التواريخ       |
| الشركة الفرنسية الجزائرية – Compagnie franco–algérienne                                                                                   | أرزيو – سعيدة مع تمديد حتى جري فيل (البيوض حاليا)                                   | 29 أفريل 1874  |
| شركة باتينيول للبناء – Société de construction des Batignolles ثم إلى شركة سكك حديد بون– ڨالمة – Compagnie des chemins de fer Bône–Guelma | بون (عنابة حاليا) – ڨالمة                                                           | 7 ماي 1874     |
| شركة باتينيول للبناء – Société de construction des Batignolles ثم إلى شركة سكك حديد بون– ڨالمة – Compagnie des chemins de fer Bône–Guelma | دوفيفييه (بوشقوف حاليا) – سوق أهراس مع تمديد حتى سيدي الهميسي (عند الحدود التونسية) | 26 مارس 1877   |
| شركة باتينيول للبناء – Société de construction des Batignolles ثم إلى شركة سكك حديد بون– ڨالمة – Compagnie des chemins de fer Bône–Guelma | ڨالمة – الخروب                                                                      | 26 مارس 1877   |
| شركة الغرب الجزائري – Compagnie de l'Ouest algérien                                                                                       | سان بارب دو تليلات – سيدي بلعباس                                                    | 30 نوفمبر 1874 |
| شركة الشرق الجزائري – Compagnie de l'Est algérien                                                                                         | قسنطينة – سطيف                                                                      | 15 ديسمبر 1875 |
| شركة الشرق الجزائري – Compagnie de l'Est algérien                                                                                         | ميزون كاريه (الحراش حاليا) – ألما (بودواو حاليا)                                    | 20 ديسمبر 1877 |
| شركة الشرق الجزائري – Compagnie de l'Est algérien                                                                                         | ألما – مينيرفيل (الثنية حاليا)                                                      | 3 ديسمبر 1878  |

و بالتالي، في عام 1878، حصلت خمس شركات على امتيازات لإنشاء وتشغيل خطوط السكك الحديدية في الجزائر.

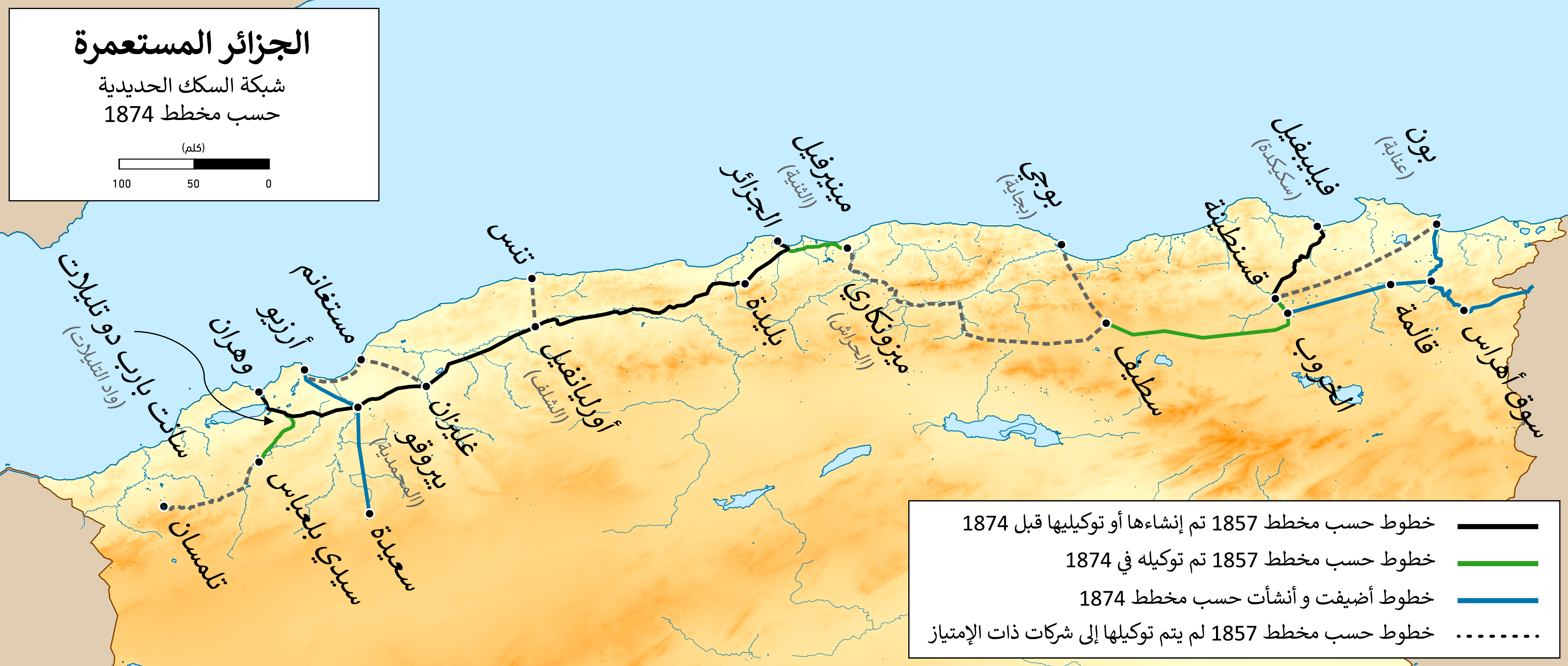
خطوط برامج 1857 و 1874

### المخطط الثالث للسكك الحديدية في الجزائر: برنامج 1879

#### قانون 18 جويلية 1879: خطوط جديدة ذات أهمية عامة وإعادة تصنيف الخطوط ذات الأهمية المحلية
وضع قانون 18 جويلية 1879 خطة عامة جديدة عُرفت باسم "خطة التصنيف" (بالفرنسية: plan de classement)، واستند إلى برنامج 1857، مع تكييفه للخطوط التي أُنشئت أو مُنحت لاحقًا ضمن برنامج عام 1874.

هدفت الخطة إلى إنشاء 1,747 كيلومترًا من الخطوط الجديدة، التي أُضيفت إلى 1,079 كيلومترًا من الخطوط القائمة، مما أسهم في تشكيل شبكة سكك حديدية متجانسة.

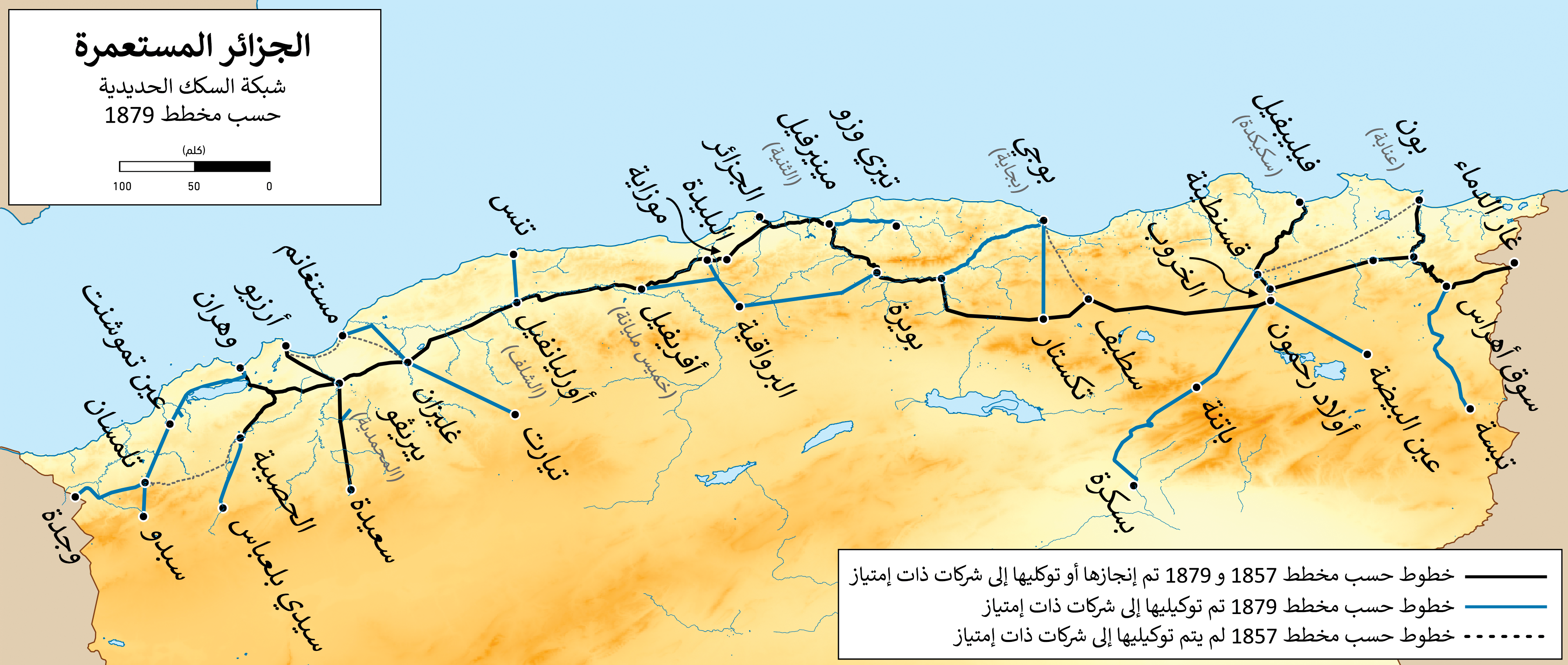
شبكة السكك الحديدية حسب برامج 1857 و 1874 و 1879

#### الخطوط حسب المخطط الثالث
برنامج 1879 كاين يتوقع إنشاء عشرين خطًا جديدًا مصنفة في الشبكة العامة :
- من لا سينيا على خط وهران إلى سانت بارب دو تليلات، إلى تلمسان عبر عين تموشنت (145 كم).
- من تلمسان إلى الحدود المغربية (58 كم).
- من منطقة التعدين ريو سالادو إلى خط لا سينيا إلى عين تموشنت (25 كم).
- من سبدو إلى خط تلمسان إلى الحدود المغربية (45 كم).
- من سيدي بلعباس إلى ماجنتا (61 كم).
- من مستغانم إلى تيارت عبر عين تدلس و غليزان (179 كم).
- من معسكر إلى عين تيزي (12 كم).
- من تنس إلى أورليانفيل (58 كم).
- من أفرفيل إلى حوش مغزان (48 كم).
- من موزايفيل إلى البرواقية عبر حوش مغزان (96 كم).
- من البرواقية إلى ترامبل (70 كم).
- منترومبل إلى برج بويرة (30 كم).
- من منيرفيل (الثنية) إلى تيزي وزو (56 كم).
- من بني منصور إلى بوجي (97 كم).
- من تيكستر إلى بوجي (85 كم).
- من الڭراح إلى باتنة (80 كم).
- من باتنة إلى بسكرة (115 كم).
- من عين البيضاء إلى أولاد رحمون، على خط قسنطينة إلى سطيف (80 كم).
- من سوق أهراس إلى تبسة (126 كم).

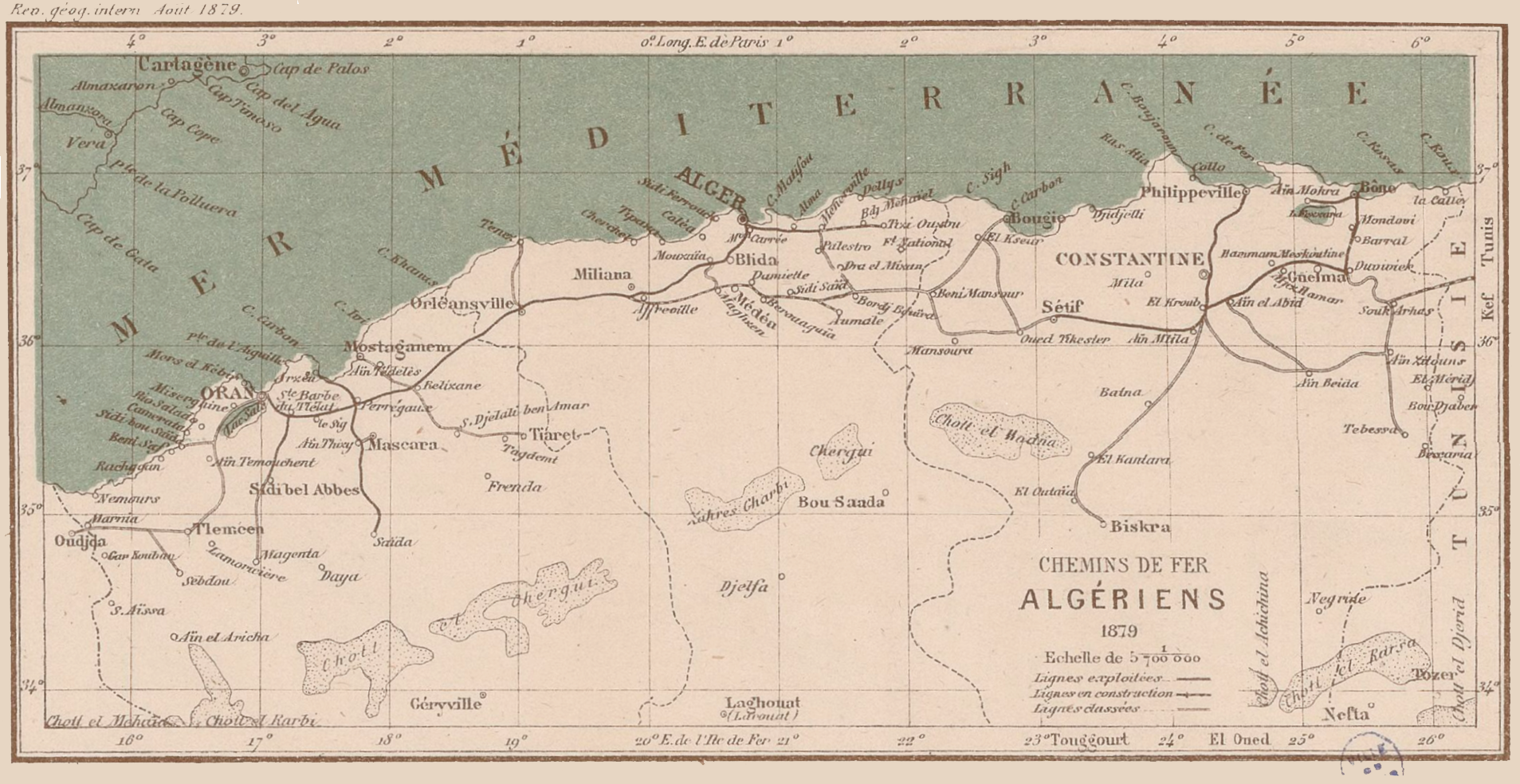
خريطة شبكة السكك الحديدية الجزائرية عام 1879.

مع الدمج في الشبكة العامة للخطوط المحلية التي مُنحت بالفعل في برنامج عام 1874 :
- من سانت بارب دو تليلات، على خط وهران إلى الجزائر، إلى سيدي بلعباس (51 كم)؛
- من ميزون كاري إلى منيرفيل، من خط الجزائر إلى قسنطينة (43 كم)؛
- من منيرفيل إلى سطيف، من خط الجزائر إلى قسنطينة (254 كم).

#### تطور الشبكة من عام 1880 إلى 1900
في عام 1880، كانت شبكة السكك الحديدية الجزائرية تتكون من 1150 كيلومترًا، تضاعف طولها بمقدار ثلاثة مرات بفضل قوانين برنامج عام 1879 و بين عامي 1880 و1900 أُصدرت عدة مراسيم لمنح شركات السكك الحديدية الامتيازات لبناء وتشغيل خطوط برنامج عام 1879. يتضمن الجدول أدناه قائمة منح هذه التراخيص.
| الشركات                                                                      | الخطوط | التواريخ       |
| شركة الشرق الجزائري Compagnie de l'Est algérien (EA)                         | ميزون كاري – لالما • لالما – مينرفيل • مينرفيل – سطيف • الڨراح– باتنة                                           | 2 أغسطس 1880   |
| شركة الشرق الجزائري Compagnie de l'Est algérien (EA)                         | مينرفيل – تيزي وزو                                                                                              | 23 أغسطس 1883  |
| شركة الشرق الجزائري Compagnie de l'Est algérien (EA)                         | بني منصور – بجاية                                                                                               | 21 ماي 1884    |
| شركة الشرق الجزائري Compagnie de l'Est algérien (EA)                         | باتنة – بسكرة                                                                                                   | 21 جويلية 1884 |
| شركة الشرق الجزائري Compagnie de l'Est algérien (EA)                         | عين البيضاء – أولاد رحمون                                                                                       | 7 أغسطس 1885   |
| شركة الغرب الجزائري Compagnie de l'Ouest algérien (OA)                       | سيدي بلعباس – ماجنتا وامتدادها إلى رأس الماء                                                                    | 22 أغسطس 1881  |
| شركة الغرب الجزائري Compagnie de l'Ouest algérien (OA)                       | لاسينيا – عين تموشنت                                                                                            | 5 أغسطس 1882   |
| شركة الغرب الجزائري Compagnie de l'Ouest algérien (OA)                       | طابية – تلمسان من خلال لاموريسيير (تحل محل الخط من عين تموشنت إلى تلمسان الذي كان مخططًا له في برنامج عام 1879)  | 16 جويلية 1885 |
| شركة الغرب الجزائري Compagnie de l'Ouest algérien (OA)                       | البليدة – البرواقية وامتدادها إلى بخاري (تحل محل الخط من موزايافيل إلى البرواقية المخطط له في برنامج عام 1879)  | 31 جويلية 1886 |
| الشركة الفرنسية الجزائرية Compagnie franco-algérienne (FA)                   | مستغانم – تيارت • معسكر – عين تيزي • سعيدة – المشرية (باستثناء القسم من مصباح إلى المشرية الذي سيتم منحه لاحقًا) | 8 أغسطس 1881   |
| الشركة الفرنسية الجزائرية Compagnie franco-algérienne (FA)                   | عين تيزي – معسكر                                                                                                | 3 جويلية 1884  |
| الشركة الفرنسية الجزائرية Compagnie franco-algérienne (FA)                   | مستغانم – تيارت عبر عين تادلس                                                                                   | 15 أبريل 1885  |
| الشركة الفرنسية الجزائرية Compagnie franco-algérienne (FA)                   | مصباح – المشيرية                                                                                                | 28 جويلية 1885 |
| الشركة الفرنسية الجزائرية Compagnie franco-algérienne (FA)                   | المشرية – عين الصفراء                                                                                           | 31 جويلية 1886 |
| شركة سكك الحديد بون - ڨالمة Compagnie des chemins de fer Bône - Guelma (CBG) | سوق أهراس – سيدي الهميسي                                                                                        | 20 أبريل 1882  |

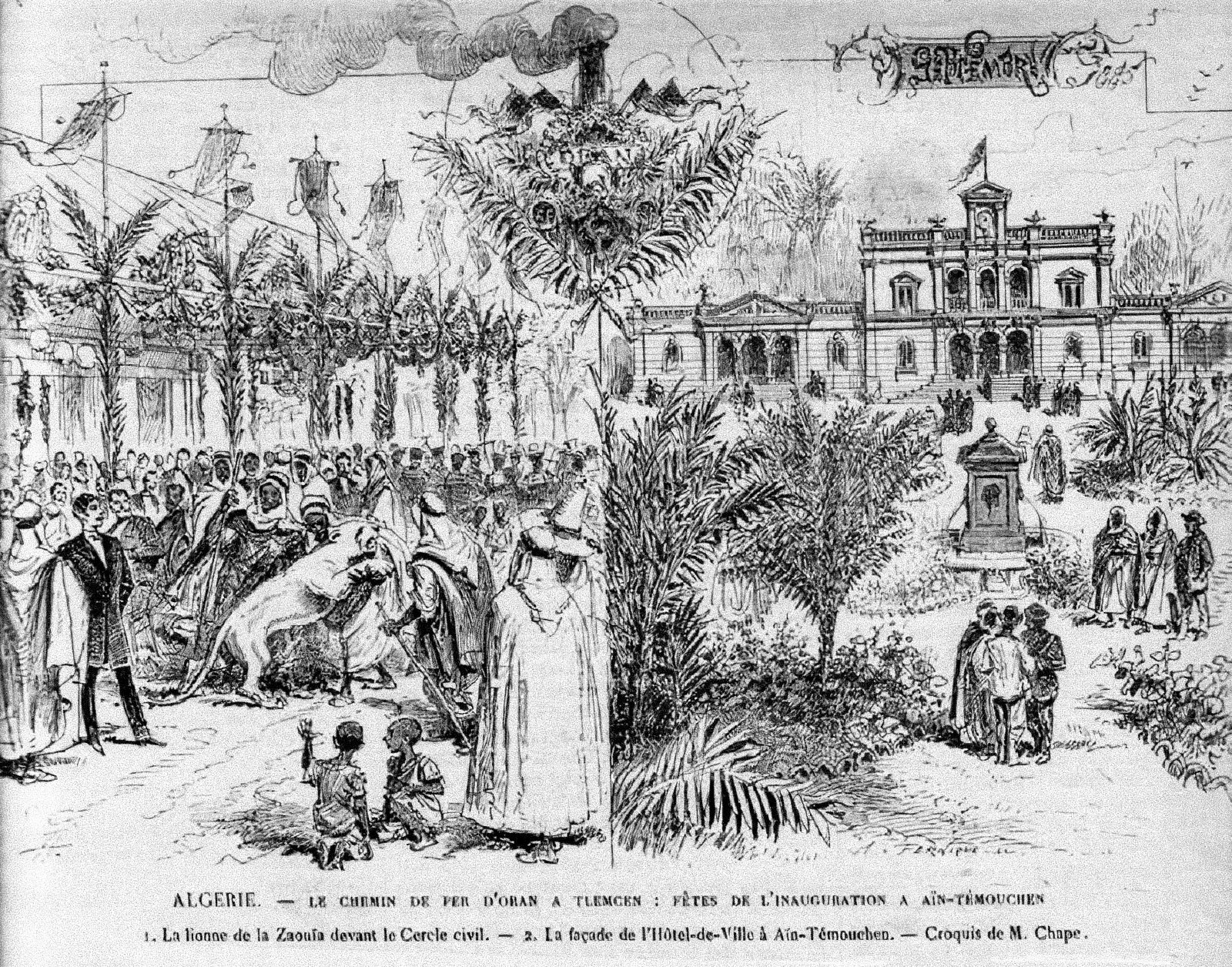
افتُتح الخط الرابط بين وهران وعين تموشنت وصولاً إلى تلمسان عام 1885، مع اعتماد إنشاء خط جديد يمتد من طابية إلى تلمسان بدلاً من تمديد الخط الأصلي.

| شركة سكك الحديد بون - ڨالمة Compagnie des chemins de fer Bône - Guelma (CBG) | سوق أهراس – تبسة                                                                                                | 28 جويلية 1885 |
| الدولة الفرنسية (وزارة الأشغال العامة)                                       | عين الصفراء – جنين بورزق                                                                                        | 25 يناير 1892  |
| الدولة الفرنسية (وزارة الأشغال العامة)                                       | عين الصفراء – جنين بورزق، باتجاه فور دوفرييه (في البلدية الحالية لـ بني ونيف)                                   | 7 جويلية 1900  |

#### الشبكة في نهاية القرن التاسع عشر: اختلاف كبير في الخطوط
في نهاية القرن التاسع عشر، كانت هناك خمس شركات تشغل الخطوط في الجزائر:
- شركة سكك الحديد باريس – ليون – البحر الأبيض المتوسط (PLM) التي تشغل خط الجزائر إلى وهران وخط فيليبفيل إلى قسنطينة.
- شركة الشرق الجزائري (EA) التي تشغل خط الجزائر إلى قسنطينة، وخطوط شرق الجزائر إلى تيزي وزو وبوجي وخطوط قسنطينة إلى باتنة وبسكرة وعين البيضاء.
- شركة سكك الحديد بون – قالمة (CBG) التي تشغل خطوط منطقة بون إلى دوفيفييه وقالمة والخروب وسوق أهراس وتبسة وتونس.
- الشركة الفرنسية الجزائرية (FA) التي تشغل خطوط مستغانم – تيارت، وأرزيو – عين الصفراء، وعين تيزي – معسكر.

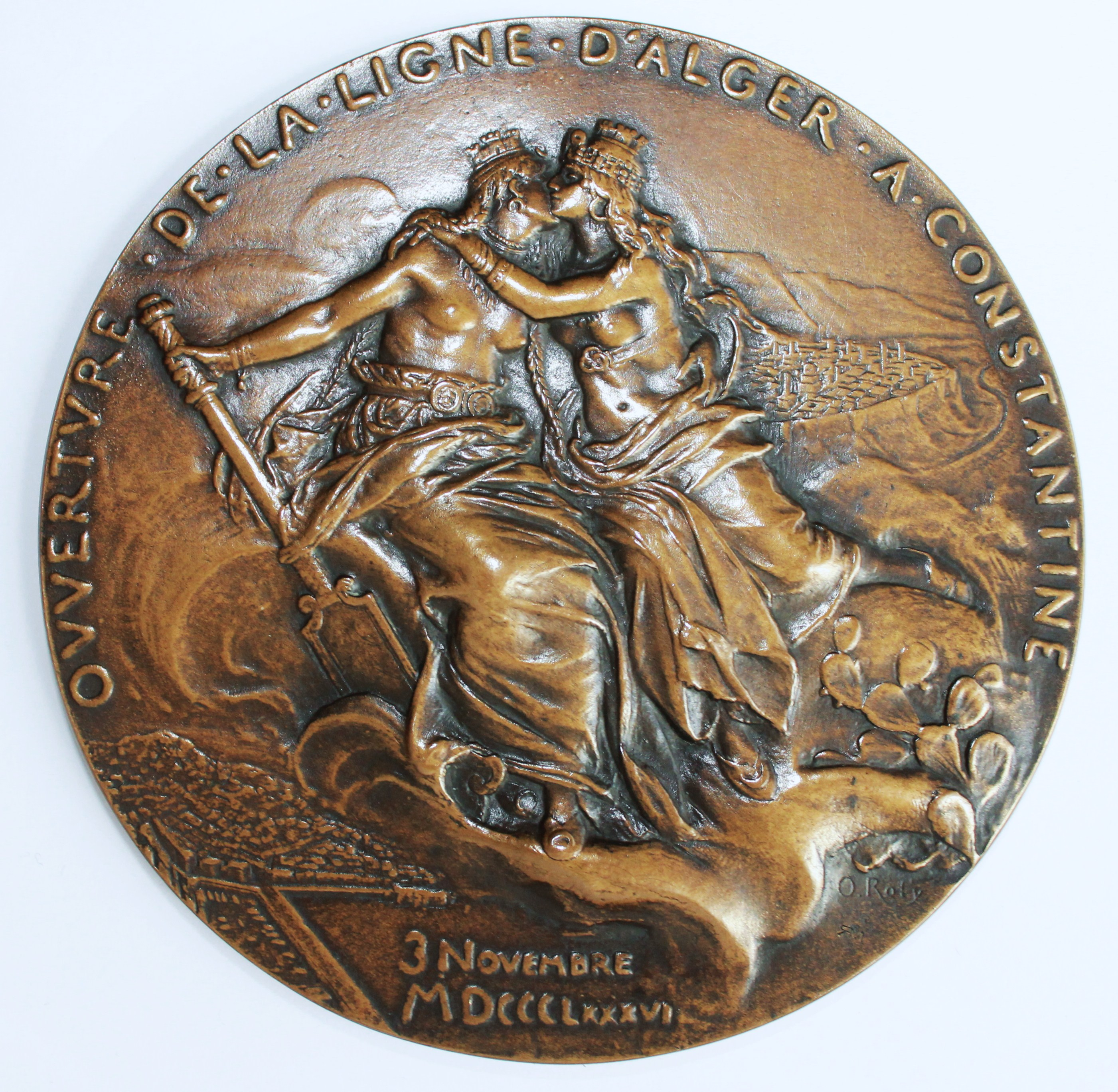
ميدالية شركة الشرق الجزائري تخليدًا لافتتاح خط الجزائر- قسنطينة في عام 1886.

- ميدالية شركة الشرق الجزائري تخليدًا لافتتاح خط الجزائر- قسنطينة في عام 1886.شركة الغرب الجزائري (OA) التي تشغل خطوط منطقة وهران إلى سيدي بلعباس ورأس الماء وعين تموشنت وتلمسان، وخط البليدة إلى البرواقية و بوخاري.

ويلاحظ أنه 3 شركات من أصل 5 الحاصلين على ترخيص الإمتياز، شبكتهم الخاصة ليست متصلة ببعضها البعض :
- الخطوط الاثنين لشركة PLM: من الجزائر إلى وهران ومن فيليبفيل إلى قسنطينة، مفصولة عن بعضها البعض بمسافة 462 كيلومتر.
- الخطوط الثلاث لشركة COA: من لاسينيا إلى عين تموشنت، ومن سانت بارب دو تليلات إلى تلمسان ورأس الماء، ومن البليدة إلى البرواقية، تتفرع عن خط الجزائر إلى وهران لشركة PLM دون أن يتواصلوا مع بعضهم البعض.
- الخطوط الاثنين لشركة FA: من أرزيو إلى عين الصفراء ومن مستغانم إلى تيارت، لا يتواصلوا مع بعضهم إلا من خلال المقطع من الجزائر إلى وهران من خط PLM. ومع ذلك، فإن اختلاف عرض السكة في شركة PLM (1435 مم) وشركة FA (1055 مم) لا يسمح بتشغيل القطارات من خط إلى آخر.

بناءً على الخطوط المختلفة، حددت الشركات اختلافات في عرض السكة:
- – سكة حديد مترية (1000 مم) لـ:
  - – خطوط سوق أهراس إلى تبسة وبون إلى مقطع الحديد من شركة CBG.
  - – خط أولاد رحمون إلى عين البيضاء من شركة CEA.
- – سكة حديد ضيقة (1055 مم) لـ:
  - – جميع خطوط شركة FA.
  - – خط البليدة إلى البرواقية من شركة COA.
  - – السكة الحديد القياسية (1435 مم) للخطوط الأخرى.

حصلت العديد من الشركات على تراخيص الإمتياز لإنشاء خطوط السكك الحديدية في الجزائر و ذلك بفضل البرامج المختلفة لكن كانت شبكة الخطوط غير متناسقة وغير مترابطة، إضافة إلى غياب التنسيق أو وجود سياسة عامة واضحة في مجال النقل بالسكك الحديدية سواء من الحكومة الفرنسية أو الحكومة الفرنسية المحلية الموجودة في الجزائر.

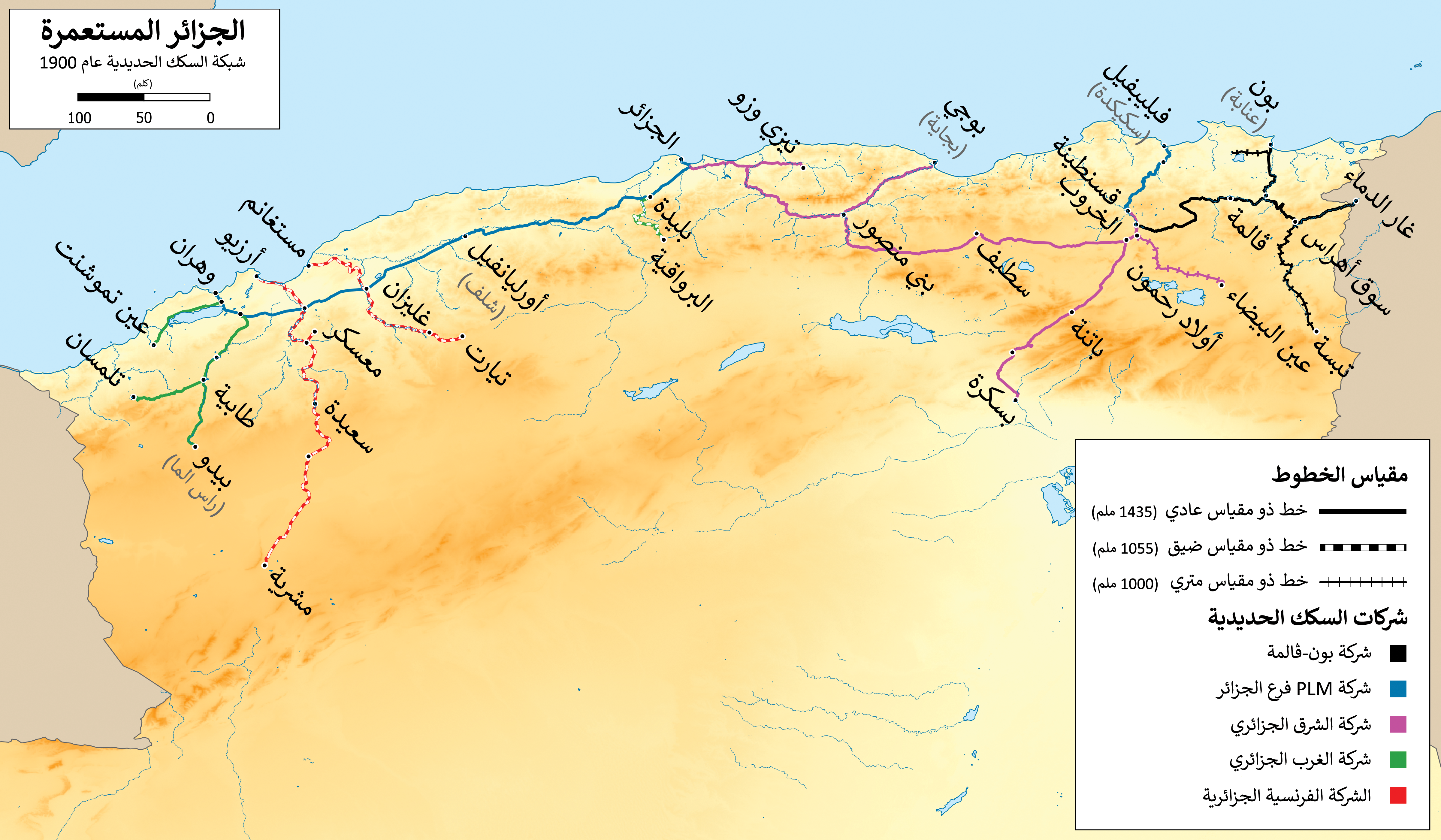
شبكة السكك الحديدية في عام 1900

### تطور وتعزيز الشبكة في بداية القرن العشرين

#### نحو استقلالية السكك الحديدية في الجزائر
يمثل عام 1892 بداية فترة توقف في إنشاء الخطوط ذات الاهتمام العام في الجزائر لمدة عشر سنوات تقريبًا. أُعلن عن بعض الخطوط الصغيرة ذات الاهتمام المحلي تحت إيطار قانون المنفعة العامة خلال هذه الفترة :
- خط وهران إلى أرزيو في 9 أفريل 1898.
- خط عين بيضاء إلى خنشلة في 30 جويلية 1900.
- ترامواي سانت بول إلى راندون في 11 ماي 1898.
- خطوط شركة سكك الحديد على طرق الجزائر CFRA : من العفرون إلى مارنغو؛ من ميناء الجزائر إلى سانت أوجين وروفيغو ؛ من دلس إلى بوغني، من الجزائر إلى القليعة في 16 يناير 1892.
- خط عين مقرة إلى سانت شارل في 25 أبريل 1900.
- ترامواي بون إلى لاكال في 18 أغسطس 1900.

إنسحبت الدولة الفرنسية من الإشراف المباشر على بناء و تمويل شبكة السكك الحديدية في الجزائر و كانت ترغب في نقل هذه المسؤولية إلى الحكام الفرنسيين المحليين الموجودين بالجزائر، وأُصدر قوانين 19 ديسمبر 1900 و 23 جويلية 1904 لإنشاء ميزانية خاصة لتمكين الجزائر من الإستقلال المالي في مجال الأشغال العامة مع تخصيص أيضا ميزانية مخصصة لإدارة و تطوير الشبكة الحديدية. و بالتالي أصبح للجزائر المستعمرة القدرة على إنشاء خطوط جديدة لم تقررها الدولة الفرنسية، ولكن كان يجب أولا تنظيم في الشبكة الحالية قبل التفكير في تطويرها؛ وخاصة تحسين وتوحيد التسعير المعمول به لخدمات الركاب ونقل البضائع.
شجع المستشار العام الشركات على توحيد أسعار قطارات السرعة العالية والسرعة المنخفضة. درت كل من شركات : بون-قالمة والغرب الجزائري OA و شركة PLM امكانية تحقيق توحيد التسعير. لكن شركة الشرق الجزائري EA رفضت ذلك.

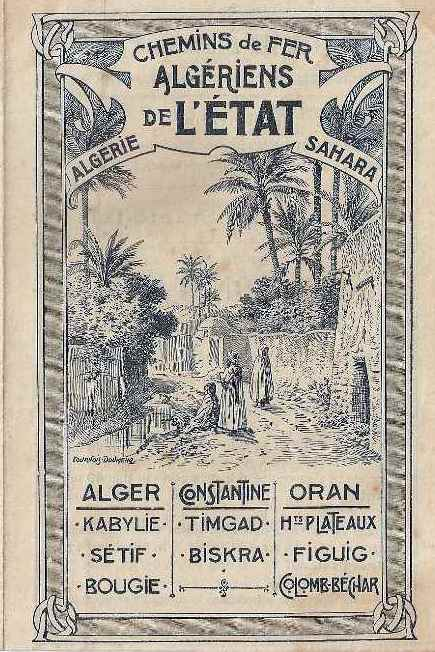
ملصق لشركة CFAE حوالي عام 1910.

#### شراء الشركات وإعادة تنظيم الشبكة
في نهاية القرن التاسع عشر وخلال السنوات الأولى من القرن العشرين، وخاصة خلال الحرب العالمية الأولى، واجهت شركات السكك الحديدية الجزائرية صعوبات مالية أدت إلى اختفاء أربع شركات واشترت حكومة الجزائرأنذاك خطوط شبكاتها، والتي نُقلت إما إلى الشركة الجديدة للسكك الحديدية الجزائرية للدولة (CFAE)، التي تأسست في 27 سبتمبر 1912 لتمكين استغلال هذه الشبكات، أو إلى شركة PLM.

#### شراء الشركة الفرنسية الجزائرية
واجهت الشركة الفرنسية الجزائرية تحديات مالية جراء تراجع أرباح خطوطها، مما أدى إلى قيامها في عام 1888 بتأجير شبكتها لشركة الغرب الجزائري O.A لمدة خمس سنوات. إلا أن هذه الخطوة لم تكن كافية لإنقاذها، حيث أعلنت إفلاسها في عام 1890، مع استمرارها في الاحتفاظ بامتيازاتها لسنوات قليلة تالية. وفي 21 ديسمبر 1900، صدر مرسوم يقضي بتشغيل خطوط الشركة الفرنسية الجزائرية من قِبل الدولة، تلاه شراء الشبكة في 28 ديسمبر من العام نفسه، ووضعها تحت إشراف مؤسسة الإدارة للسكك الحديدية الفرنسية. وفي عام 1912، انتقلت إدارة الشبكة إلى شركة السكك الحديدية الجزائرية للدولة C.F.A.E.

#### شراء شركة الشرق الجزائري
بعد أن رفضت شركة الشرق الجزائري توحيد أسعار نقل البضائع مع الشركات الأخرى، مُشيرة إلى إمكانية تعرضها لخسائر في استثماراتها، اتخذ المستشار العام والجمعيات الجزائرية قرارًا بشراء حقوق الامتياز الخاصة بالشركة وإدارة شبكتها بشكل مباشر. صدر المرسوم الذي أقر هذا الاستحواذ في 25 أغسطس 1907، ونفذ في 12 مايو 1908. في عام 1912، انتقلت شبكة شركة الشرق الجزائري بشكل نهائي إلى شركة C.F.A.E، على غرار ما حدث مع شبكة الشركة الفرنسية الجزائرية.

#### شراء شركة بون-قالمة
لشركة بون-قالمة، التي وافقت على توحيد أسعار نقل البضائع، كانت ترغب في إعادة التفاوض على اتفاقياتها لتكامل تكاليف نقل المنتجات المعدنية من جنوب القسنطينة. وبسبب عدم التوصل إلى اتفاق في المفاوضات، ارتأت حكومة الجزائر في شراء الجزء الجزائري من شبكة الشركة (التي كانت تشغل أيضًا خطوطًا في تونس). تمت الموافقة على هذا الشراء بموجب المرسوم الملكي في 9 يونيو 1914 ونفذ في 1 يناير 1915.

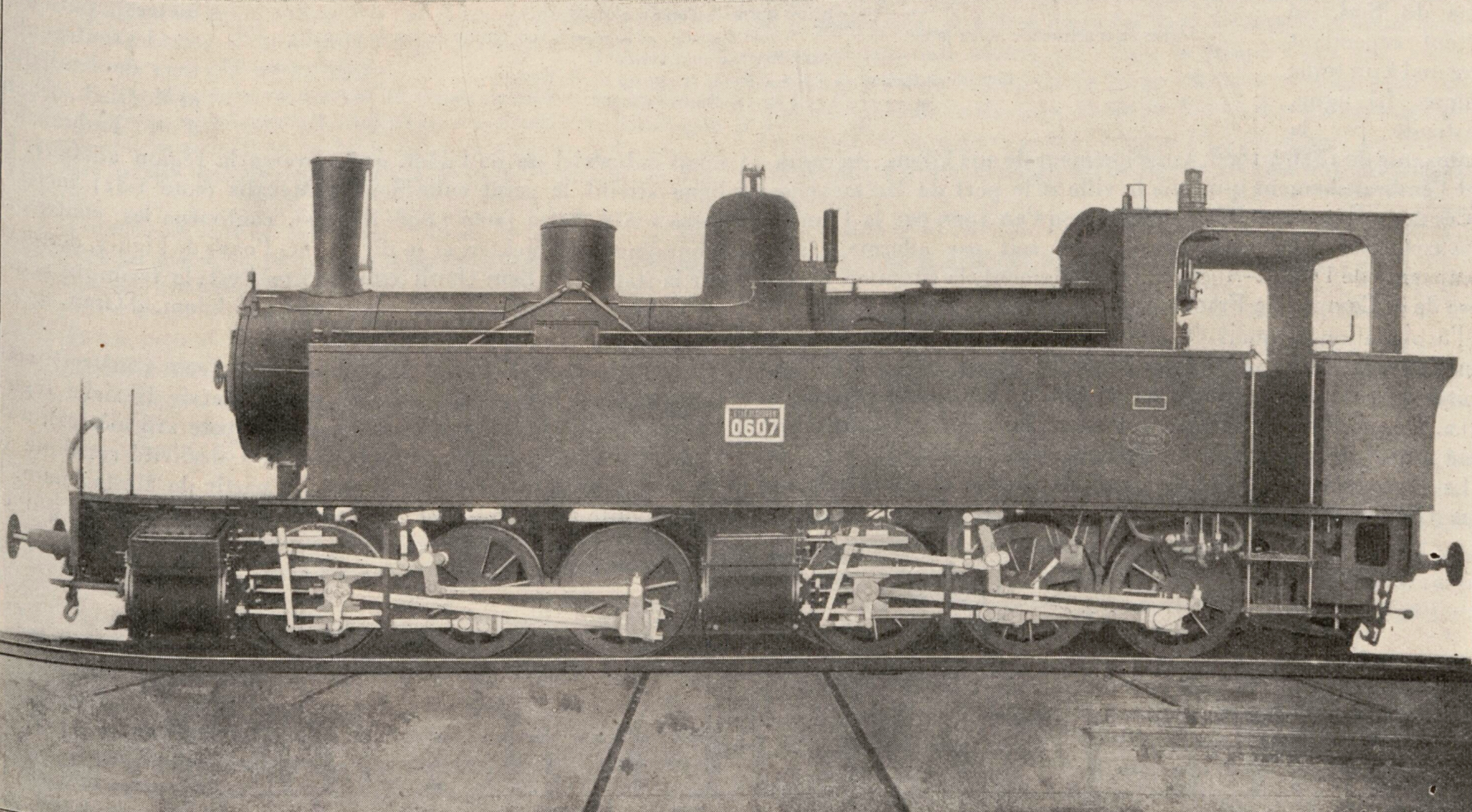
قاطرة ماليت تابعة لشبكة القطاع الوهراني، عام 1913.

#### شراء شركة الغرب الجزائري
أثرت الحرب العالمية الأولى على شبكة السكك الحديدية الجزائرية. منذ بداية الحرب، وُضعت سكك الحديد تحت سيطرة الجيش الفرنسي. تسببت الاستدعاءات والأولويات العسكرية في شل حركة النقل التجاري للشركات الجزائرية عبر السكة الحديدية. نفس الأمر ينطبق على تقليص العمالة وارتفاع تكاليف المواد الخام بشكل مفرط، بما في ذلك الفحم، بسبب الحرب. لقد أدت هذه الصعوبات إلى تدهور الوضع المالي للشركات، بما في ذلك شركة الغرب الجزائري. واجهت الشركة زيادة في النفقات الناجمة عن الحرب وتقلص في الأرباح، وتطلب إعادة التفاوض بشأن البنود المالية لامتيازاتها. أعلنت الشركة عن عدم قدرتها على مواصلة تشغيل شبكتها بعد 31 ديسمبر 1920. قررت السلطات الجزائرية بعد ذلك شراء شبكة الشركة. أُكد هذا الشراء بمرسوم بتاريخ 31 ديسمبر 1920. نُقل تشغيل الشبكة مؤقتًا إلى شركة P.L.M في 1 جويلية 1921، ثم نهائيًا في عام 1924.

#### شراء شركة سكك الحديد باريس ليون والبحر الأبيض المتوسط لشبكة الجزائر
لقد سمحت المشتريات السابقة بتحقيق تحسينات في إدارة وتنظيم الشبكة ولكنها لم تنجح في توحيدها. لا تزال خطوط شركة PLM تتداخل مع خطوط CFAE. علاوة على ذلك، كان على شركة PLM إعادة تنظيم اتفاقها مع الدولة لعام 1863 لمراعاة الظروف الاقتصادية بعد الحرب. أصبح من الضروري إجراء إصلاح في تنظيم السكك الحديدية ذات الاهتمام العام في الجزائر.
أبرمت اتفاقية جديدة في 1 جويلية 1921 بين الحاكم العام للجزائر وإدارة سكك الحديد الجزائرية للدولة وشركة P.L.M. تنص هذه الاتفاقية على ما يلي :
- قام الحاكم العام بشراء جميع الخطوط التي كانت ممنوحة لشركة باريس ليون والبحر الأبيض المتوسط، وذلك بدءًا من الأول من يناير عام 1922، وشملت هذه الخطوط مسارات الجزائر إلى وهران وفيلفيل إلى قسنطينة.
- يؤجر الحاكم العام، ممثلاً للجزائر، لشركة PLM ابتداءً من 1 يناير 1922، الخطوط التالية: من الجزائر إلى وهران، من لا سينيا إلى عين تموشنت، من سانت بارب دو تليلات إلى سيدي بلعباس ورأس الماء، من طابية إلى تلمسان والحدود المغربية ومن بليدة إلى الجلفة.

تمت الموافقة على الاتفاقية بموجب قانون 11 ديسمبر 1922.
بالتالي، في عام 1922، لم تبق سوى شركتي سكك حديدية في الجزائر: شركة سكك حديد الجزائر للدولة (CFAE) وشركة PLM في الجزائر (PLMA).

#### توسع الشبكة

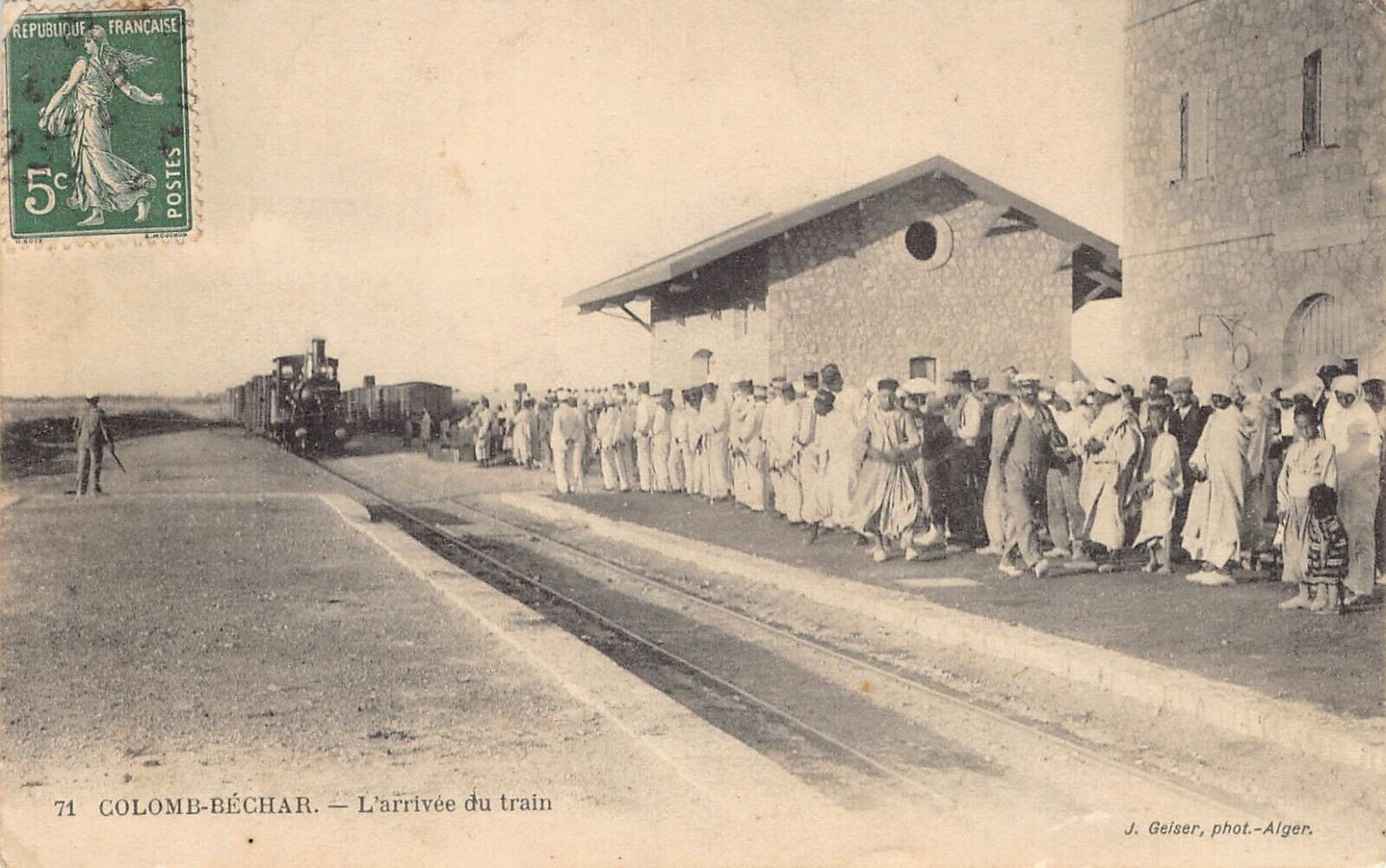
محطة كولومب-بشار (بشار حاليا).

إستأنفت عملية توسعة الشبكة في بداية القرن العشرين عن طريق :
- تمديد خط من عين الصفراء إلى جنين بوريزق وديفييريه في اتجاه إغلي، بموجب القانون رقم 25 فبراير 1901.
- بناء خط من تلمسان إلى لالة مغنية وحدود المغرب، بموجب القانون رقم 29 ديسمبر 1903.

وتصدر عدة إعلانات للنفع العام للخطوط:
- من بني صاف إلى تلمسان، بموجب القانون رقم 16 جويلية 1908.
- من برواقية إلى الجلفة عبر بوخاري، بموجب القانون رقم 26 فبراير 1910.
- من تيزي إلى أوزي لو دوق، بموجب القانون رقم 8 مارس 1910.
- من سيدي بلعباس إلى تيزي، بموجب القانون رقم 8 مارس 1910.
- من غليزان إلى بريفوست–بارادول عبر مونتغولفييه، بموجب القانون رقم 22 مارس 1910.
- من عين بويضى إلى تبسة، بموجب القانون رقم 1 أبريل 1910.
- من تنس إلى وهرانفيل، بموجب القانون رقم 1 أبريل 1910.
- من بسكرة إلى تقرت، بموجب القانون رقم 4 أبريل 1910.
- من بيزو إلى جيجل مع فرع إلى ميلة، بموجب القانون رقم 18 مارس 1912.
- من قسنطينة إلى وادي أثمانية، بموجب القانون رقم 18 مارس 1912.
- من أماش إلى طولقة، بموجب القانون رقم 9 مارس 1915.
- من كولومب بشار إلى كندسة، بموجب القانون رقم 24 ديسمبر 1924.
- من تبسة إلى الحدود التونسية، بموجب القانون رقم 24 ديسمبر 1924.

صور بعض المحطات على خط بليدة – الجلفة
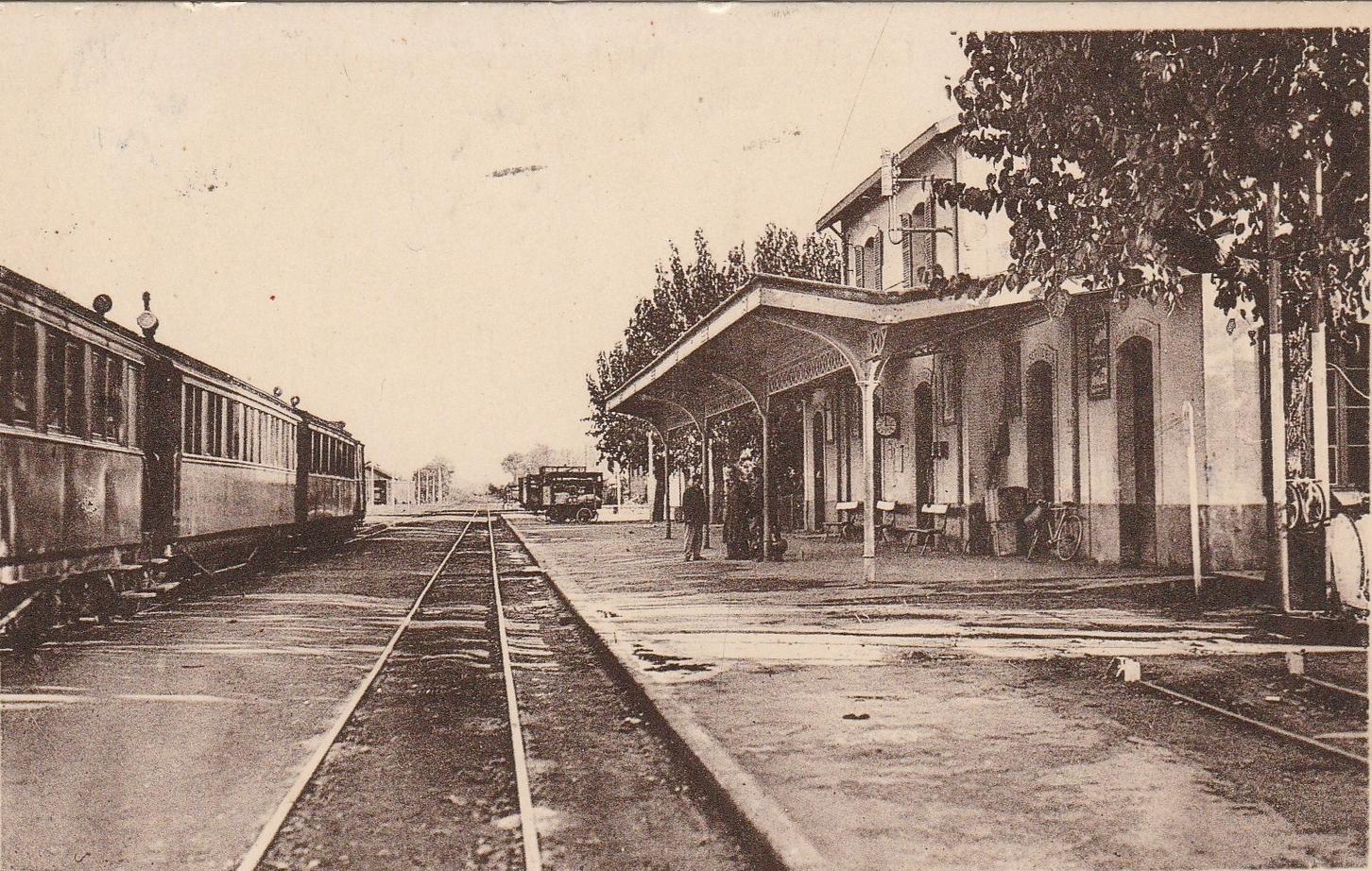
محطة المدية
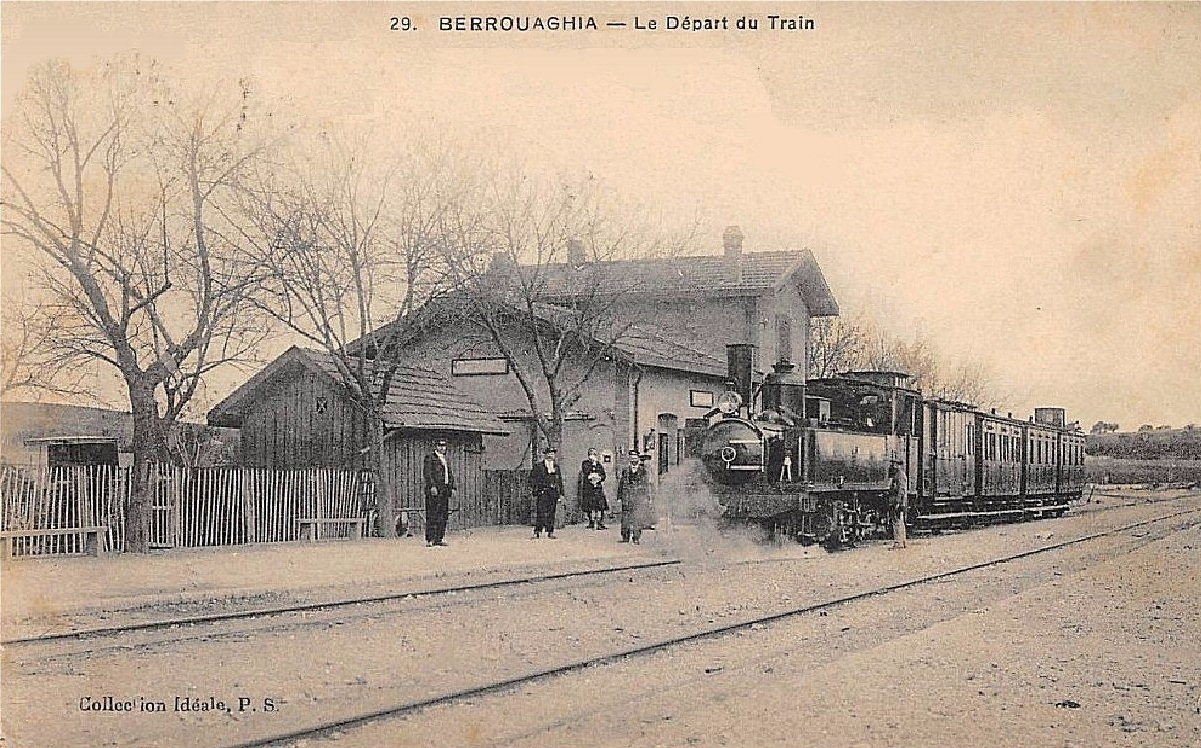
محطة البرواقية
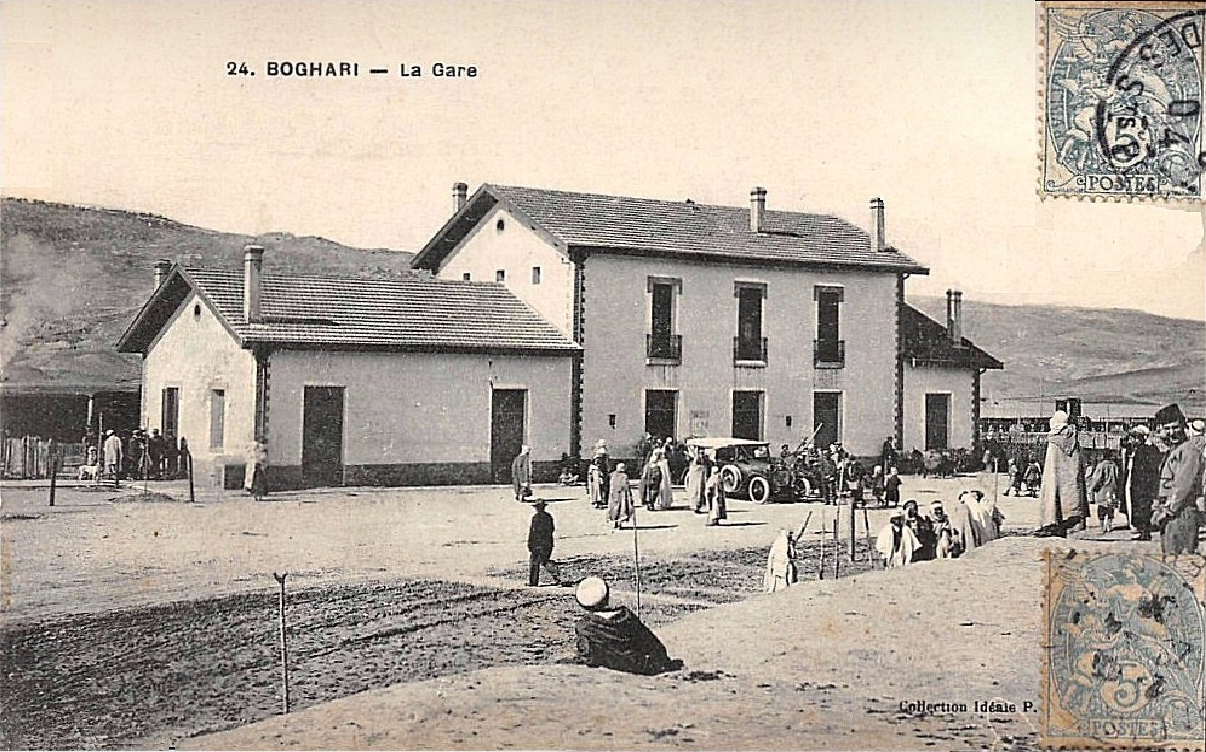
محطة قصر البخاري
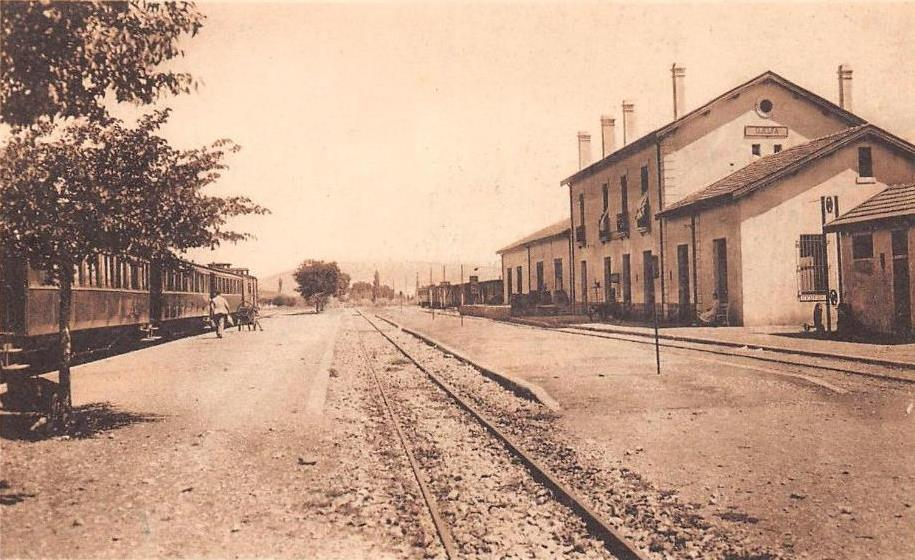
محطة الجلفة

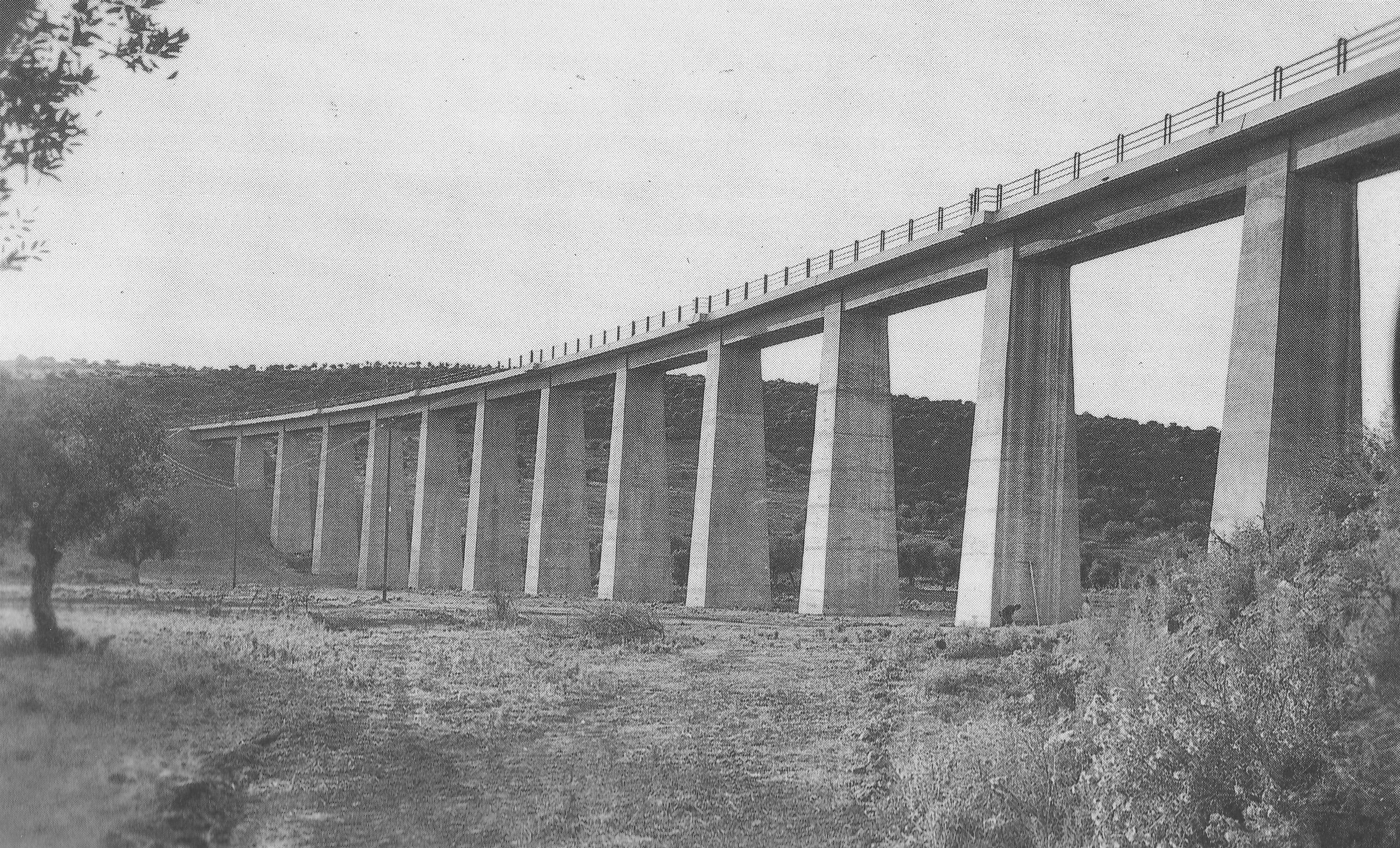
الجسر العلوي لوادي ديب على خط بون (عنابة) إلى سانت شارل (رمضان جمال).

تنظيمات قانونية أخرى لإعادة تنظيم الشبكة الجزائرية :
- تحويل خط السكة الضيقة من سوق أهراس إلى تبسة إلى سكة عادية، بموجب القانون رقم 13 أغسطس 1915.
- دمج خط سكة حديد بسكرة إلى تقرت وفرع أماش إلى طولقة في الشبكة العامة للجزائر، بموجب القانون رقم 21 مارس 1922.
- تضمين سكك الحديد ذات الاهتمام المحلي من بون إلى لا كال ومن عين مقرة إلى سانت شارل ومن سانت بول إلى راندون في الملكية العامة للدولة، بموجب القانون رقم 21 مارس 1929.
- شراء خط السكة الحديدية الثانوية ذات الاهتمام العام من بون إلى عين مقرة، بموجب القانون رقم 3 مارس 1928.
- تضمين سكة الحديد ذات الاهتمام المحلي من تيارت إلى تروميلت في الملكية العامة للدولة، بموجب القانون رقم 3 مارس 1928.
- تضمين الخطوط المستغلة من قبل شركة سكك الحديد على طرق الجزائر (CFRA) في الملكية العامة للدولة، بموجب القانون رقم 3 مارس 1928.
- توزيع خطوط شبكة البخار المستغلة بواسطة شركة سكك الحديد على طرق الجزائر (CFRA) بين الشبكتين ذات الاهتمام العام (PLM والدولة)؛ قرار حاكمي بتاريخ 22 مارس 1928.

في عام 1930، كانت الشبكة الجزائرية تضم حوالي 5000 كيلومتر، موزعة حسب الجدول التالي :

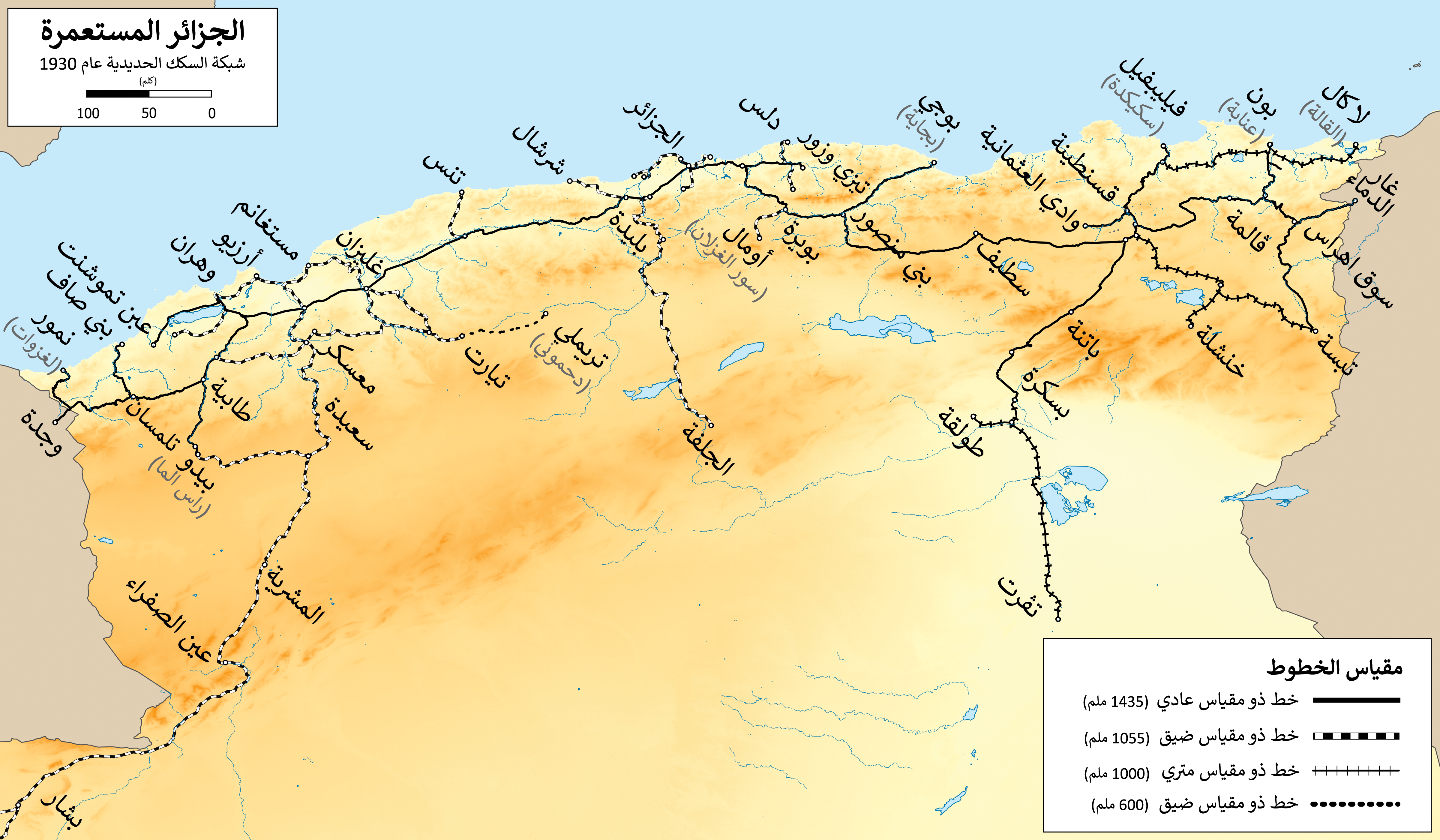
شبكة السكك الحديدية في عام 1930

| الشركات       | المسار القياسي 1435 مم | المقياس الضيق 1055 مم | المقياس الضيق 1000 مم | المقياس الضيق 600 مم | المجموع   |
| ------------- | ---------------------- | --------------------- | --------------------- | -------------------- | --------- |
| CFAE          | 1 271 كلم              | 1 482 كلم             | 781 كلم               | 55 كلم               | 3 589 كلم |
| PLMA          | 781 كلم                | 452 كلم               |                       |                      | 1 233 كلم |
| إجمالي الشبكة | 2 053 كلم              | 1 934 كلم             | 781 كلم               | 55 كلم               | 4 823 كلم |

#### كهربة الخط المنجمي

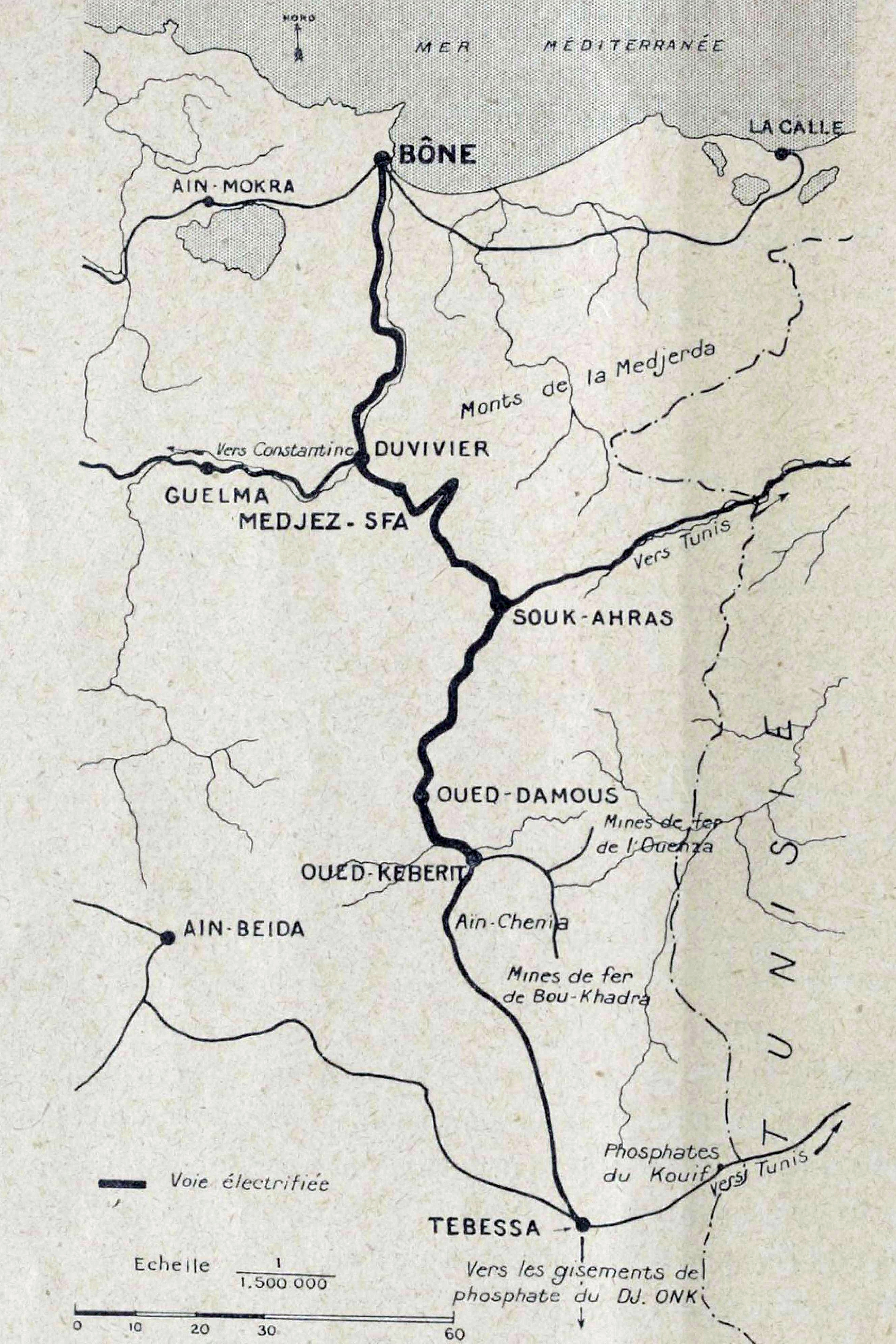
مسار خط بون (عنابة) إلى تبسة في عام 1933.

حصلت شركة بون-قالمة على امتياز لإنشاء خط سوق أهراس إلى تبسة عام 1885، بهدف ربط مدينتين رئيستين في شرق الجزائر وتوفير وصلة مع تونس، حيث كانت الشركة تتمتع بحقوق امتياز في تلك المنطقة. بالإضافة إلى ذلك، حمل الخط أهمية استراتيجية عسكرية نظرًا لقربه من الحدود. اكتمل بناء الخط عام 1888، وصُمم بعرض متري في البداية، استنادًا إلى التوقعات بتدفق تجاري محدود.
اكتشف المستثمرون رواسب الفوسفات في جبل القويف (الواقع شرق تبسة، على بعد 257 كيلومترًا جنوب عنابة) والحديد في جبال الونزة (الواقعة شرق وادي كبيريت على بعد 190 كيلومترًا من عنابة) في نفس الفترة في التسعينيات من القرن التاسع عشر. وبناءً على ذلك، أنشؤوا خطوط فرعية قصيرة لربط هذه المناطق المنجمية بخط سوق أهراس إلى تبسة. تمكّنت هذه الفروع من نقل المعادن عن طريق السكك الحديدية إلى ميناء عنابة للتصدير.
خلال العقود العشرينية من القرن العشرين، زادت كميات المعادن التي نقلت عبر السكك الحديدية كثيرًا، حيث ارتفعت من 350,000 طن في عام 1921 إلى ما يقرب من 2 مليون طن في عام 1930. أصبح خط بون-تبسة يلعب دورًا أساسيًا في نقل المعادن. ومع ذلك، أصبح تشغيل القاطرات البخارية على سكة واحدة في منطقة جبلية تتضمن منحدرات شديدة في منطقة سوق أهراس أمرًا صعبًا ولم يعد يسمح بنقل فعال وسريع.
أصبح قسم الخط بين دوفيفييه ووادي كبيريت عقبة تحد من قدرة الخط وحجم التدفق. لذا، أصبح استخدام التشغيل الكهربائي هو الوسيلة الوحيدة لزيادة سعة الخط وزيادة حمولة الشحنات من خلال زيادة قوة القاطرات الكهربائية وزيادة السرعة. أُتخذ قرار تجهيز الخط بالكهرباء في عام 1929، حيث جهزت القسم بين دوفيفييه ووادي كبيريت أولاً، وباقي الخط في السنوات التالية. أُستخدم تيار مستمر بقوة 3000 فولت لتشغيل الخط الكهربائي، و وُفرت من خلال محطة توليد طاقة حرارية بقوة 43,000 كيلوواط تقع بالقرب من عنابة. اشترت شركة السكك الحديدية الجزائرية الدولية حوالي ثلاثين قاطرة من نوع CC 6-AE، والتي تشبه قاطرات PLM 1CC1 3700، وبنيت بواسطة الشركة الفرنسية Constructions électriques de France (CEF) بالتعاون مع شركة ألستوم.

ظلت قاطرات الكهرباء 6-AE في الخدمة حتى عام 1972، وكان خط بون-تبسة هو الخط الوحيد المكهرب في الجزائر.

مشاهد لقطارات الكهرباء من طراز 6–AE على خط بون إلى تبسة.
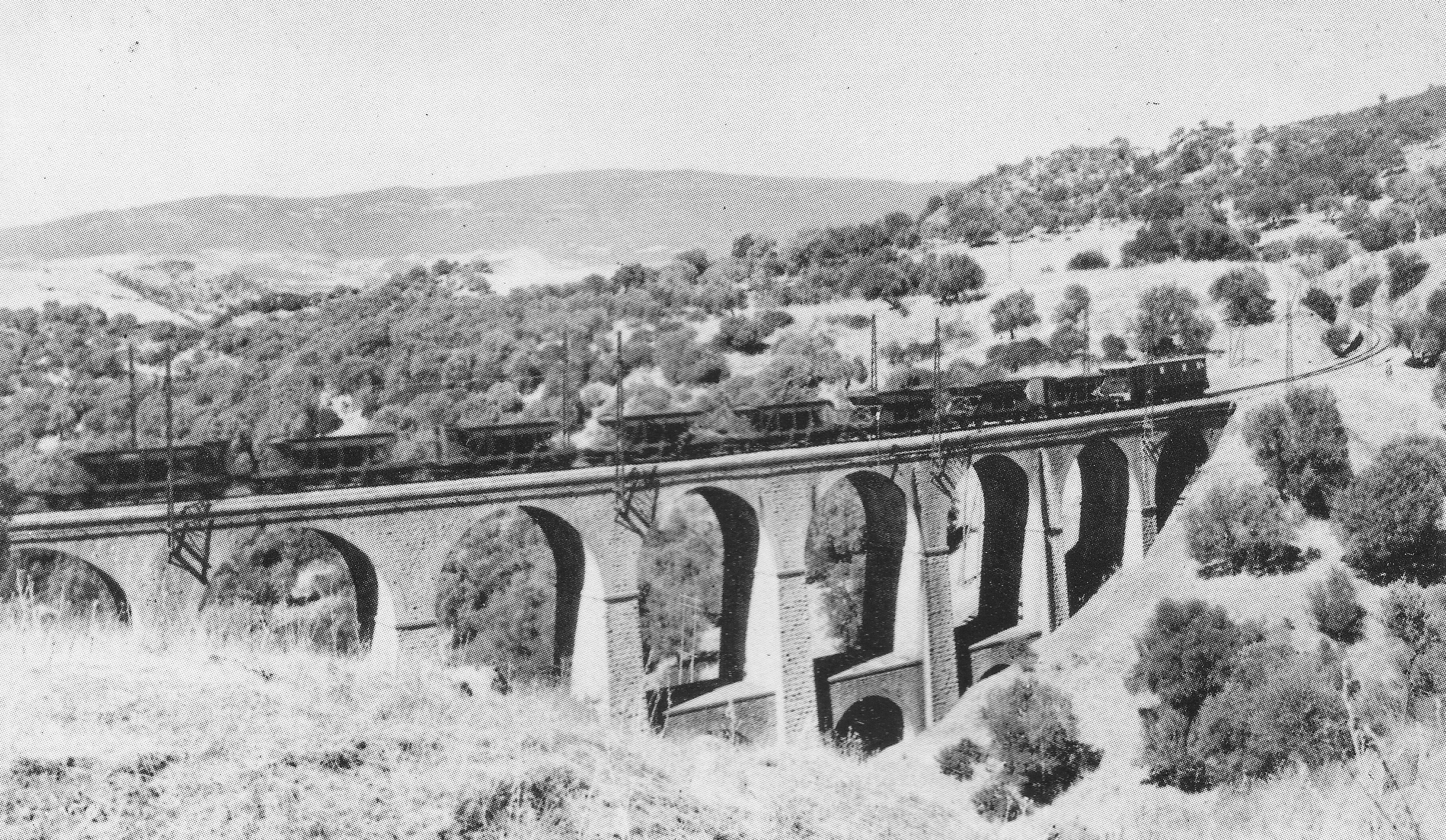
محرك القطار من طراز CFAE 6AE يسحب قطارًا للمعادن على خط سوق أهراس إلى وادي كيبريت.
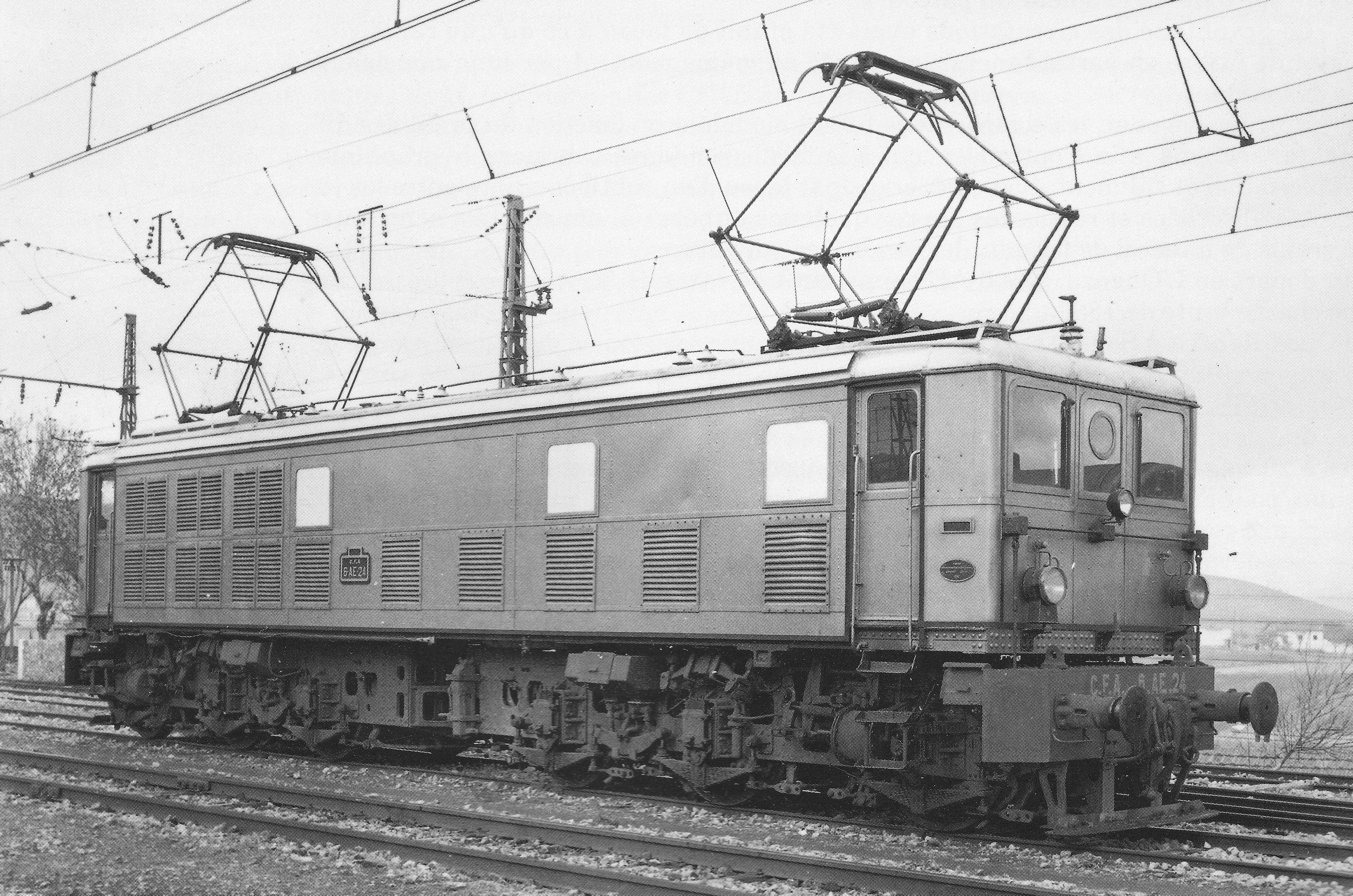
محرك القطار من طراز CFA 6AE-24 على خط بون إلى سوق أهراس.
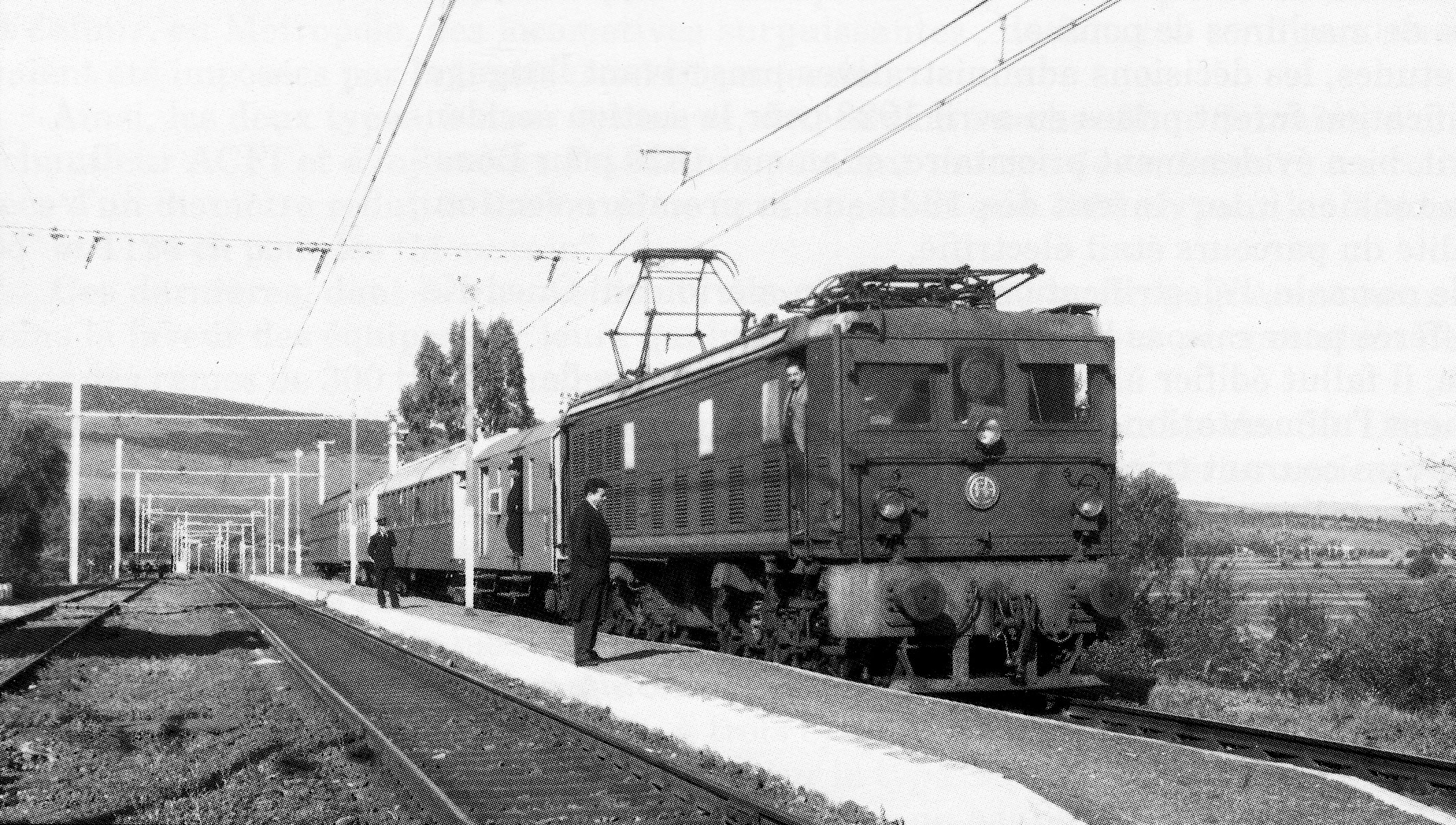
محرك القطار من طراز SNCFA 6-AE يسحب قطارًا للركاب في إحدى محطات خط بون إلى سوق أهراس في عام 1968.

#### إنشاء مكتب السكك الحديدية الجزائري (OCFA)
تأسست الشركة الوطنية للسكك الحديدية الفرنسية (SNCF) في عام 1938، وأدى تأسيسها إلى اندماجها مع شركة سكك حديد باريس - ليون - البحر الأبيض المتوسط (PLM) و فرعها في الجزائر(PLMA)، واختفائها. دُرست إمكانية توصيل الشبكة الجزائرية بشكل كامل مع الشركة الجديدة SNCF في البداية. وفي النهاية، أُتخذ قرار بإنشاء مؤسسة منفصلة عن SNCF في الأول من يناير عام 1939، وهي مكتب السكك الحديدية الجزائري (OCFA) التي مع الوقت أصبحت تسمى بـ CFA و أصبحت هي المسؤولة الوحيدة عن تشغيل شبكة السكك الحديدية في الجزائر.

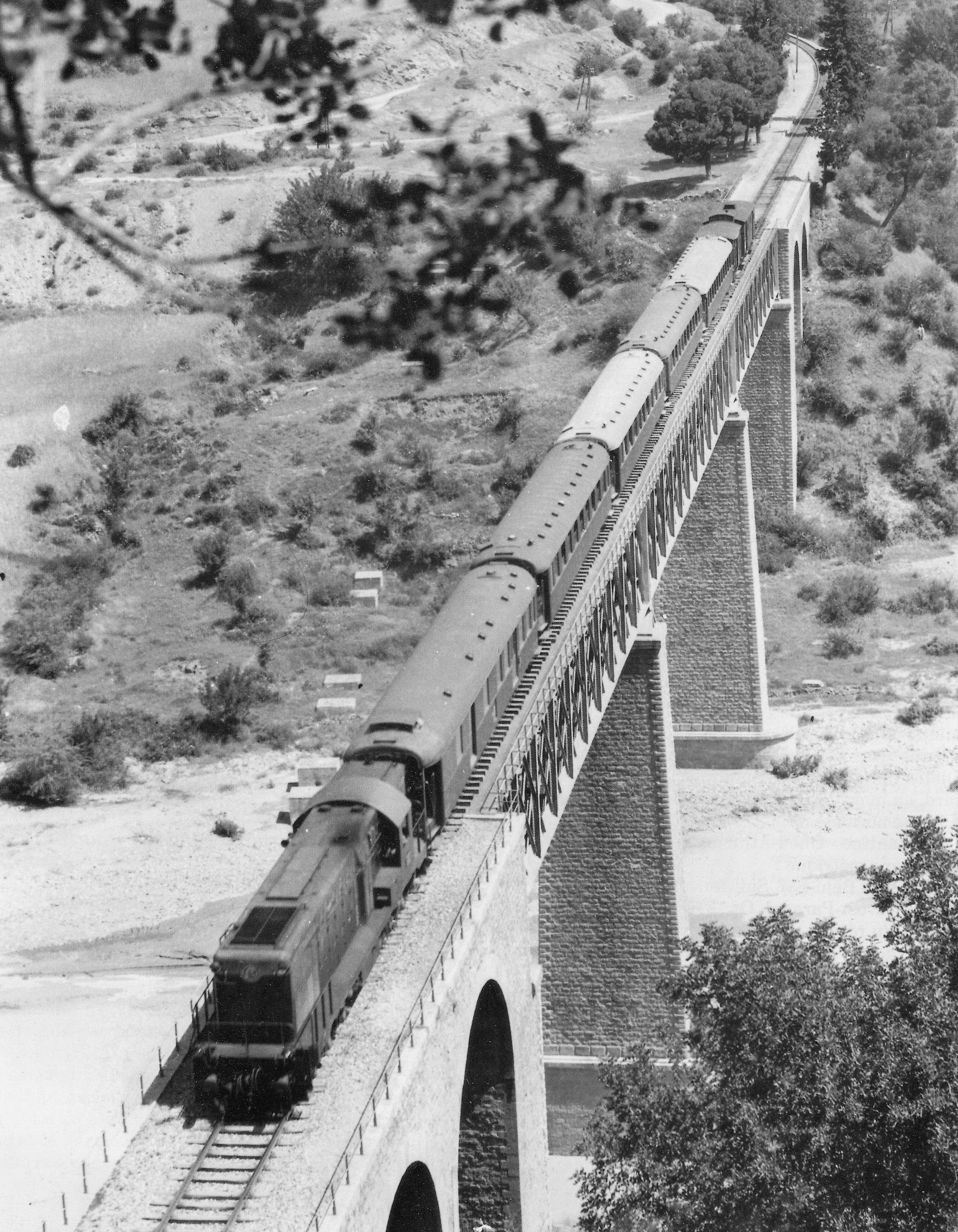
قاطرة بالدوين ديزل040-DB تجر قطار ركاب على جسر في خط الجزائر إلى قسنطينة، بعد الحرب العالمية الثانية.

### فترة الحرب العالمية الثانية حتى الاستقلال
عانت وسائل النقل الحديدية في الجزائر، كما في فرنسا خلال نفس الفترة، من التحديات التي واجهتها منافسة وسائل النقل الطرقية، سواء في نقل الركاب أو البضائع، فقد أظهرت الحافلات والشاحنات قدرات تنافسية ومرونة أكبر في المسافات القصيرة والمتوسطة مقارنةً بالقطارات. استمرت هذه الوضعية حتى بداية الخمسينات. ونتيجة لذلك، أُغلقت الخطوط غير الحيوية وتخلي عن تلك التي كانت مخططًا لها في الخطط السابقة.

#### خطوط مغلقة
أُغلقت العديد من الخطوط الصغيرة في وهران:
- خطوط سيدي بلعباس إلى تيزي ومعسكر إلى أوزيس لو دوك.
- خطوط غليزان إلى أوزيس لو دوك وأوزيس لو دوك إلى بروفوست بارادول.
- خط بوردو إلى هاردي، الذي بقي بعرض 600 ملم.
- خط وهران إلى دامسم.
- خط مستغانم إلى غليزان.
- خط مصباح إلى مرحون.
- خط تلمسان إلى بني صاف.
- خط وهران إلى حمام بوحجر.

وكذلك فإن هناك خطوط في وسط وشرق البلاد:
- خطوط من أورليانفيل إلى تنس وبويرة إلى أومال.
- خطوط ضواحي الجزائر (الخطوط القديمة لشركة سكك الجزائر الفرنسية).
- خطوط قسنطينة إلى وادي العثمانية وبون إلى لا كال.

بالإضافة إلى فروع خط بسكرة إلى تقرت:
- من أماش إلى طولقة في عام 1953.
- من اسطيل إلى الوادي في عام 1957.

#### تحويلات أو تمديد الخطوط الموجودة
تشمل التحويلات الرئيسية تحويل خطوط ضيقة إلى خطوط عادية:
- تحويل خط وادي الكبريت إلى تبسة والقويف إلى خطوط عادية.
- تحويل خط بسكرة إلى تقرت من ضيق إلى عادي في عام 1958.
- تحويل خطوط أرزيو إلى مستغانم ولا ماكتا إلى بيراجو إلى خطوط عادية بعرض 1,055 مم.

في عام 1942،حُولت قسم تروميليه إلى بوردو من خط عرض 600 مم إلى خط ضيق بعرض 1,055 مم.
في عام 1946، أُنشأت فرع بطول 145 كم بعرض 600 مم على خط بسكرة إلى تقرت بين اسطيل والوادي. حُول الخط إلى خط ضيق بعرض متري في عام 1950 ثم أُغلق في عام 1958.

#### إنشاء الشركة الوطنية للسكك الحديدية الفرنسية في الجزائر
في الأول من يناير 1960، تأسست الشركة الوطنية للسكك الحديدية الفرنسية في الجزائر، SNCFA، والتي كان مساهميها الدولة الفرنسية والشركة الوطنية للسكك الحديدية (SNCF).

## فترة الجزائر المستقلة

### من الاستقلال حتى نهاية القرن العشرين

#### الشبكة في العقد الأول بعد الاستقلال

شعار SNCFA بالحروف العربية في سنوات 1970.

في 16 ماي 1963، أصبحت الشركة الوطنية للسكك الحديدية الفرنسية في الجزائر (Socité Nationale des Chemins de Fer français en Algérie)، التي تأسست في عام 1959، الشركة الوطنية للسكك الحديدية الجزائرية (Société Nationale des Chemins de Fer Algériens) و ذلك بنفس الإختصار SNCFA.
بعد الاستقلال، ورثت شركة SNCFA الجزائرية شبكة كثيفة ومتنوعة ومهترئة جزئيًا، و تعين عليها تكوين كوادرها بسرعة لاستبدال العاملين الفرنسيين، وخاصة الإداريين، الذين غادروا الجزائر بعد الاستقلال سنة 1962، وذلك لأن العمال الجزائريين في فترة الإستعمار إقتصر دورهم على المهام البسيطة والصيانة ووضع القضبان ومراقبة النقل. في عام 1963، أصبحت الشبكة بالكامل مشغلة بواسطة فريق من المهندسين والمشرفين الجزائريين.

خلال عقد كامل من عام 1962 إلى عام 1972، ركزت SNCFA بشكل حصري على الحفاظ على خطوطها وتجهيزاتها في حالة جيدة. خلال هذه الفترة، أُغلقت بعض الخطوط الضيقة العرض إما لأسباب اقتصادية أو لصعوبات الصيانة أو بسبب المعدات الجديدة التي لا تناسب تلك الخطوط. الاستثناء الملحوظ هو إنشاء امتداد خط عنابة إلى تبسة في عام 1966 على طول 110 كم حتى منجم الفوسفات في جبل عنق.

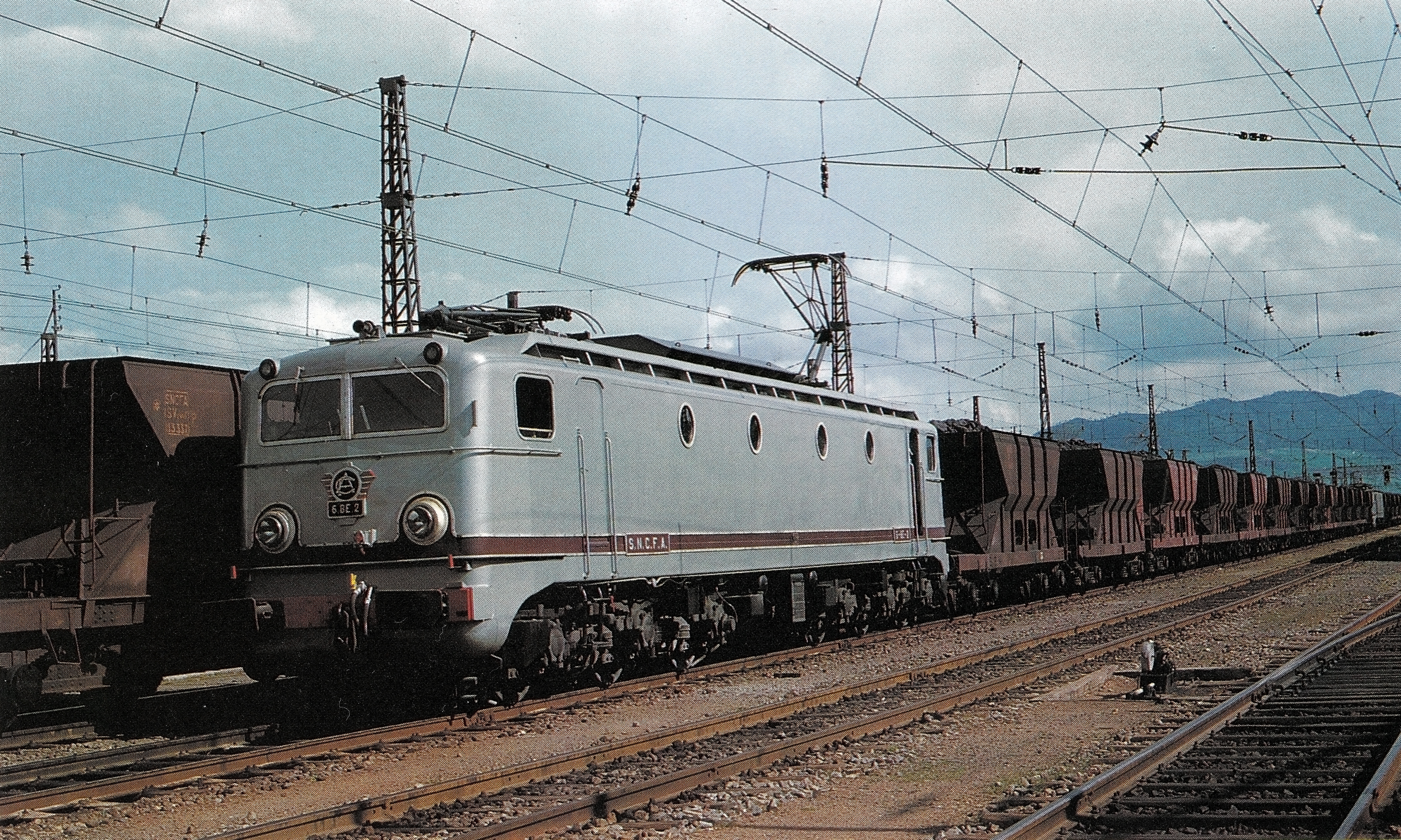
قطار لنقل الخام، تجره قاطرة من طراز SNCFA 6-BE-2 من ألستوم، في محطة قطار وادي كيبيريت عام 1967.

ظلت المعدات الفرنسية مستخدمة لمدة تقارب العشر سنوات، ثم بدأ استبدالها بشكل تدريجي اعتبارًا من عام 1972.
- 32 قاطرة ديزل، طُلبت من ألمانيا الشرقية السابقة، لتحل محل قاطرات CC 6 AE ذات الأربعينات من نوع Co'Co' سُلمت في عام 1932؛
- 33 قطارًا سريعًا من فيات بقوة 780 حصان، مماثلة للمحركات الفرنسية وبعض القطارات المجرورة؛
- 29 قاطرة ديزل الكهربائية بقوة 3300 حصان من نوع CC، سلمتها جنرال موتورز.

#### تأسيس الشركة الوطنية للنّقل بالسّكك الحديدية (SNTF)

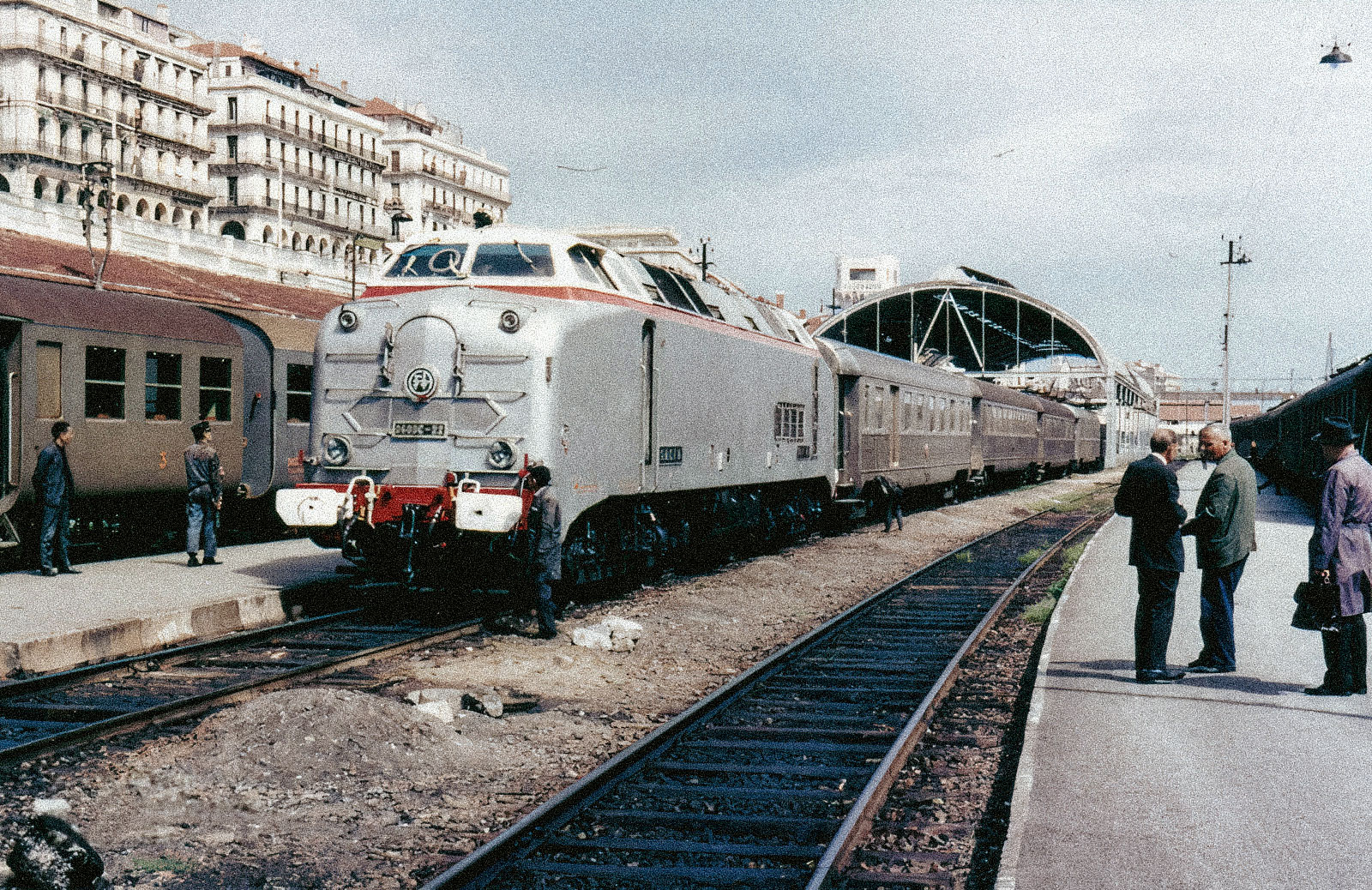
قطار للركاب مغادرا محطة الجزائر، تجره قاطرة ديزل-كهربائية من طراز 060-DC، في الستينيات من القرن 19.

في 31 مارس 1976، عند انتهاء عقد امتياز الدولة الفرنسية مع الجزائر، قسمت الدولة الجزائرية SNCFA إلى ثلاث كيانات منفصلة:
- الشركة الوطنية للنقل بالسكك الحديدية (SNTF)، المسؤولة عن تشغيل وصيانة الشبكة.
- الشركة الوطنية للدراسات والإنشاءات للبنية التحتية السككية (SNERIF)، المسؤولة عن تجديد وتوسيع الشبكة.
- الشركة الوطنية للهندسة وتنفيذ البنية التحتية السككية (SIF).

برنامج استثمار جديد يسمح بإنشاء 203 كيلومترًا من الخطوط الجديدة، وتضاعف 200 كيلومتر من السكك الحديدية (من الجزائر إلى ثنية، ومن القرة إلى قسنطينة وديدوش مراد)، وتجديد 1400 كيلومتر من السكك والرصيف.
في عام 1986، تسبب الأزمة المالية في حل SNERIF و SIF، حيث دُمجت كليا مع شركة SNTF التي أصبحت مؤسسة عمومية ذات طابع صناعي وتجاري (EPIC) تابعة للدولة عام 1990.

#### الشبكة في نهاية العقد 2000
خلال الحرب الأهلية (العشرية السوداء) بين عامي 1991 و 2002، تعرضت الشبكة لعدة هجمات من الإرهابيين على الركاب إضافة إلى تخريب البنية التحتية، مما جعل العمل في مجال النقل بالسكك الحديدية صعبًا وخطرًا. لكن رغم ذلك، نجحت شركة SNTF وموظفيها في الحفاظ على حركة القطارات للركاب والبضائع طوال هذه الفترة.
في نهاية القرن العشرين، كانت الشبكة الحديدية الجزائرية تحتوي على 4250 كيلومترًا من الخطوط، منها 4219 كيلومترًا مستغلة، موضحة في الجدول أدناه.
| المعيار         | المعيار   | الكهربة    | الكهربة   | عدد المسارات  | عدد المسارات |
| --------------- | --------- | ---------- | --------- | ------------- | ------------ |
| سكة حديد قياسية | 3 169 كلم | مكهربة     | 301 كلم   | مسارات مزدوجة | 345 كلم      |
| سكة حديد ضيقة   | 1 081 كلم | غير مكهربة | 3 949 كلم | مسار واحد     | 3 905 كلم    |

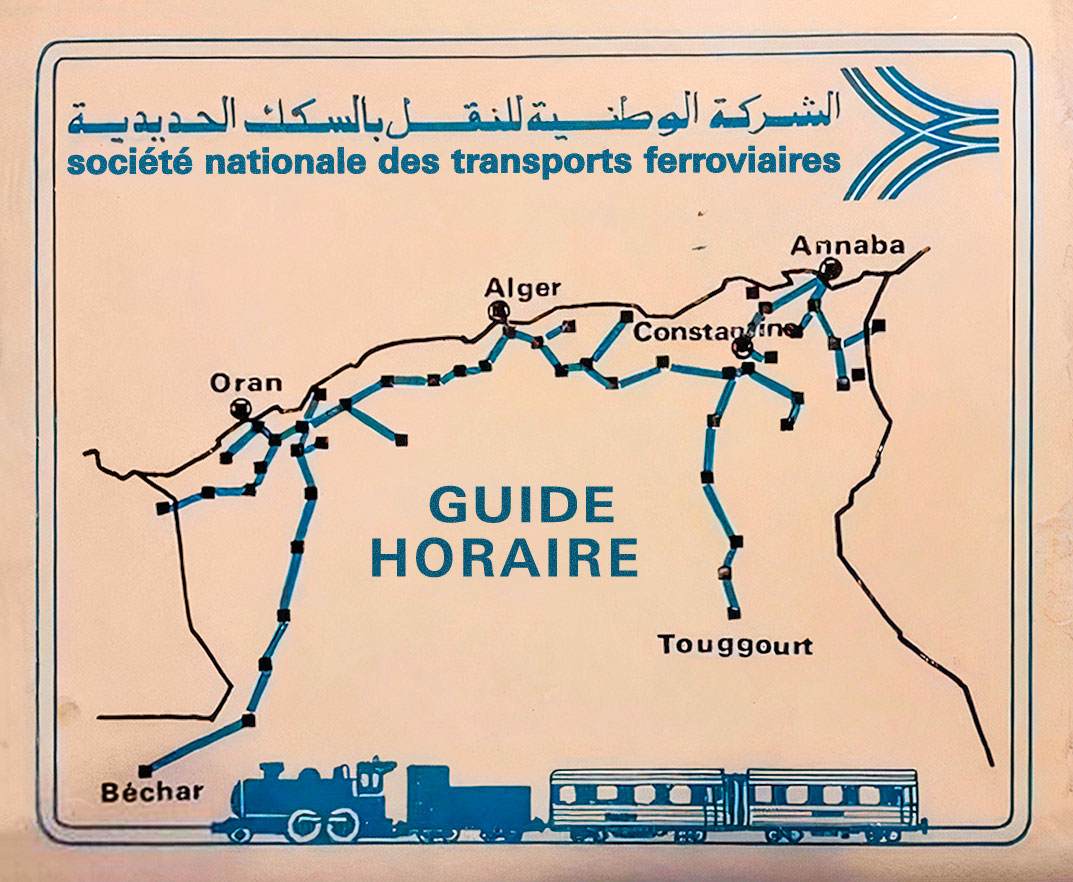
خريطة شبكة SNTF في عام 1977.

الشبكة أصبحت تتألف من أربعة مجموعات من الخطوط:
- الطريق الدائري الشمالي: الحدود الشرقية – عنابة – قسنطينة – الجزائر – وهران – تلمسان – الحدود الغربية (خطوط قياسية).
- خطوط الربط: ڨالمة، سكيكدة، جيجل، بجاية، تيزي وزو، مستغانم، أرزيو، عين تموشنت، غزوات (خطوط قياسية).
- خط المناجم الشرقية: عنابة – جبل عُنق، وادي الكبيريت – الونزة / بوخضرة (خطوط قباسية ومُكهربة).
- خطوط الاختراق في اتجاه الهضاب العليا والجنوب:
  - القراح – توقرت (خط قياسي).
  - البليدة – الجلفة؛ غليزان – تيارت؛ المحمدية – بشار (خطوط ذو مسار قياسي).

### بداية القرن الحادي والعشرين

#### توسيع الشبكة وتجديد معدات الركاب
بدءاً من أوائل العقد 2000 و بعد الفترة الصعبة التي مرت بها الجزائر في حربها الأهلية، أحيت الدولة الجزائرية والشركة الوطنية للسكك الحديدية (SNTF) برامج تحديث الشبكة الحديدية.
في عام 2005، أُنشئت الوكالة الوطنية للدراسات ومتابعة إنجاز الاستثمارات في السكك الحديدية (ANESRIF) لتتولى إدارة برنامج استثماري عام جديد يهدف إلى توسعة طول الشبكة ليصل إلى 12,500 كيلومتر بحلول عام 2025.

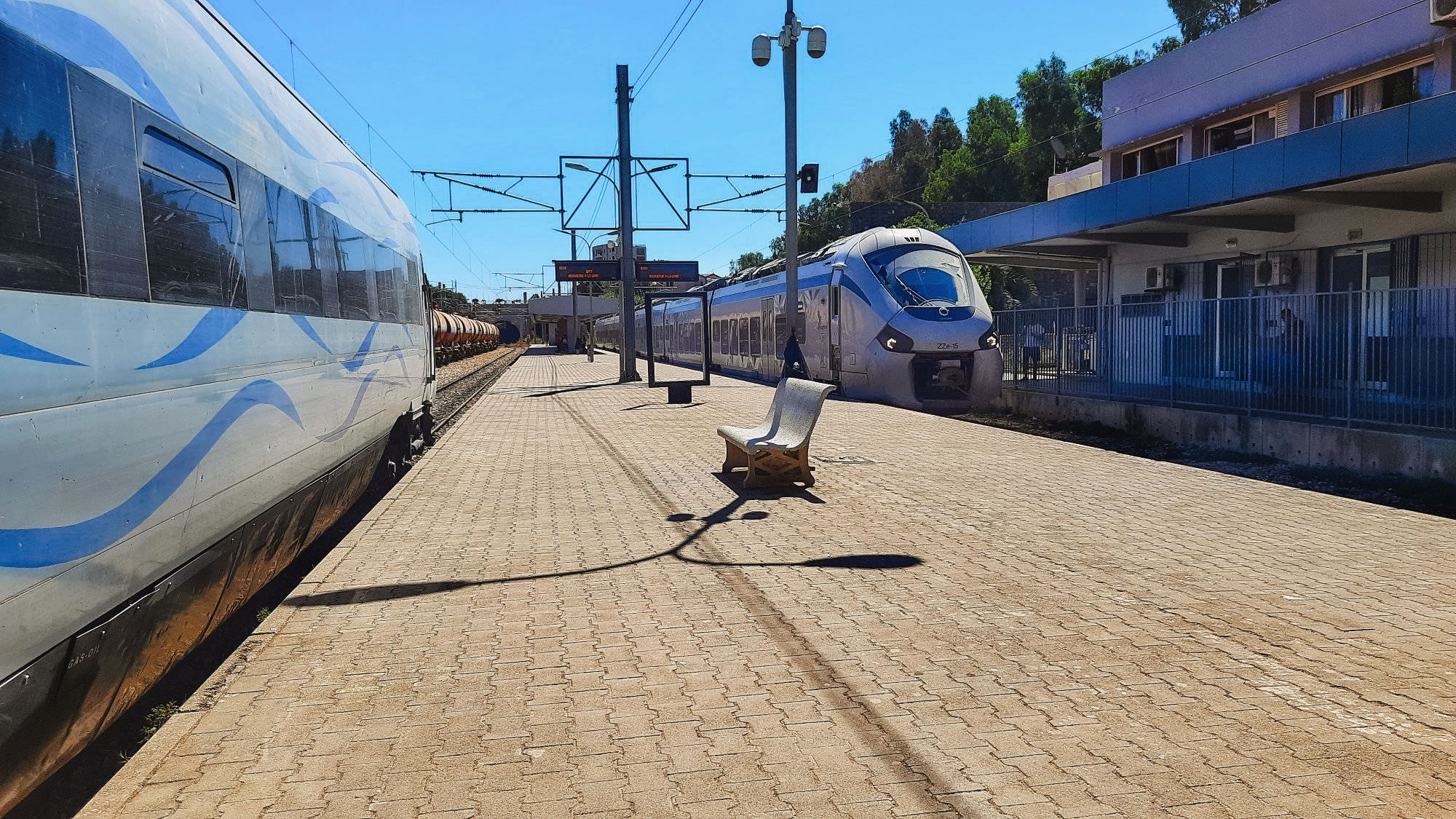
قطار ذاتي الحركة من طراز CAF ZZ 22 (على اليسار) وقطار كوراديا (على اليمين) في محطة الثنية على القسم المُكهّرب من شبكة الضواحي في الجزائر.

في أواخر العقد الأول وأوائل العقد الثاني من القرن الحادي والعشرين، دخلت خطوط الضواحي الكهربائية في الجزائر حيز التشغيل، حيث أُنجز ما يقرب من 340 كيلومترًا من الخطوط الجديدة.
- من عين توتة إلى مسيلة في عام 2009.
- من عين مليلة إلى العوينات في عام 2009.
- من برج بوعريريج إلى مسيلة في عام 2010.

بالتوازي مع جهود تحديث وتوسيع شبكتها، قامت الشركة الوطنية للنقل بالسكك الحديدية (SNTF) بتجديد أسطول معدات نقل الركاب من خلال اقتناء قطارات تعمل بالديزل، والكهرباء، أو بالأنظمة الهجينة، وذلك لتحل محل القطارات القديمة المكونة من عربات ركاب كانت تُجر بواسطة قاطرات ديزل. وشملت عمليات الشراء ما يلي:
- 17 قطارًا محركًا ديزليًا من CAF (فئة ZZ 22) للخدمات الإقليمية، سُلمت ابتداءً من عام 2007.[30][31]
- 64 قطارًا محركًا كهربائيًا من Stadler FLIRT (فئة 541) لشبكة ضواحي الجزائر، سُلمت ابتداءً من عام 2008.[32]
- 17 قطارًا محركًا هجينًا كهربائيًا وديزليًا من Alstom Coradia (فئة ZZe) للخدمات على المسافات الطويلة، سُلمت ابتداءً من عام 2018.[33][34]

صور لقطارات السكك الحديدية لشركة النقل الوطنية الجزائرية (SNTF).
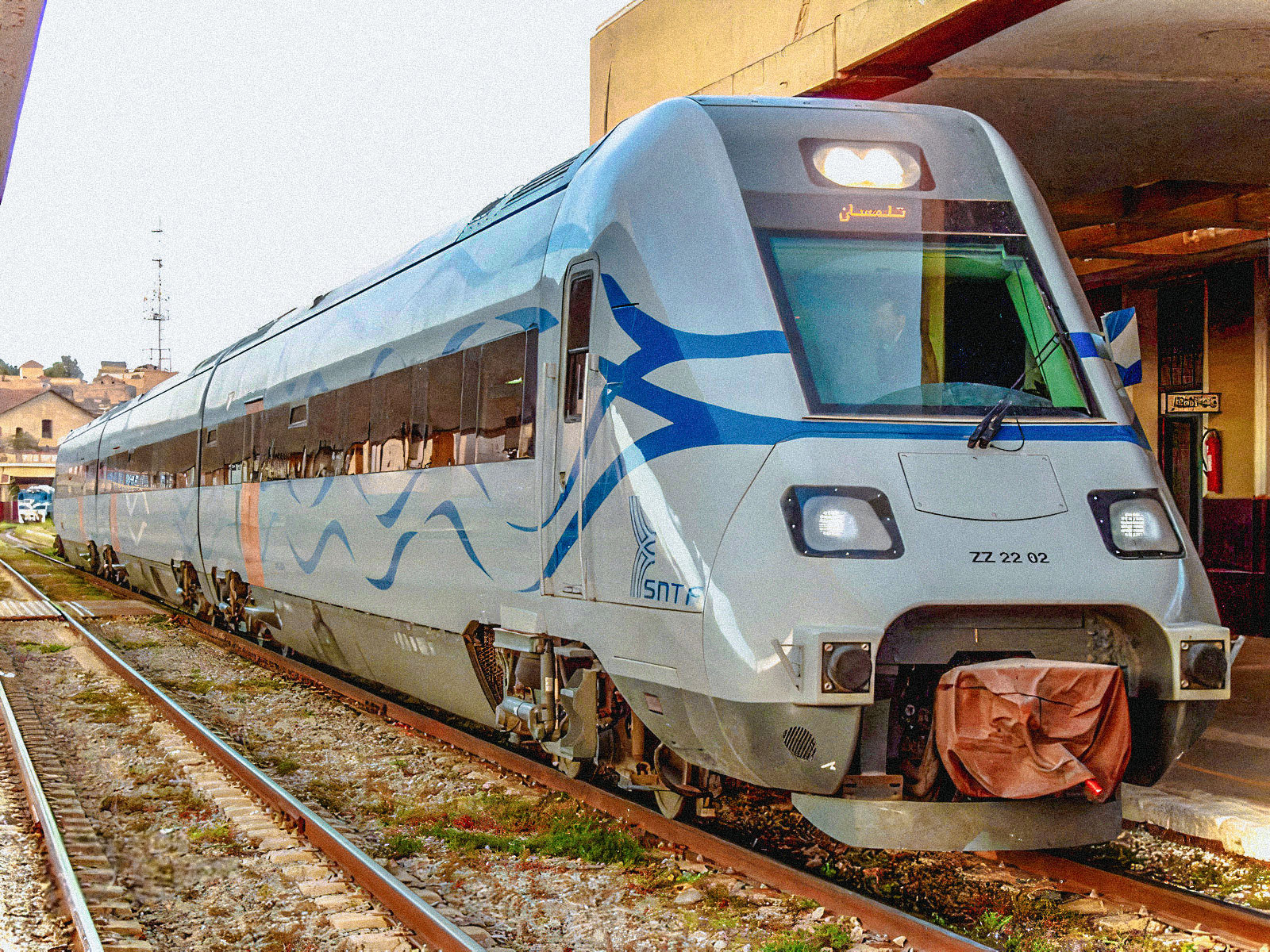
قطار ذاتي الحركة من طراز CAF (الفئة ZZ 22).
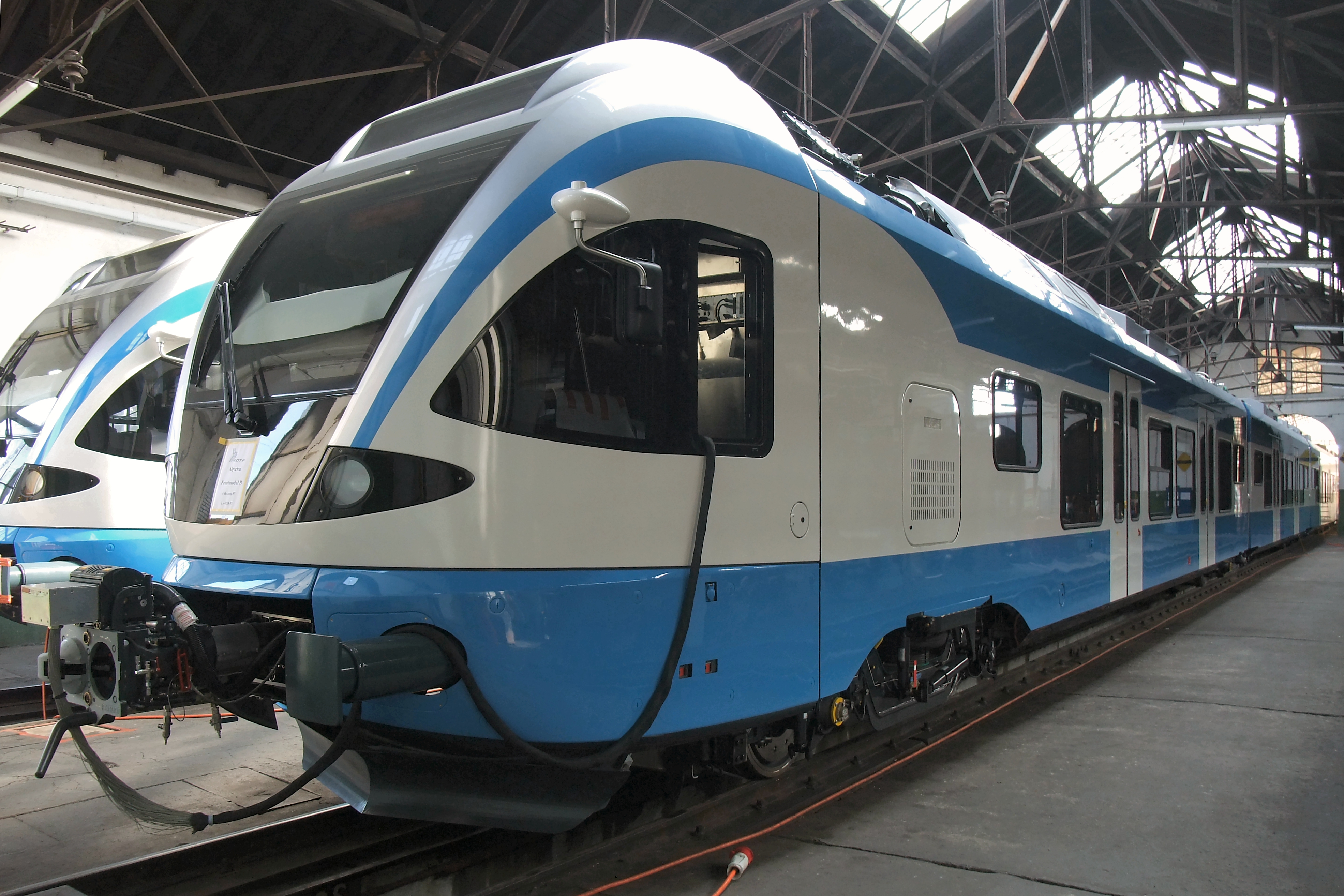
قطار ذاتي الحركة من طراز ستادلر FLIRT (الفئة 541).
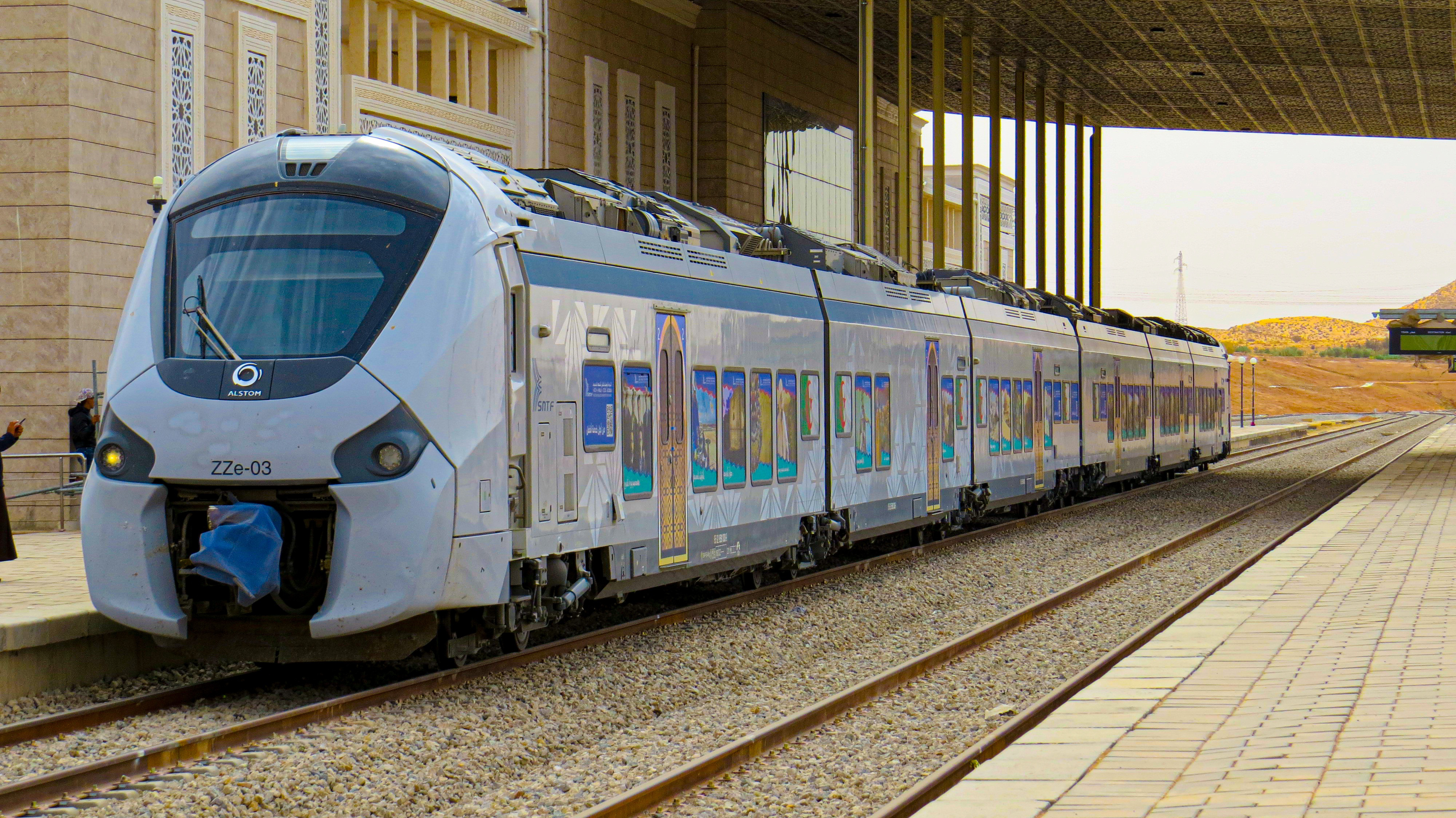
قطار ذاتي الحركة من طراز ألستوم Coradia (الفئة ZZe)

في عام 2015، وكجزء من برنامج يشمل إنشاء 2,300 كيلومتر من الخطوط الجديدة، بدأت الأشغال على 1,324 كيلومترًا، ومعظمها يتعلق بجزء غرب الدائرة الطرقية للهضاب العليا.
في 10 سبتمبر 2018، بدأت ANESRIF تشغيل نظام الاتصالات السككية GSM–R لأول مرة في الجزائر و إفريقيا. يهدف هذا النظام إلى تأمين الاتصالات على شبكة مستقلة بين المركز المثبت في الجزائر والقطارات، وبين القطارات والمشغلين المسؤولين عن صيانة الشبكة.

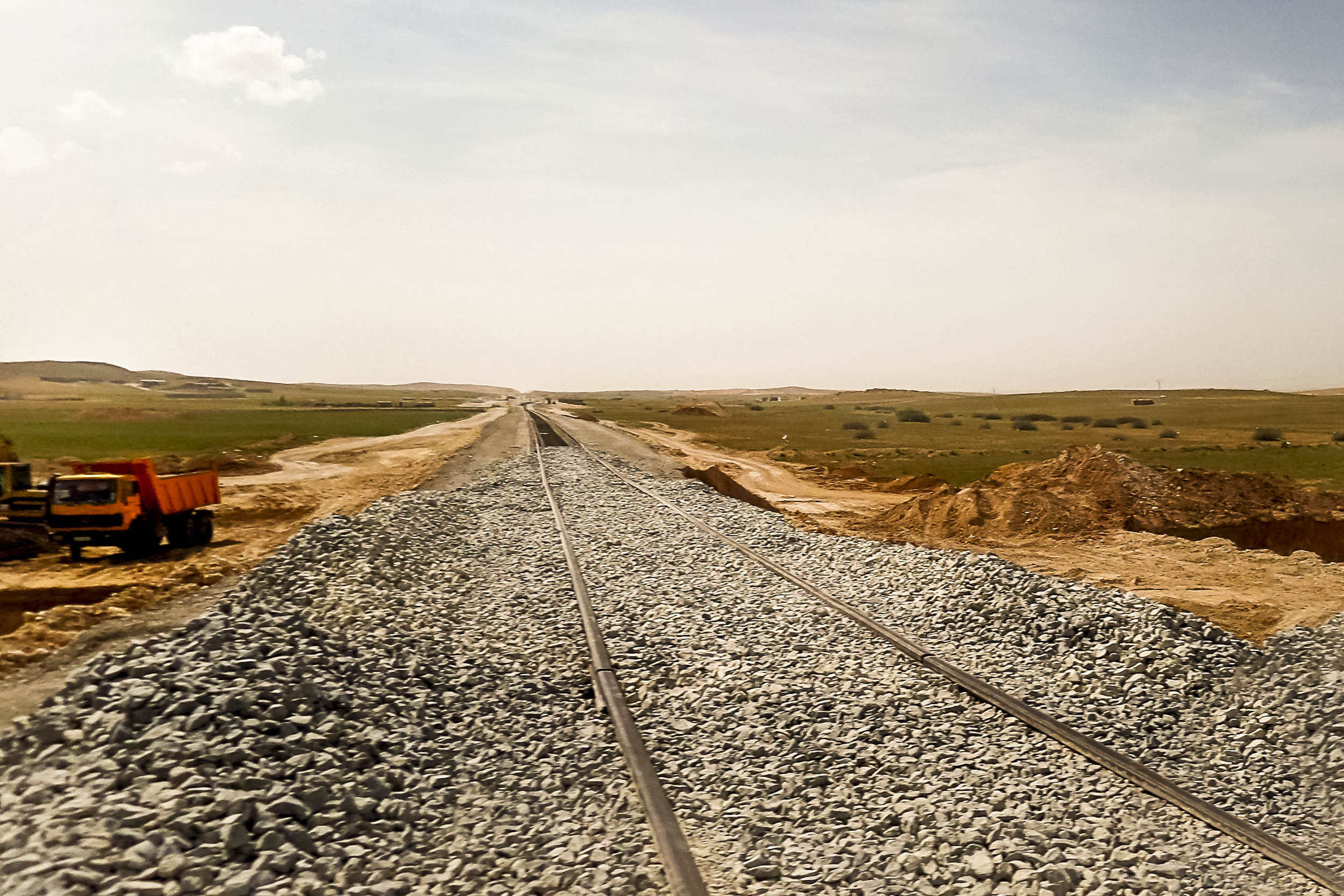
إنشاء خط تيسمسيلت إلى مسيلة في عام 2016.

في أواخر العقد 2010 وأوائل العقد 2020، توسعت الشبكة الحديدية الجزائرية مع افتتاح الخطوط التالية :
- من بئرتوتة إلى زرالدة في عام 2016
- من مولاي سليسن إلى سعيدة في عام 2017
- من تيسمسيلت إلى مسيلة في عام 2022
- من سعيدة إلى تيارت، من بوغزول إلى الأغواط في عام 2023

صور بعض المحطات خلال بداية القرن الواحد و العشرين
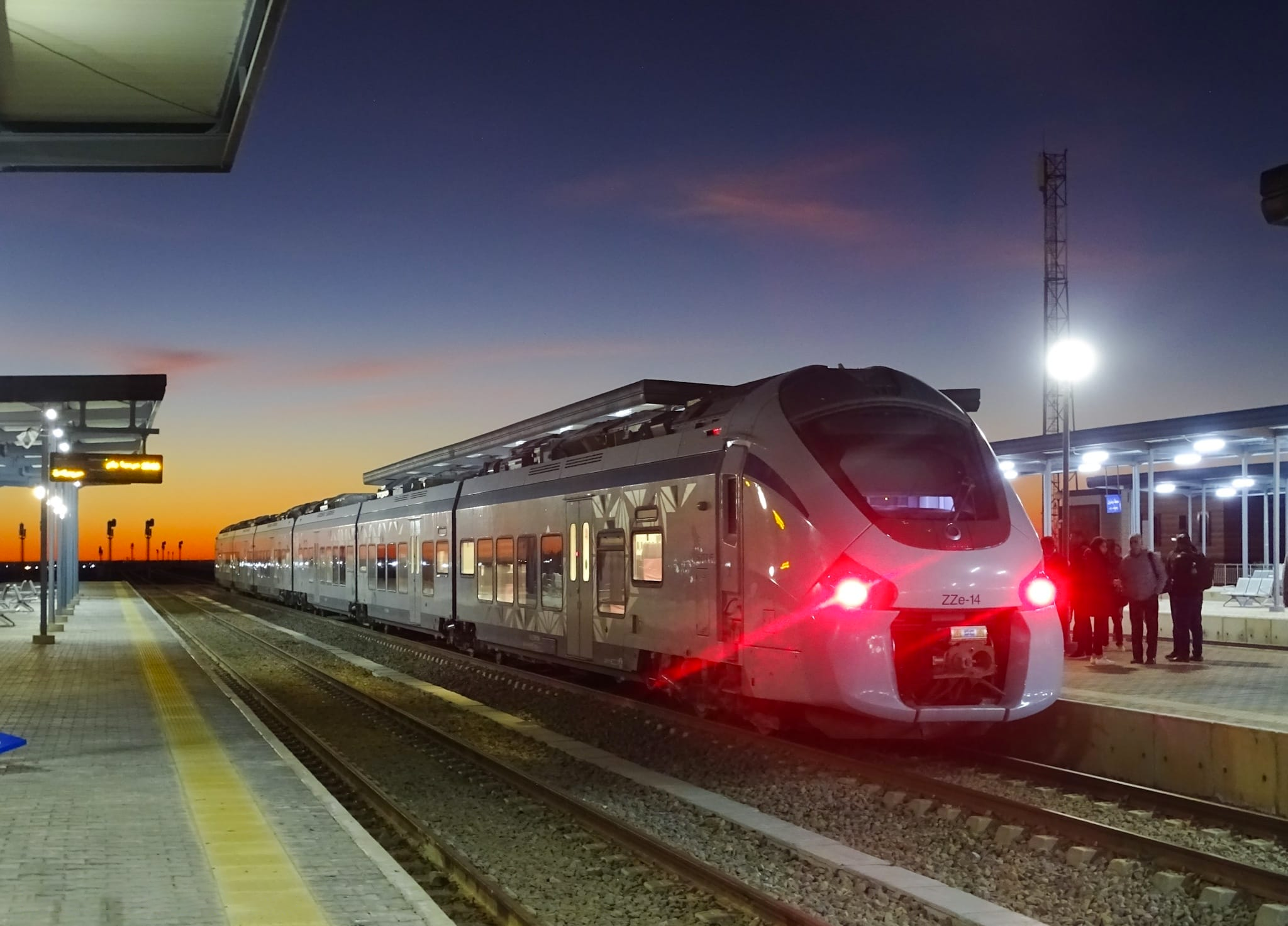
دُشنت محطة بوغزول في عام 2022.
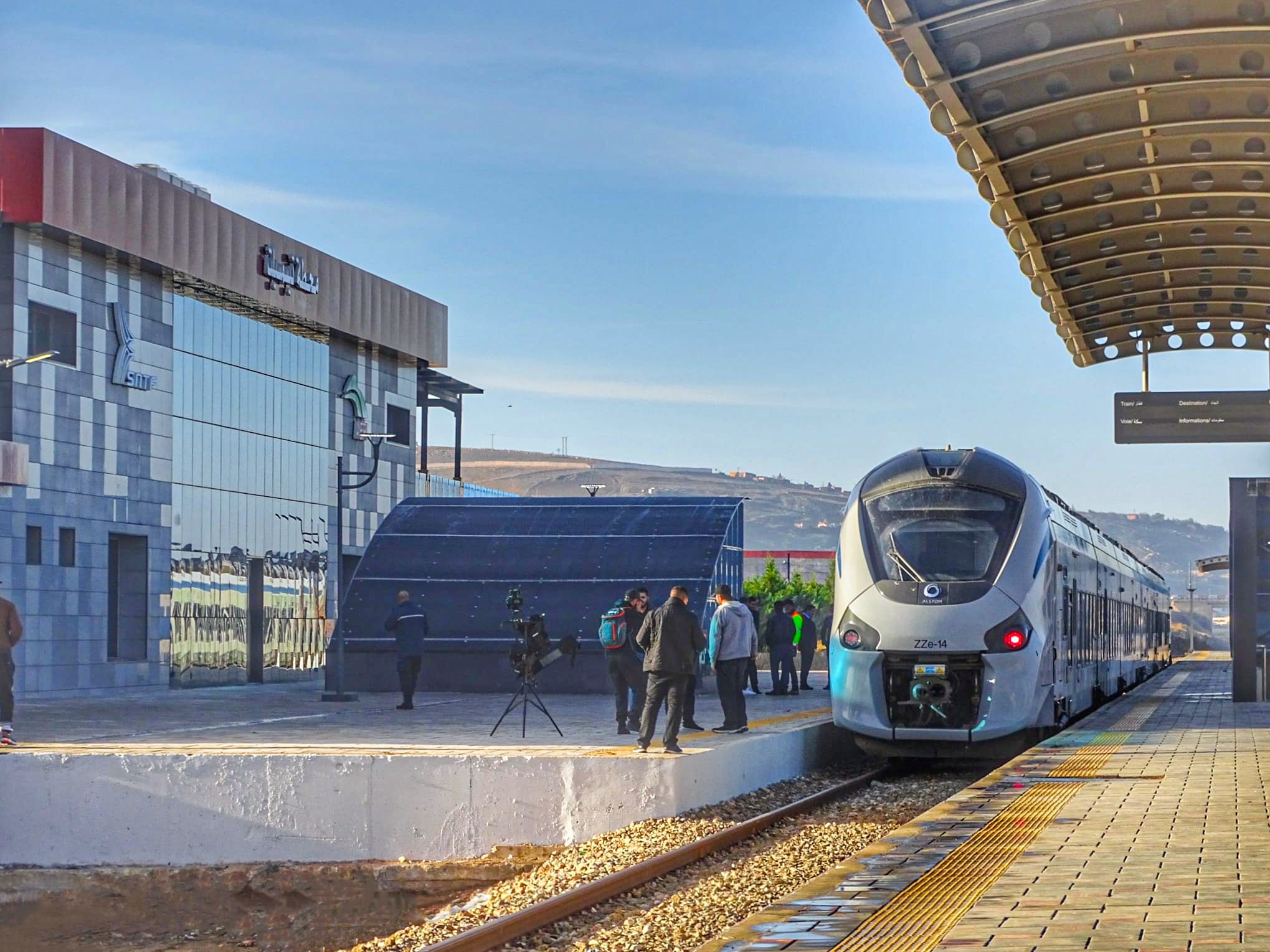
دُشنت محطة تيسمسيلت في عام 2022.
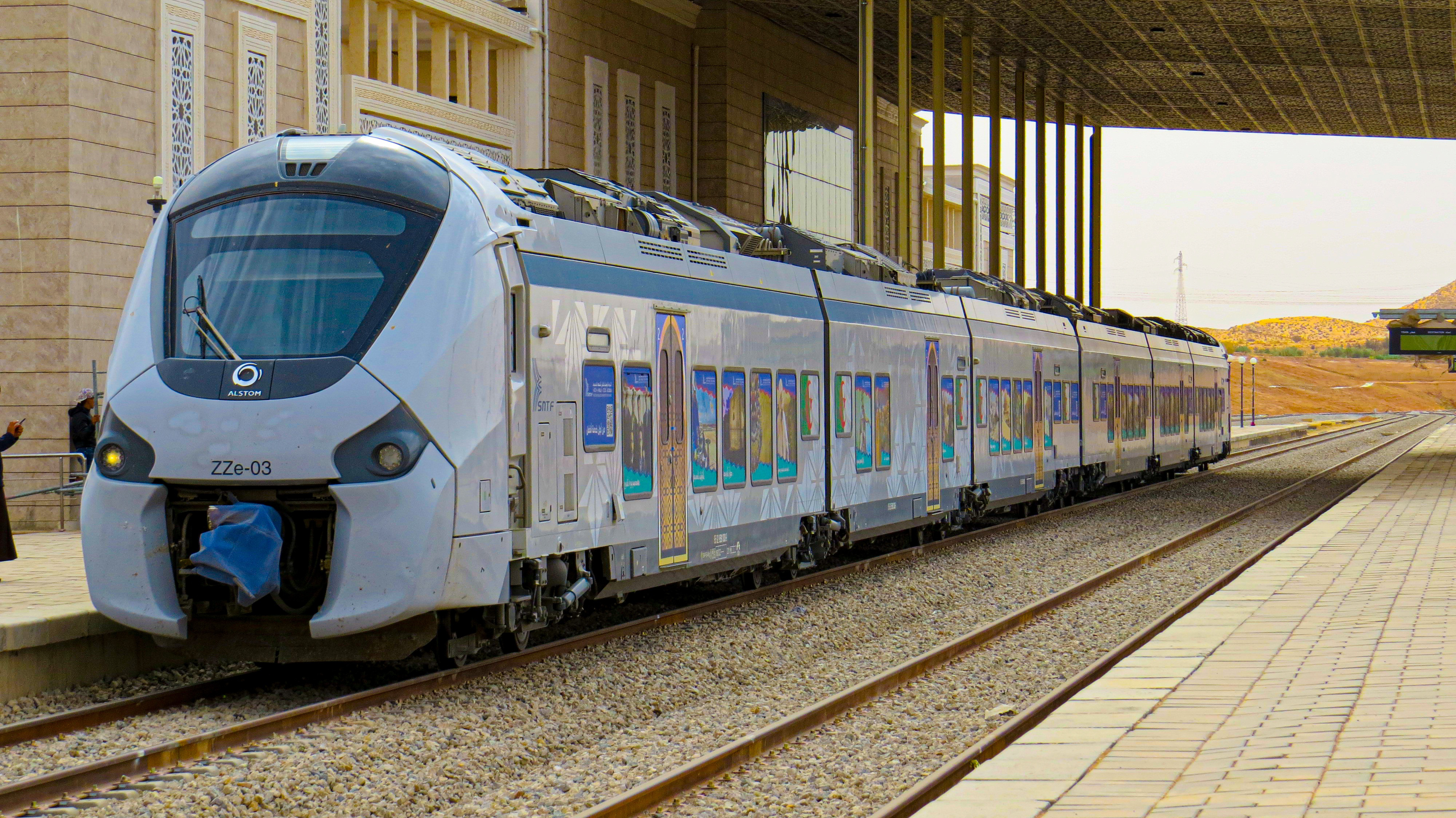
دُشنت محطة الجلفة في نهاية عام 2023.

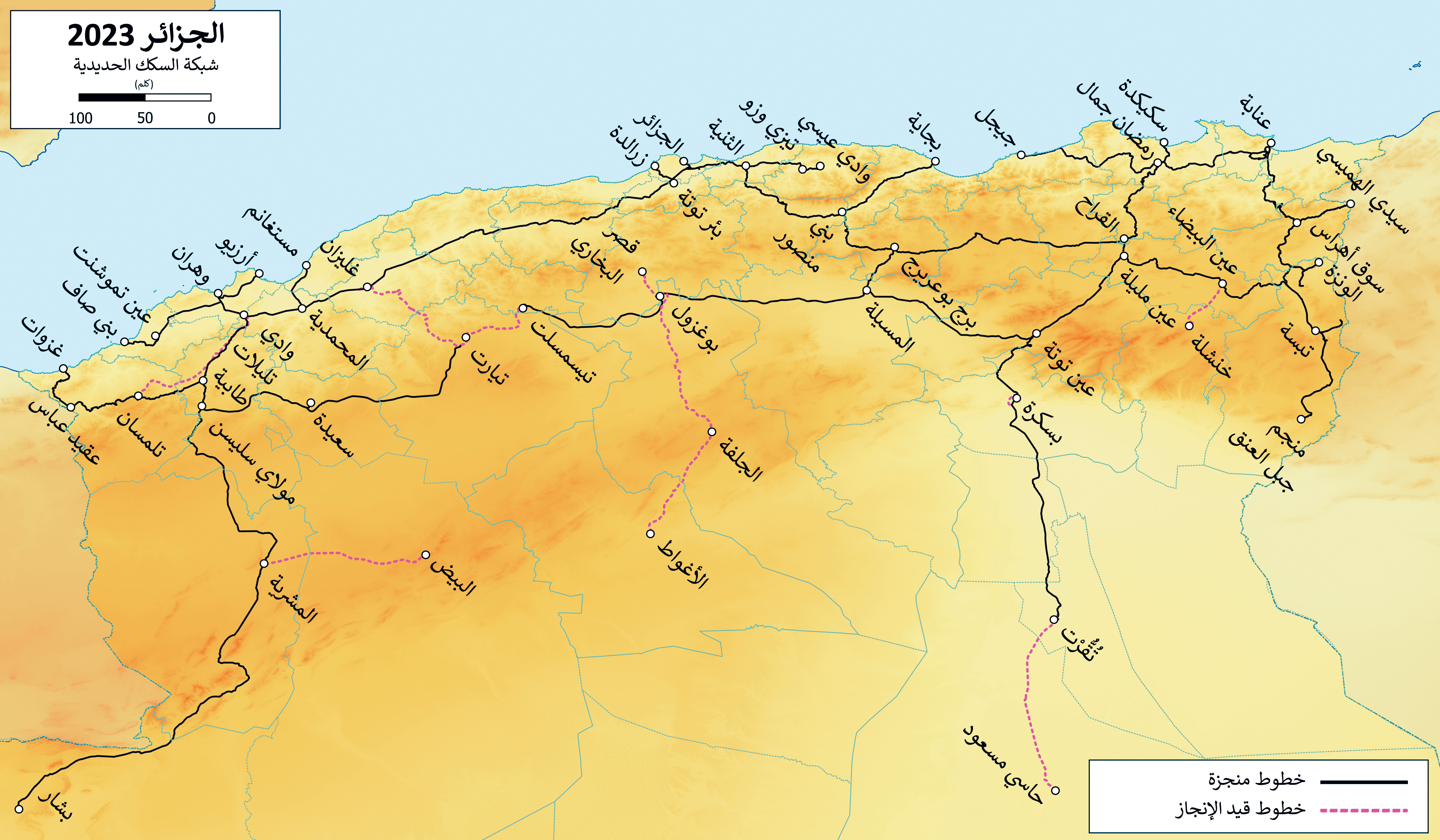
شبكة السكك الحديدية أوت/أغسطس 2023

### فهرس المراجع
- منشورات

- مراجع أخرى

1. ↑  Boahen، A. Abu (1 يناير 1991). تاريخ إفريقيا العام. UNESCO. ISBN:978-92-3-601713-6.
2. ↑  حوحو رضا (2021).
3. ↑  "Le National : feuille politique et littéraire / [rédacteurs en chef A. Thiers, Mignet, A. Carrel]". Gallica (بالفرنسية). 25 Aug 1833. Archived from the original on 2023-09-07. Retrieved 2024-02-10.
4. ↑  Poggi, Jacques (1 Jan 1931). Les chemins de fer d'intérêt général de l'Algérie: Aperçu historique, organisation actuelle, programme d'avenir (بالفرنسية). FeniXX. pp. 22–23. ISBN:978-2-402-60310-2.
5. ↑  Terushi Hara (1976).
6. ↑  Chemin de fer de l'Algérie par la ligne centrale du Tell, avec rattaches à la cote (بالفرنسية). 1854.
7. 1 2 3  Pascal Bejui (1992).
8. 1 2 3 4  Jacques Poggi (1931).
9. ↑  "Mines et environnement en situation coloniale". Encyclopédie d'Histoire Numérique de l'Europe. مؤرشف من الأصل في 2023-12-08.
10. ↑  "SNTF, histoire, modernité et défis" (PDF). Société nationale des transports ferroviaires (بالفرنسية). Archived from the original (PDF) on 2023-04-19.
11. 1 2  "Moniteur algérien, 15 avril 1857". Retronews (بالفرنسية). Archived from the original on 2023-07-08.
12. 1 2  "Compagnie des Chemins de fer algériens (1860-1863)" (PDF). entreprises-coloniales.fr. اطلع عليه بتاريخ 9 juillet 2023. {{استشهاد ويب}}: تحقق من التاريخ في: |تاريخ الوصول= (مساعدة).
13. 1 2  Pascal Bejui, Luc Raynaud & J-P Vergez-Larrouy 1992.
14. 1 2 3 4  Henri Lartilleux 1949.
15. ↑  P. Caufourier 1931.
16. ↑  Jacques Poggi 1931.
17. ↑  Clive Lamming. "L'Afrique: le continent n'a pas à dire "merci" pour son chemin de fer". trainconsultant.com. اطلع عليه بتاريخ 9 juillet 2023. {{استشهاد ويب}}: تحقق من التاريخ في: |تاريخ الوصول= (مساعدة).
18. ↑  "Chemins de fer algériens de l'État". bnf.fr. اطلع عليه بتاريخ 16 juillet 2023. {{استشهاد ويب}}: تحقق من التاريخ في: |تاريخ الوصول= (مساعدة).
19. ↑  "Compagnie Franco-Algérienne" (PDF). entreprises-coloniales.fr. اطلع عليه بتاريخ 16 juillet 2023. {{استشهاد ويب}}: تحقق من التاريخ في: |تاريخ الوصول= (مساعدة).
20. ↑  "Compagnie des chemins de fer de l'Est algérien, Constantine-Alger et embrachements" (PDF). entreprises-coloniales.fr. اطلع عليه بتاريخ 16 juillet 2023. {{استشهاد ويب}}: تحقق من التاريخ في: |تاريخ الوصول= (مساعدة).
21. ↑  "Compagnie du chein de fer de Bône à Guelma et prolongemments" (PDF). entreprises-coloniales.fr. اطلع عليه بتاريخ 16 juillet 2023. {{استشهاد ويب}}: تحقق من التاريخ في: |تاريخ الوصول= (مساعدة).
22. ↑  "Chemins de fer de l'Ouest-algérien" (PDF). entreprises-coloniales.fr. اطلع عليه بتاريخ 16 juillet 2023. {{استشهاد ويب}}: تحقق من التاريخ في: |تاريخ الوصول= (مساعدة).
23. ↑  "Chemins de fer de Paris-Lyon-Méditerranée, réseau algérien" (PDF). entreprises-coloniales.fr. اطلع عليه بتاريخ 16 juillet 2023. {{استشهاد ويب}}: تحقق من التاريخ في: |تاريخ الوصول= (مساعدة).
24. ↑  Victor NicoletCatégorie:Utilisation du paramètre auteur dans le modèle article, « Électrification de la ligne de Bône à Oued-Kébérit. Les Chemins de fer alégriens de l'État », في Revue générale des chemins de fer, Dunod-Gauthier-Villars, 1الأول {{{1}}} juillet 1933, ص. 
41-52 [النص الكامل].
25. ↑  Société nationale des transports ferroviaires (2012). "SNTF Histoire, modernité et défis" (PDF)..
26. ↑  Journal officiel de la République Algérienne, Ministère de la reconstruction, des travaux publics et des transports : Décret no 63–183 du 16 mai 1963, 28 mai 1963, p 542 intégral (consulté le 21 novembre 2010) نسخة محفوظة 2023-11-01 على موقع واي باك مشين.
27. 1 2  Chemin de fer Algérien – 60 ans de défis et de progrès. Documentaire diffusé à l'occasion du 60ᵉ anniversaire de l'Indépendance, Yasmina Chouikh (réalisatrice) sur Canal Algérie (2022) Consulté le 28 juillet 2022. نسخة محفوظة 2024-12-04 على موقع واي باك مشين.
28. ↑  "Le Chemin de Fer en Algérie : Pour une dynamique nouvelle". Conseil national économique, social et environnemental. مؤرشف من الأصل في 2023-08-06.
29. ↑  "Nos projets". anesrif.dz. مؤرشف من الأصل في 2023-12-16. اطلع عليه بتاريخ 2023-07-28..
30. ↑  "Train régional SNTF". caf.net. مؤرشف من الأصل في 2023-08-07. اطلع عليه بتاريخ 2023-08-07..
31. ↑  Ziad Abdelhadi (29 نوفمبر 2007). "Algérie: Parc roulant de la SNTF – Le premier autorail réceptionné". allafrica.com. مؤرشف من الأصل في 2023-08-07. اطلع عليه بتاريخ 2023-08-07..
32. ↑  "First Flirt to Algeria". ريلواي غازيت إنترناشيونال (بالإنجليزية). 8 Jan 2008. Archived from the original on 2023-08-07. Retrieved 2023-08-07..
33. ↑  "Alstom va livrer 17 trains Coradia Polyvalent à SNTF". alstom.com. 29 يوليو 2015. مؤرشف من الأصل في 2023-08-07. اطلع عليه بتاريخ 2023-08-07..
34. ↑  "By Coradia to Batna". ريلواي غازيت إنترناشيونال (بالإنجليزية). 9 May 2018. Archived from the original on 2023-12-12. Retrieved 2023-08-07..
35. ↑  "Mise en service du système de télécommunication GSM-R pour la 1ère fois en Algérie". algerie360.com. 10 سبتمبر 2018. مؤرشف من الأصل في 2023-10-02. اطلع عليه بتاريخ 2023-07-28..

### بيانات المراجع
الأعمال المستخدمة في كتابة المقال

#### باللغة الفرنسية
- Louis Hamel (1885). Les chemins de fer algériens : étude historique sur la constitution du réseau. Le classement de 1857. Adolphe Jourdan. ص. 115. مؤرشف من الأصل في 2023-09-07.
- Jean Courau (1891). Les Chemins de fer de l'Algérie-Tunisie : leur état actuel, leur histoire et leur avenir (PDF). Michelet. مؤرشف من الأصل (PDF) في 2023-07-12.
- P. Caufourier (1913). Le réseau oranais de l'État (Algérie). ج. 63. ص. 365–370. مؤرشف من الأصل في 2023-07-19.
- Jacques Poggi (1931). Les chemins de fer d'intérêt général de l'Algérie : aperçu historique, organisation actuelle, programme d'avenir. Paris. مؤرشف من الأصل في 2023-07-09.{{استشهاد بكتاب}}:  صيانة الاستشهاد: مكان بدون ناشر (link)
- Henri Lartilleux (1949). "1". Géographie des chemins de fer français : Troisième volume : Afrique du Nord. Édition Librairie Le Chaix. ج. 3.
- Terushi Hara (1976). "2". Les investissements ferroviaires français en Algérie au XIXe siècle. ج. 54. ص. 182–211. مؤرشف من الأصل في 2023-07-09.
- Pascal Bejui؛ Luc Raynaud؛ J-P Vergez-Larrouy (1992). Les chemins de fer de la France d'outre-mer. La Regordane. ج. 2.
- Kamel Ben Amor (2014). Les transports ferroviaires au Maghreb (PDF). IPEMED. مؤرشف من الأصل (PDF) في 2023-10-10.

#### باللغة العربية
- حوحو رياض (18 ديسمبر 2021). "شبكة السكك الحديدية الفرنسية في الجزائر، من خلال المصادر الفرنسية 1833-1857". المجلة التاريخية الجزائرية. ج. 5 رقم  2. ص. 654–671. مؤرشف من الأصل في 2023-09-12.